# Kaugummi

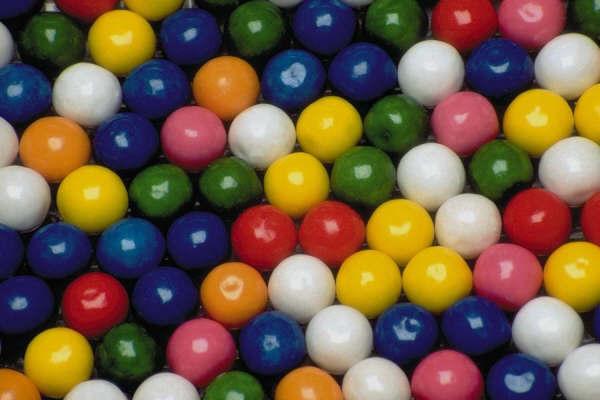
Kaugummikugeln

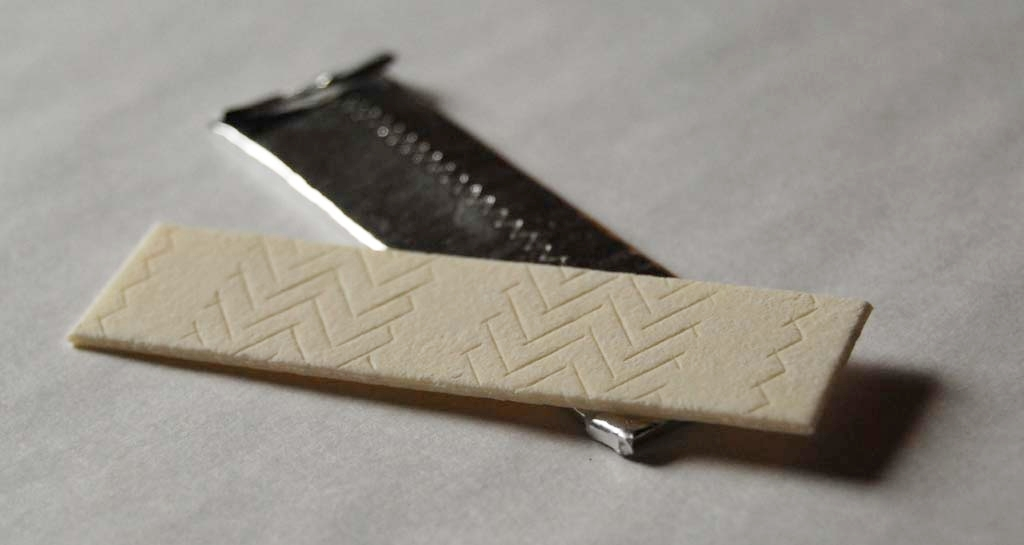
Streifenkaugummi

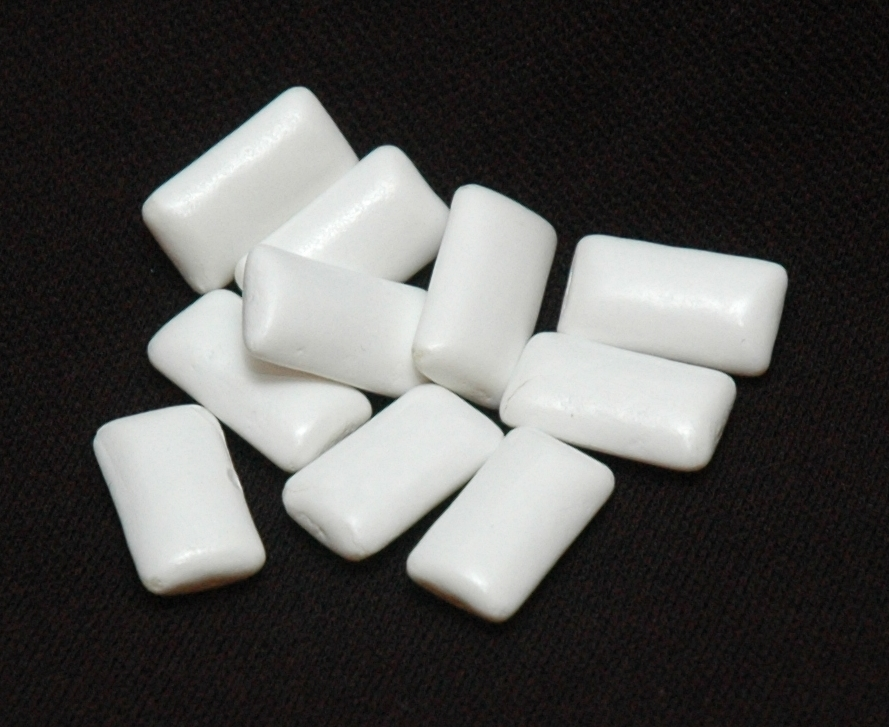
Dragee-Kaugummis

Kaugummi ist eine Süßware, die aus einer unverdaulichen, elastischen Kaumasse sowie Zucker, Süßungsmitteln, Aromen und je nach Produkttyp aus weiteren Zutaten besteht. Die Kaumasse, auch Kaugummibasis oder Kaubase genannt, ist eine Mischung aus wasserunlöslichen, gummiartigen Polymeren, Harzen, Füllstoffen, Emulgatoren und Wachsen. Sie verleiht dem Kaugummi alle grundlegenden Beschaffenheits- und Kaueigenschaften. Die Wasserunlöslichkeit der Kaumasse ermöglicht es, den Kaugummi über einen längeren Zeitraum zu kauen, ohne dass sich seine Beschaffenheit merklich verändert.
Das Kauen der Kaumasse setzt die darin enthaltenen wasserlöslichen Stoffe wie Zucker oder Zuckeraustauschstoffe sowie Aromastoffe und Säuerungsmittel frei. Weitere typische wasserlösliche Zusatzstoffe im Kaugummi sind Feuchthaltemittel, Antioxidantien und Lebensmittelfarbstoffe. Die wasserlöslichen Stoffe vermischen sich mit dem Speichel und geraten beim Herunterschlucken in den Verdauungstrakt, wo sie über die Darmschleimhaut in den Blutkreislauf gelangen; teilweise gelangen sie direkt über die Mundschleimhaut dorthin.
Kaugummi gilt als eine der ältesten und bekanntesten Süßwaren. Bereits in prähistorischer Zeit dienten viele Stoffe pflanzlichen Ursprungs in roher oder verarbeiteter Form als Kaugummi. Steinzeitliche Skandinavier kauten Birkenpech und in der Antike wurde Mastix, das kaubare Harz der Mastixsträucher, zu therapeutischen und hygienischen Zwecken geerntet und gekaut. Die Maya und Azteken kauten Chicle, den Saft des Breiapfelbaums. Die indigenen Völker Nordamerikas kauten das Harz der Fichte und gaben diese Gewohnheit an die Siedler weiter. Mitte des 19. Jahrhunderts begann in den Vereinigten Staaten die kommerzielle Herstellung von Kaugummi auf der Basis natürlicher Polymere wie Fichtenharz, Chicle und Paraffin. Die steigende Nachfrage nach Kaugummi und die Entdeckungen und Entwicklungen der Polymerchemie führten Mitte des 20. Jahrhunderts zur industriellen Produktion von Kaumasse auf der Basis synthetischer Polymere.
Durch das Kauen von Kaugummi wird der Speichelfluss angeregt, der die Entfernung von Speiseresten und Mikroorganismen aus der Mundhöhle erleichtert. Der leicht alkalische Speichel neutralisiert zudem die Säuren, die von den Bakterien der Mundflora produziert werden. Die physiologischen Wirkungen des Kaugummikauens sind vielfältig, unter anderem wird die Senkung des Cortisolspiegels, die Dämpfung von Hunger und die Erhöhung des Sättigungsgefühls beobachtet.
Kaugummis gibt es in vielen Formen und Geschmacksrichtungen, zur Zahnpflege oder als medizinisches Produkt. Die wichtigsten Wirkungen des Kaugummikauens sind die Steigerung der Konzentrationsfähigkeit und die Verbesserung der Mundgesundheit. Aufgrund dieser Eigenschaften ist Kaugummi ein beliebtes und weltweit verbreitetes Produkt, mit dem jährlich weltweit mehrere Milliarden Euro umgesetzt werden.

## Abgrenzung zu anderen Gummiarten

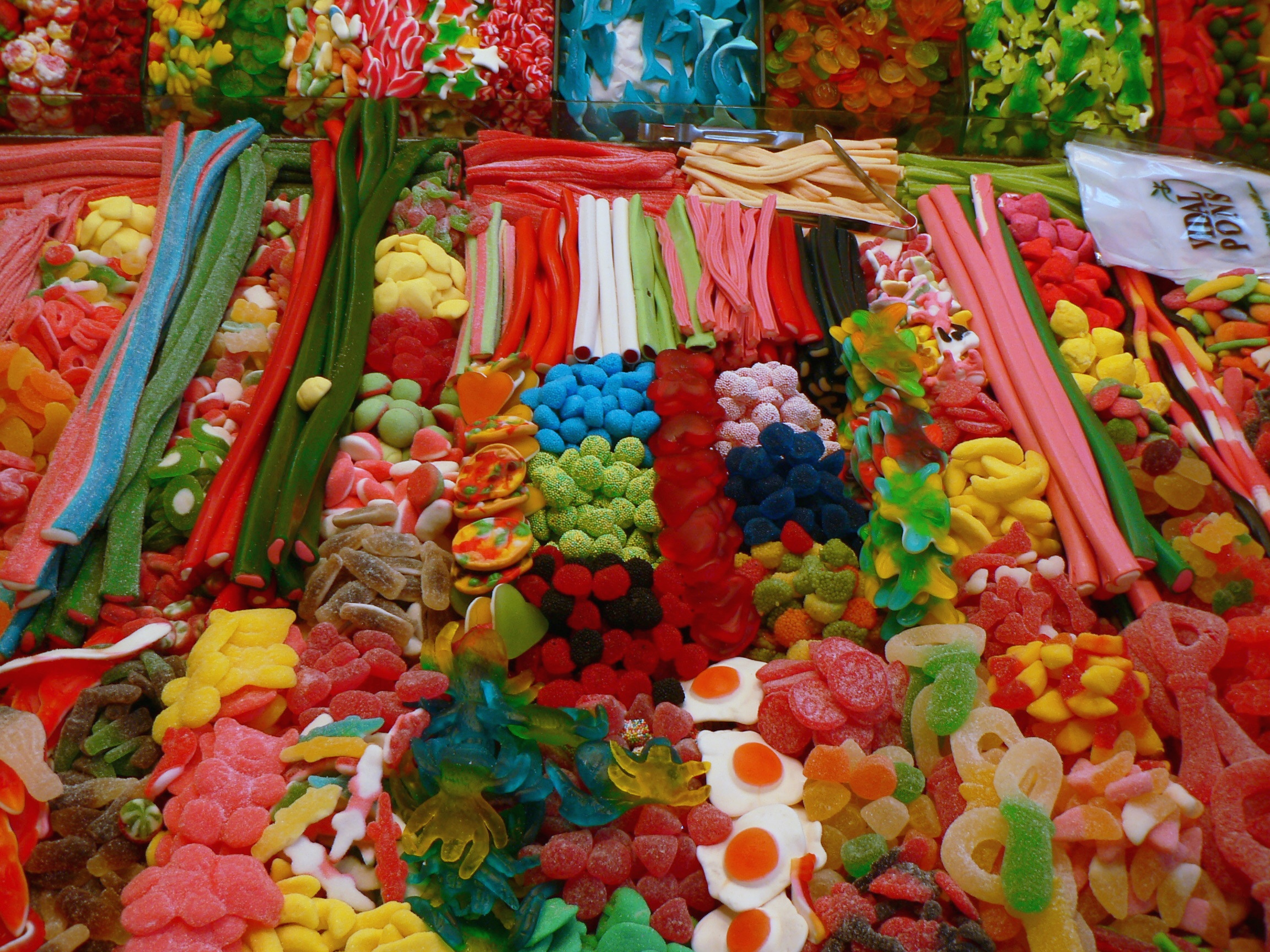
Gummibonbons auf einem Markt in Barcelona

Der Begriff „Gummi“ wird in den Lebensmittelwissenschaften und der Technik für eine Vielzahl von unterschiedlichen Stoffen verwendet. Das Wort „Gummi“ leitet sich vom ägyptischen kemai oder kemȧ ab und ist über das altgriechische kómmi (κόμμι) und lateinische gummi oder cummi in den europäischen Sprachraum gelangt. Das Wort bezog sich ursprünglich auf zähflüssige pflanzliche Exsudate wie das in Arabien heimische Gummi arabicum.
In der Lebensmittelwissenschaft bezeichnet der Begriff Gummi allgemein wasserlösliche Polysaccharide und deren Folgeprodukte. Polysaccharide in Kombination mit bestimmten Proteinen, insbesondere Gelatine, werden manchmal als Hydrokolloide bezeichnet und dienen als Verdickungs- oder Geliermittel für Lebensmittel. Süßigkeiten auf Basis dieser Hydrokolloide werden als „Gummis“ oder „Gummibonbons“ bezeichnet, etwa Gummibärchen und Weingummi. Obwohl Polysaccharide wie Gummi arabicum zum Teil als Verdickungsmittel für Kaugummis eingesetzt werden, sind diese Gummis chemisch nicht mit den für die Kaumasse verwendeten Stoffen verwandt.
Technisch werden Materialien unabhängig von ihrer speziellen chemischen Zusammensetzung als Gummi bezeichnet, die eine dauerhafte reversible Elastizität aufweisen, und etwa für die Herstellung von Autoreifen, Gummiband und ähnlichen Produkten verwendet werden. Die Kaumasse des Kaugummis ist enger mit diesen Vulkanisaten aus Natur- und Synthesekautschuk wie etwa Styrol-Butadien-Kautschuk verwandt. Die für die Kaumasse verwendeten Polymere unterscheiden sich von den technisch genutzten Polymeren jedoch durch ihre rheologischen und physikalischen Eigenschaften.

## Geschichte

### Ur- und Frühgeschichte

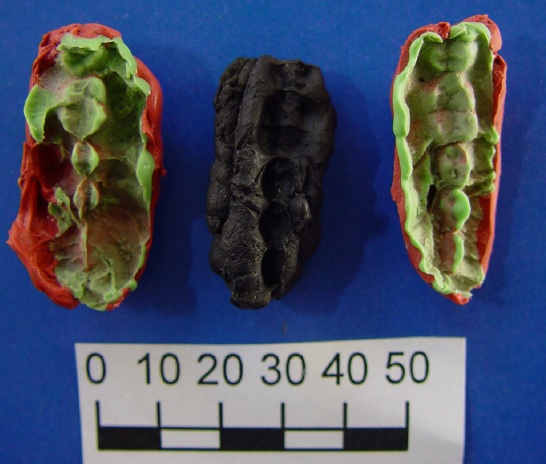
Frühgeschichtlicher Birkenteer-Kaugummi aus Huseby Klev mit zwei Abdrücken aus Plastilin für jede Seite (Skala: 50 mm)

Seit Mitte des 19. Jahrhunderts hat sich Kaugummi zu einer der beliebtesten Süßwaren der Welt entwickelt, seine Geschichte begann jedoch vor mehr als 10.000 Jahren. In der Nähe von Ellös, in Huseby Klev, im heutigen Schweden, fanden Archäologen bei Ausgrabungen Stücke von Birkenpech mit Zahnabdrücken von Kindern und Jugendlichen, die nach der Radiokarbonmethode auf 9550 bis 8350 Jahre vor Christus datiert wurden. Bei einigen Exemplaren deutete das Muster der Zahnabdrücke darauf hin, dass die Kinder das Birkenpech als Kaugummi verwendet hatten. Bei einem Fundstück wurde festgestellt, dass die gefundenen Zahnabdrücke auf den Versuch zurückzuführen waren, eine Kaugummiblase zu pusten. Aus diesen Proben konnte die DNA von drei verschiedenen Menschen extrahiert und analysiert werden.
Über einhundert Birkenpechstücke mit Kauspuren fanden sich bei Ausgrabungen im Bereich der zwischen 3917 und 3902 vor Christus besiedelten Pfahlbausiedlung von Hornstaad-Hörnle. Dies stellt die bisher umfangreichste Anzahl von Birkenpechfunden mit Kauspuren an einem einzelnen Fundort dar. Jüngere Erwachsene im Alter zwischen 17 und 25 Jahren verursachten die meisten Kauspuren. Nur wenige Spuren stammen von Kindern mit Milchzähnen oder Jugendlichen mit gemischtem Gebiss. In zwei Fällen spiegelten die Kauspuren ein höheres Alter der kauenden Person wider.
Ein weiteres Stück gekauten Birkenpechs, das an einer steinzeitlichen Fundstelle im Süden Dänemarks in Syltholm bei Rødbyhavn gefunden wurde, stammte laut der Radiokarbonmethode aus der Zeit zwischen 3711 und 3908 vor Christus. Bei diesem Fund war die darin enthaltene menschliche DNA so außergewöhnlich gut erhalten, dass die vollständige Bestimmung des menschlichen Genoms möglich war. Mittels Genomanalyse konnte das Geschlecht, die Augen-, Haar- und Hautfarbe sowie genetisch bestimmte Veranlagungen wie Laktoseintoleranz nachgewiesen werden.
Weiterhin wurde sowohl pflanzliche als auch tierische DNA von Haselnüssen und Ente nachgewiesen, die offenbar Teil der Ernährung waren. Das Erbgut der Mundflora stammte zu einem großen Teil von Mikroorganismen, die auch heute die Mundhöhle besiedeln. Arten, die mit Parodontitis und Zahnkaries in Verbindung gebracht werden, wurden jedoch, wahrscheinlich wegen der zuckerarmen Ernährung, weniger häufig nachgewiesen. Virales Genmaterial, das dem Epstein-Barr-Virus zugeordnet werden konnte, wurde ebenfalls gefunden.
Zu den wesentlichen Bestandteilen des Birkenpechs, die antiseptische Eigenschaften haben, gehören die sekundären Pflanzenstoffe Betulin und Lupeol. Sie sind in der medizinischen Forschung als Malaria- und Krebsmittel mit geringer Toxizität interessant, im Tierversuch zeigte Betulin magen- und leberschützende Eigenschaften. Aus diesem Grund wird vermutet, dass Birkenpech unter anderem gekaut wurde, um Zahnschmerzen oder andere Beschwerden zu lindern.

### Altertum

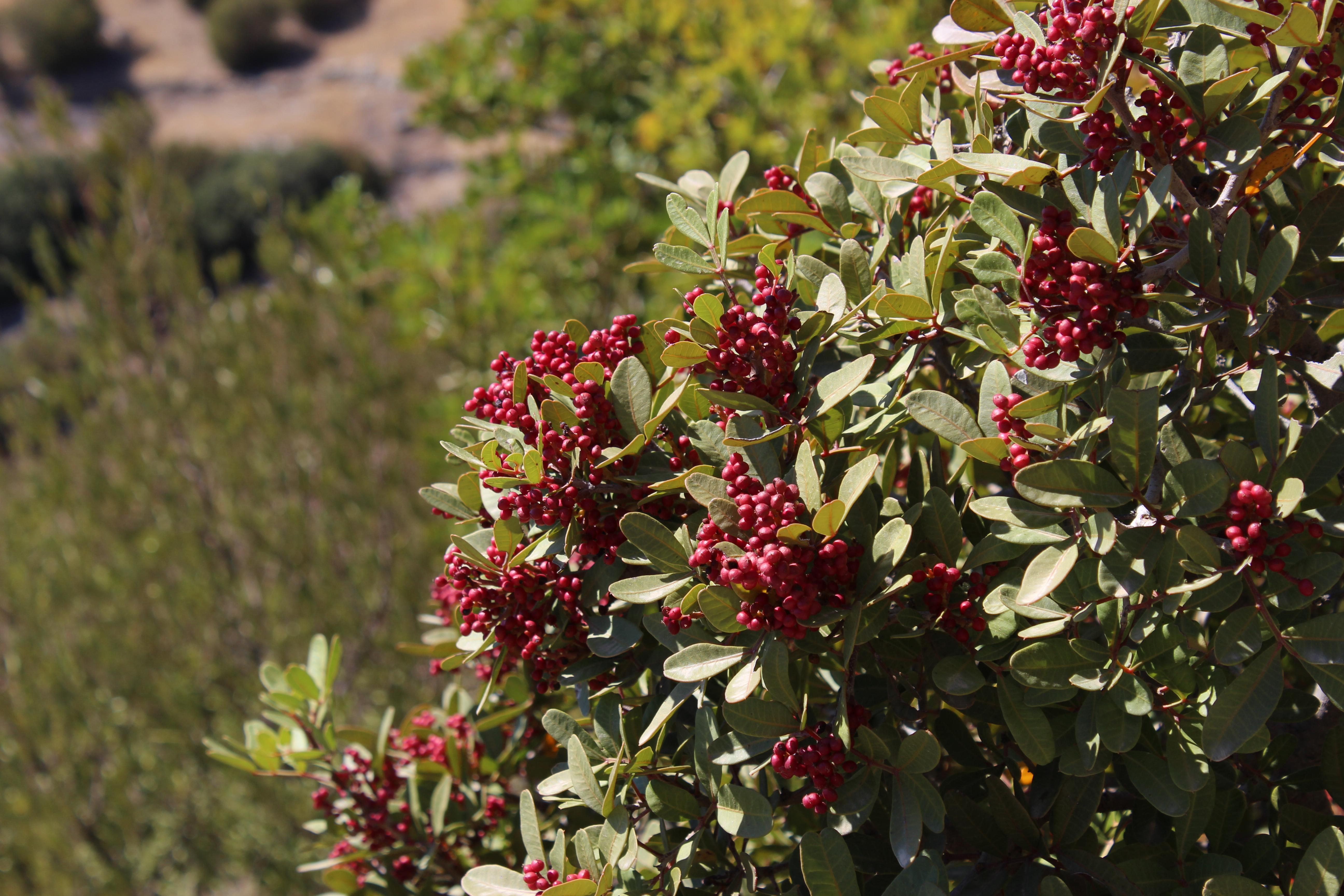
Mastixstrauch in seiner typischen Umgebung, der mediterranten Macchienlandschaft

Im Papyrus Ebers, einer Aufzeichnung altägyptischer medizinischer Praktiken aus der Zeit um 1550 v. Chr., wird in einem Abschnitt über die Behandlung von Zähnen und Zahnfleisch die Verwendung von Kaugummi pflanzlichen Ursprungs beschrieben. Ferner enthält es ein Rezept für harzhaltige Kügelchen auf Basis von Myrrhe und Maulbeeren als Munddeodorant gegen Mundgeruch. Ein Schiffswrack aus der späten Bronzezeit enthielt etwa einhundert mit Mastix gefüllte Krüge. Dieses Harz des Mastixstrauches, einer wilden Pistazienart, wurde von den Ägyptern zu medizinischen Zwecken verwendet und findet auch im Alten Testament als wichtiges Handelsgut Erwähnung.
Auch in der Antike, also der griechischen und römischen Kultur, wurde Mastix als Kaugummi genutzt. Sogar der lateinische Name Mastix leitet sich vom altgriechischen μασᾶσθαι („kauen“) ab und bedeutet so viel wie „Kaustoff“. Die gekauten Harzstücke sollten, wie verschiedene antike Autoren berichten, den Mundgeruch verbessern und darüber hinaus – neben verschiedenen weiteren angeblichen medizinischen Wirkungen – das Zahnfleisch stärken und für weiße, saubere Zähne sorgen. Als am hochwertigsten wurde das farblose Mastix angesehen; das gelbliche oder grünliche galt als ungeeigneter.
Obwohl der Mastixstrauch bereits in der Antike in großen Teilen des Mittelmeerraums vorkam, ließ sich sein Harz nur in wenigen Regionen in nutzbarer Menge und Qualität gewinnen, laut den römischen Autoren Plinius der Ältere und Pedanios Dioskurides ausschließlich oder hauptsächlich auf der Ägäisinsel Chios. Mastixharz aus Chios kostete zu Plinius’ Zeiten 10 Denare pro römischem Pfund und war dadurch nur für Reiche erschwinglich. Deshalb wurde auch „falsches“ Mastix verkauft, das von minderwertigen Pflanzen aus dem Schwarzmeergebiet stammte, für die ein Pfundpreis von zwei Denaren überliefert ist, oder sogar aus ganz anderen Pflanzen gewonnen wurde. In seinem Werk Paidagogós schimpft der spätantike Autor Clemens von Alexandria über das viele Mastixkauen unter den jungen Männern seiner Zeit.

### Mastixhandel in der frühen Neuzeit

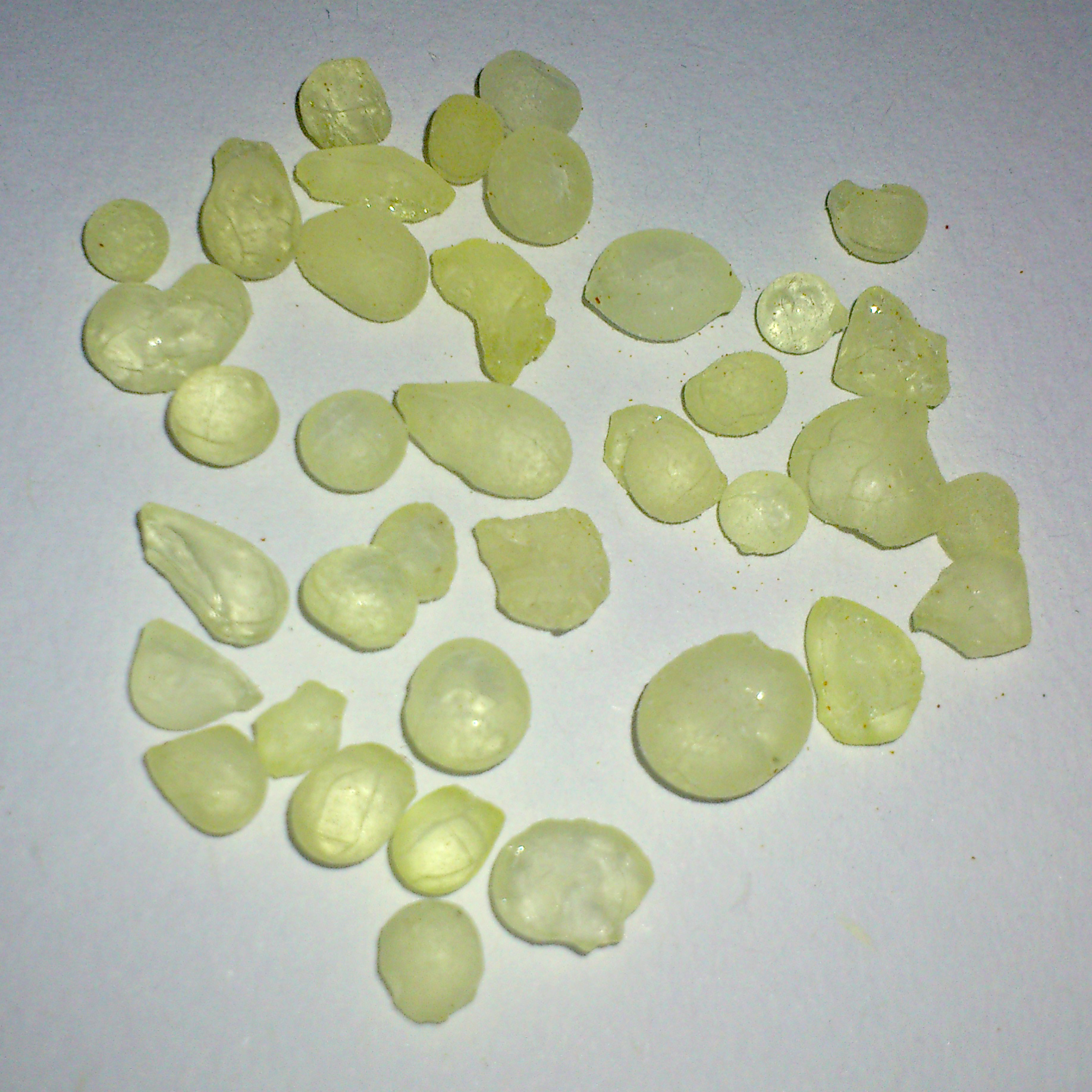
Getrocknetes Mastixharz

Der Aufschwung des Mastixanbaus und -handels begann nach der Eroberung von Chios durch die Republik Genua im Jahr 1346. Es wurde von einer Maona verwaltet, einer zu Beginn des 13. Jahrhunderts entstandenen italienischen Form von Investorengemeinschaft, die einen Anteil an den staatlichen Rechten über bestimmte Gebiete erhielt. Die „Maona von Chios und Focea“ führte ein neues System für den Vertrieb von Mastix ein, das bestimmte Zielmengen für die Produktion und den Verkauf in vier vom genuesischen Gouverneur von Chios festgelegte Handelszonen vorsah. Gegen Ende des 14. Jahrhunderts betrug der Export etwa 24.000 Kilogramm. Der Schmuggel von Mastix unterlag strengen Strafen. Dazu unterhielt die Maona eine Flotte von 38 kleinen Schiffen, welche an der Verfolgung von Mastixschmugglern beteiligt waren.
Das osmanische Reich unter Süleyman I. eroberte 1566 die Insel und beendete damit nach 210 Jahren die genuesische Besetzung von Chios. Der Anbau und der Vertrieb wurde direkt der Valide Sultan unterstellt. Die Frauen des Serail waren die Abnehmer des Mastix, da das Kauen von Mastix einen angenehmen und wohlriechenden Atem verlieh und zur Mundhygiene beitrug. Die Mastixdörfer von Chios wurden der Verwaltung eines Agha unterstellt. Den Bewohnern wurde im Gegenzug für die Sammlung und Ablieferung der Mengen des wertvollen Mastix, die als Abgabe anfielen, eine Reihe von Vorteilen gewährt.
Der Vertrieb auf den internationalen Märkten wurde von selbstständigen Kaufleuten übernommen. Während der osmanischen Besetzung war Mastix auf allen bekannten Märkten im Osten und Westen zu finden. Das Mastix wurde in Kisten von Chios direkt zu den internationalen Märkten transportiert. Während des gesamten 17. Jahrhunderts wurde das beste Mastix direkt an den imperialen Hof in Konstantinopel gesendet.

### Chicle im Maya- und Aztekenreich

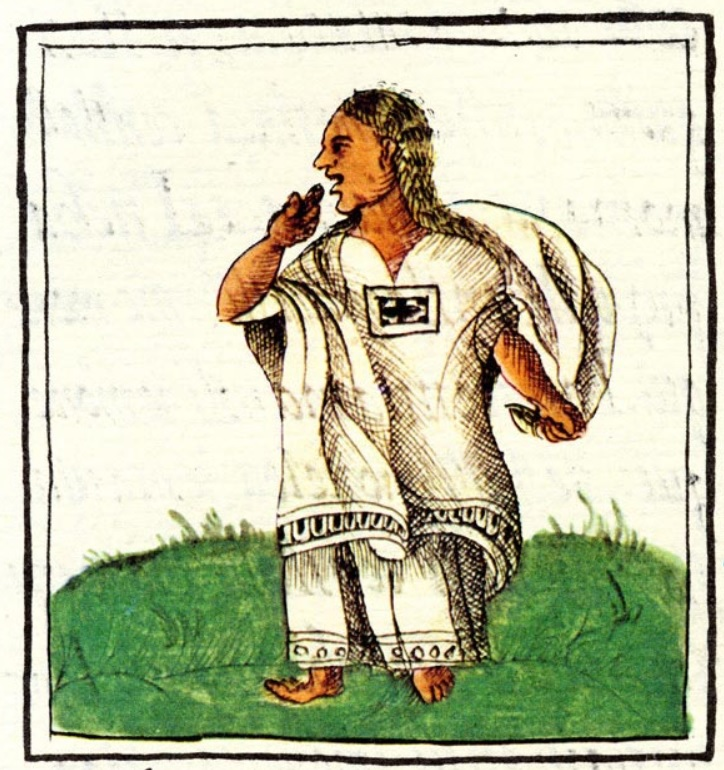
Chicle kauende aztekische Frau, aus dem Codex Florentinus von Bernardino de Sahagún (zwischen 1540 und 1569)

Im Jahr 1529, nach der spanischen Eroberung Mexikos durch Hernán Cortés, schickte der Franziskanerorden den Mönch Bernardino de Sahagún als Missionar nach Mexiko. Um das Jahr 1540 beauftragte ihn Fray Toribio de Benavente mit der Erstellung einer Enzyklopädie über „alle wichtigen Dinge in Neuspanien“. Sahagún verfasste eine Beschreibung der aztekischen Gesellschaft und ihrer sozialen Normen in seiner Historia general de las cosas de la Nueva España, deren vollständigstes Manuskript als Codex Florentinus erhalten ist. Darin beschreibt er unter anderem die Verwendung von Chicle als Kaugummi. Chicle wird aus dem Harz des Breiapfelbaums gewonnen, der in den Wäldern der Yucatán-Halbinsel und Mittelamerika wächst. Das Chicle-Kauen wurde vermutlich schon lange vor der Ankunft der Spanier von den Mayas praktiziert. Chicle zu kauen gehörte womöglich zu den Mitteln, mit denen die Maya Zahnkaries verminderten.
Das Rohharz wurde zunächst getrocknet und gekocht, um den Wassergehalt zu verringern; nach dem Kochen eignete sich die Substanz zum Kauen. Dieses Verfahren wandten die Maya wahrscheinlich schon über viele Hunderte Jahre an, da das Kauen von Chicle den Durst löschte und den Hunger unterdrückte. Die Azteken kauten neben Chicle auch Bitumen, einen natürlichen Ölteer, der an den Stränden des Golfs von Mexiko angeschwemmt wurde. Teilweise mischten die Azteken Chicle und Bitumen, um die Kaueigenschaften zu verbessern.
Händler verkauften Chicle öffentlich auf dem Markt, weil er die Zähne reinigte und den Atem erfrischte, jedoch nur Kinder und alte Frauen durften ihn in der Öffentlichkeit kauen, so de Sahagúns Bericht. Männer, die sich nicht an diese gesellschaftliche Norm hielten, galten als homosexuell, und Frauen, die Chicle in der Öffentlichkeit kauten, galten als Prostituierte.

„Aber die verruchten Weiber, die sogenannten Huren, zeigen kein Feingefühl; in aller Öffentlichkeit kauen sie auf den Straßen und auf dem Marktplatz Chicle und klappern dabei wie Kastagnetten. Andere Weiber, die ständig in der Öffentlichkeit Kaugummi kauen, gelten als schlecht.“

Die Ureinwohner Nord-, Mittel- und Südamerikas verwendeten neben Chicle verschiedene andere Pflanzenharze als Kaugummi. Dazu verwendeten die Prärie-Indianer den Saft von Silphien, während andere Stämme das Harz des Styrax americanus, falsches Styrax genannt, und teerähnliches Material aus natürlichen Ölquellen, bekannt als „Asphaltum“, als Kaugummi verwendeten.

### Beginnende Industrialisierung

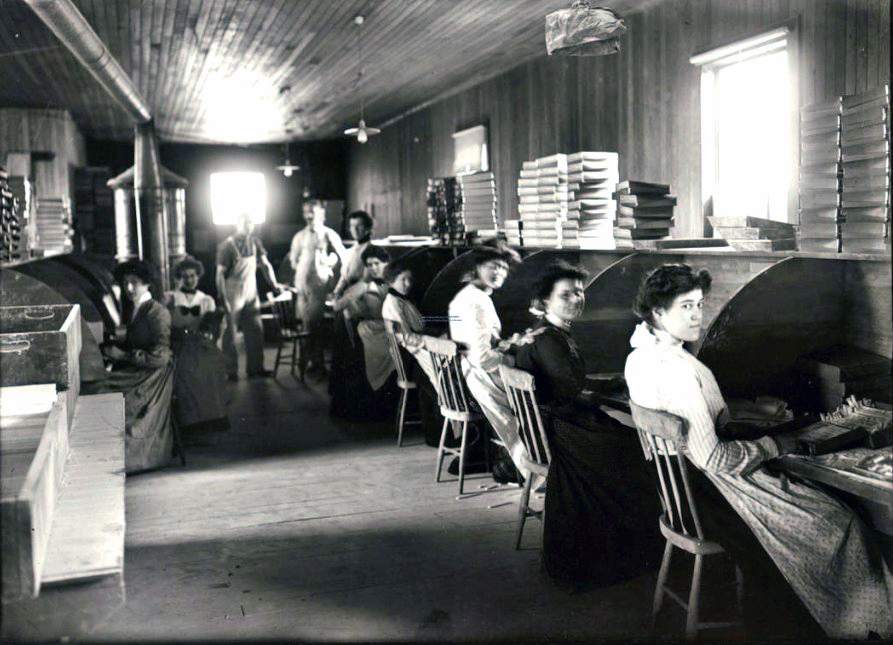
Die „Curtis Chewing Gum Factory“ um 1900

Die Industrialisierung und die Kommerzialisierung der Kaugummiherstellung begannen in den Vereinigten Staaten in der Mitte des 19. Jahrhunderts. Sowohl die amerikanischen Ureinwohner als auch die Siedler in Neuengland kauten regelmäßig Harz, das von Fichtenbäumen gewonnen wurde. Fichtenharz entsteht durch die Verletzung der Rinde von Rot- und Schwarzfichten, an deren Rand kleine Knötchen austreten, die sich zu Klumpen entwickeln. Es handelt sich um ein komplexes Gemisch aus Diterpenharzsäuren, ätherischen Ölen, Lignanen und Phenolsäuren. Durch die Verflüchtigung der ätherischen Öle entsteht im Laufe der Jahre eine harte und spröde bernsteinartige Harzmasse.
Aufbauend auf der Praxis des Fichtenharzkauens entwickelten John B. Curtis und sein Sohn 1848 den ersten kommerziellen Fichtenharz-Kaugummi. Zu diesem Zweck erhitzten sie das Fichtenharz und entfernten Verunreinigungen. Anschließend ließ sich das warme Harz in Platten gießen und in Streifen schneiden. Damit die Streifen nicht zusammenklebten, bestäubte Curtis sie mit Maisstärke. Schließlich wurden die Streifen in Papier eingewickelt und in kleinen Holzkisten unter dem Namen „State of Maine Pure Spruce Gum“ zu 20 Stück verkauft. Ihr Kaugummi verkaufte sich in den gesamten Vereinigten Staaten so gut, dass Curtis 1852 in Portland, Maine, die erste Kaugummifabrik der Welt gründete. Die meisten der im Produktionsprozess verwendeten Maschinen erfand Curtis selbst. Er meldete nie ein Patent auf seine Erfindungen an, stattdessen hielt seine Firma ihr Verfahren zur Kaugummiherstellung geheim.
In Anbetracht der enormen Nachfrage nach Kaugummi ließ sich der Bedarf an Fichtenharz bald nicht mehr decken. Ein weiterer Nachteil des Fichtenharzkaugummis bestand darin, dass das Harz zwar schmackhaft war, jedoch einen bitteren Nachgeschmack hatte und beim Kauen nach einer Weile zerfiel. Aufgrund dieses Mangels und der schwierigen Versorgungslage mit Fichtenharzrohstoff stellte Curtis ab den 1870er Jahren einen mit Zucker aromatisierten Paraffinkaugummi her, der ebenfalls erfolgreich verkauft wurde. Dennoch wurden in Maine 1916 noch etwa 15.000 Tonnen Fichtenharz gesammelt, das damals einen Wert von etwa 330.000 US-Dollar hatte (2025: etwa 9.732.000 US-Dollar).

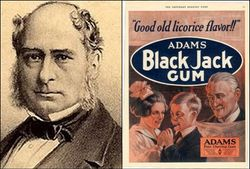
Thomas Adams und Werbung für „Black Jack“-Kaugummi

Ein weiterer Meilenstein der Kaugummiindustrie geht auf das Jahr 1857 zurück, als in Snug Harbor auf Staten Island der ehemalige mexikanische Präsident Antonio López de Santa Anna, Sieger der Schlacht von Alamo, mit einer Ladung Chicle eintraf. Dieser galt als potenzieller Ersatz für Naturkautschuk bei der Gummiherstellung. Der Erfinder Thomas Adams kaufte Santa Anna seinen Chiclevorrat ab und versuchte erfolglos, Chicle entsprechend dem Verfahren von Charles Goodyear zu vulkanisieren und als Gummi für Kutschenreifen zu verwenden.
Mutmaßlich durch Zufall fand Adams die Möglichkeit, Chicle als Kaumasse zu verwenden. Zu Beginn bestanden seine Kaugummis aus reinem Chicle, später mischte er Zucker bei. Das Kaugummi kam in Form von eingekerbten Streifen auf den Markt, aus denen die Einzelhändler Stücke für einen Penny herausschneiden konnten. In den folgenden Jahren fügte er ihnen weitere Geschmacksrichtungen hinzu, vor allem Lakritz. Dieser Kaugummi wurde unter dem Namen „Black Jack“ verkauft und hielt sich fast einhundert Jahre lang auf dem Markt. Anfangs stellte er den Kaugummi noch von Hand her, ab 1871 entwickelte Adams die ersten Maschinen zur Kaugummiproduktion. In den 1880er Jahren hatte er bereits über zweihundertfünfzig Mitarbeiter. Kaugummis auf Chiclebasis verdrängten schnell die anderen Kaugummiarten. Um 1895 bestanden bereits etwa 90 % der in den USA konsumierten Kaugummis aus Chicle, die restlichen 10 % aus Fichtenharz oder Paraffin. Adams gründete mit W. J. White & Sons, J. P. Primley, Kis-Me Gum Company und S. T. Britten & Co. 1899 in Trenton, New Jersey, die American Chicle Company.

### Erste Hälfte des 20. Jahrhunderts

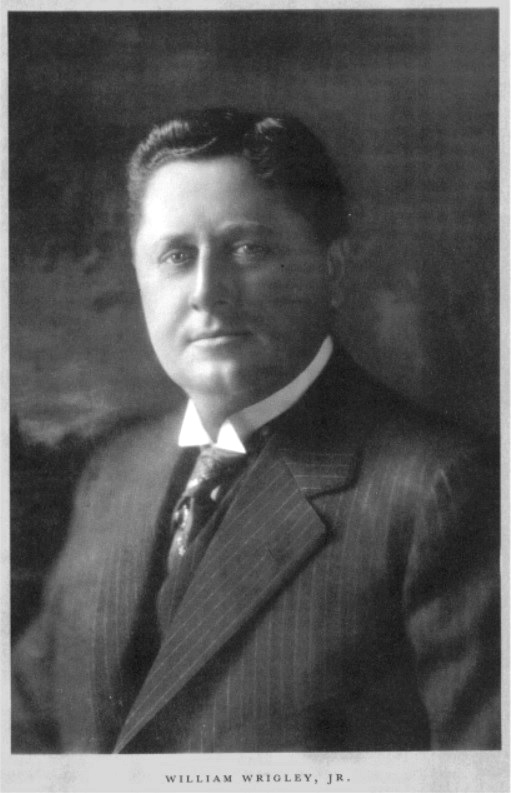
William Wrigley jr. (1915)

William Wrigley Jr. war eine weitere führende Persönlichkeit in der aufstrebenden Kaugummiindustrie. Er zog 1891 nach Chicago, wo er im April desselben Jahres The Wrigley Company gründete und wie sein Vater zunächst Seife und später Backpulver verkaufte. Das Angebot, beim Kauf einer bestimmten Menge Backpulver einen Kaugummi gratis zu erhalten, erwies sich als großer Erfolg. Er konzentrierte sich daher auf den Verkauf von Kaugummi, da dieser sich besser verkaufte als Backpulver. Zunächst arbeitete Wrigley bei der Herstellung von Kaugummi auf Chicle-Basis mit der Zeno Gum Corporation zusammen, an der er eine Mehrheitsbeteiligung erwarb.
Im Jahr 1893 brachte er „Juicy Fruit“ auf den Markt. Mit der Mischung des Extrakts von Minzblättern mit Chicle schuf er eine weitere beliebte Geschmacksrichtung, die er 1899 unter dem Namen „Spearmint“ vermarktete. 1911 übernahm Wrigley das Kaugummigeschäft von Zeno vollständig und gliederte es in sein eigenes Unternehmen ein.
William Wrigley jr. erkannte früh, dass Werbung die Absätze seiner Kaugummis steigerte und investierte darin einen Großteil des Firmenbudgets. Er platzierte seine Anzeigen in Zeitungen, Zeitschriften und Außenplakaten. Das vermutlich spektakulärste Marketinginstrument war ein kilometerlanges Schild mit einhundertsiebzehn Werbetafeln zwischen Atlantic City und Trenton in New Jersey sowie elektrische Schilder am Times Square in Manhattan, die seinerzeit über hunderttausend Dollar pro Stück kosteten. Der Aufwand zahlte sich aus, durch den Verkauf von Kaugummi wurde Wrigley zu einem der zehn reichsten Männer der Vereinigten Staaten.

“Anybody can make chewing gum. The trick is to sell it.”

„Jeder kann Kaugummi machen. Der Trick ist, ihn zu verkaufen.“

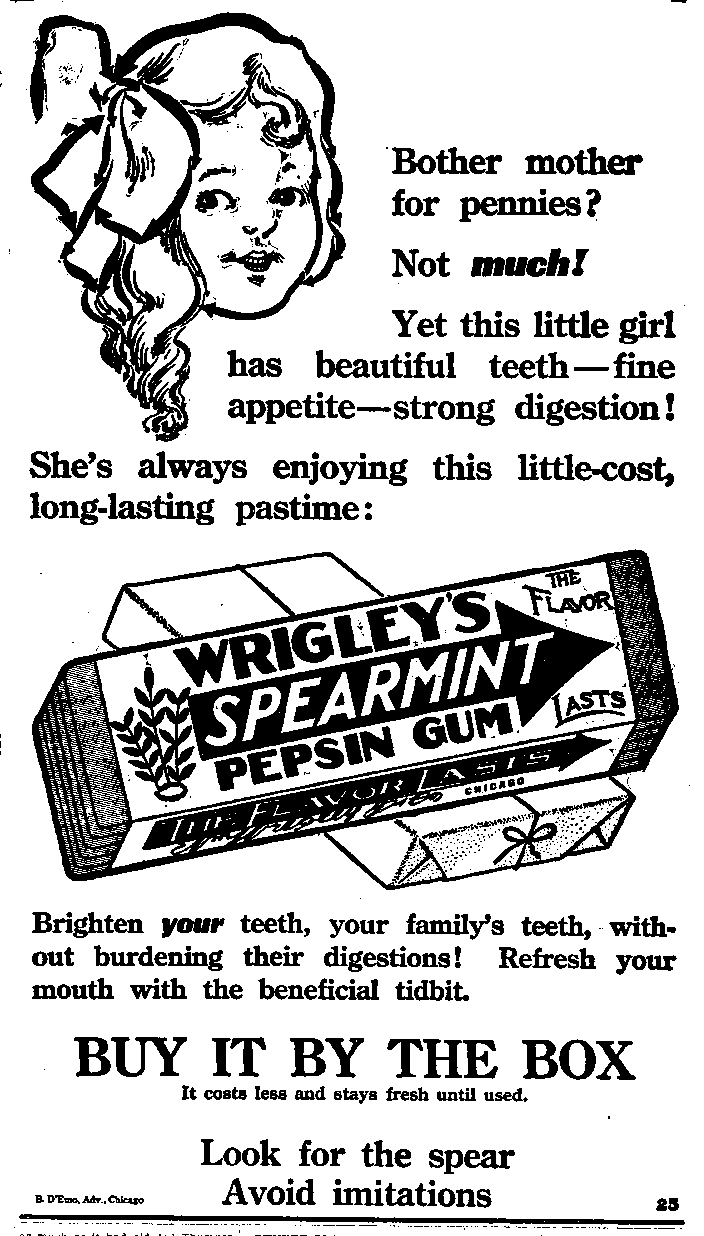
Wrigley-Werbung von 1913

Im Gegensatz zum Wettbewerb erhöhte Wrigley 1900 in der Rezession die Werbeausgaben, der Umsatz der Kaugummis verachtfachte sich bis 1907. The Wrigley Company entwickelte sich zu einem der größten Auftraggeber für Werbung in den Vereinigten Staaten. Die Kaugummiwerbung zu Beginn des 20. Jahrhunderts hob vor allem die gesundheitlichen Vorteile des Kaugummikauens hervor. Er wurde als zahnreinigend, appetitanregend und durch den Zusatz von Pepsin als verdauungsfördernd angepriesen. Nachdem die Cincinnati Reds 1919 die World Series gewonnen hatten, warb die American Chicle Company mit der Behauptung, der Sieg sei dem nervenberuhigenden Kaugummikauen zu verdanken.
Leo Trotzki schrieb Wrigley ein wahrhaft historisches Wirken zu. Er und die anderen Kaugummiproduzenten hätten den amerikanischen Arbeitern das Kaugummikauen beigebracht und damit die proletarische Revolution in den Vereinigten Staaten vereitelt, da das Kaugummikauen die Arbeiter daran hindere, über die Stellung ihrer Klasse nachzudenken. Die Nachfrage nach Kaugummi steigerte sich durch den Ersten Weltkrieg erheblich, da das US-Militär die Soldaten mit Kaugummi als Teil ihrer Lebensmittelrationen versorgte. In der Folge verbreiteten diese Soldaten das Kaugummikauen in ganz Europa, was nach dem Krieg zu einer Verzehnfachung der Kaugummiexporte nach Europa auf etwa 2 Millionen Dollar pro Jahr führte.
Nach dem Ersten Weltkrieg entwickelte sich in den Vereinigten Staaten ein ausgeprägter Kaugummikonsum mit einem durchschnittlichen Pro-Kopf-Konsum von 105 Kaugummistreifen pro Jahr. Der Produktionswert des in den Vereinigten Staaten hergestellten Kaugummis belief sich 1914 auf etwa 17 Millionen Dollar; bis 1929 war der Wert bereits auf etwa 60 Millionen Dollar gestiegen, was einem Einzelhandelswert von etwa 114 Millionen Dollar entsprach (2025: etwa 2.088 Millionen US-Dollar). In diesem Jahr gab es in den Vereinigten Staaten insgesamt 37 Unternehmen, die Kaugummi herstellten. Wrigley eröffnete 1925 eine Niederlassung in Deutschland in Frankfurt am Main. Diese bestand bis 1932. Nach dem Krieg wurde 1955 die Wrigley GmbH mit Sitz in Düsseldorf gegründet.
Ein Buchhalter des Unternehmens Fleer, Walter Diemer, erfand 1928 zufällig den Bubble Gum. Er experimentierte gerne mit Kaugummirezepten und entdeckte dabei eine einzigartige Rezeptur, als er einen weniger klebrigen und elastischeren Latex als Chicle verwendete. Im Vergleich zu herkömmlichem Kaugummi war der Kaugummi weniger klebrig und ließ sich leichter dehnen. Fleer begann, den neuen Kaugummi unter dem Namen „Dubble Bubble“ zu vermarkten, und brachte den Verkäufern bei, wie man Blasen pustet, um zu zeigen, dass sich „Dubble Bubble“ von anderen Kaugummis unterscheidet.

### Chicle für die Kaugummiindustrie

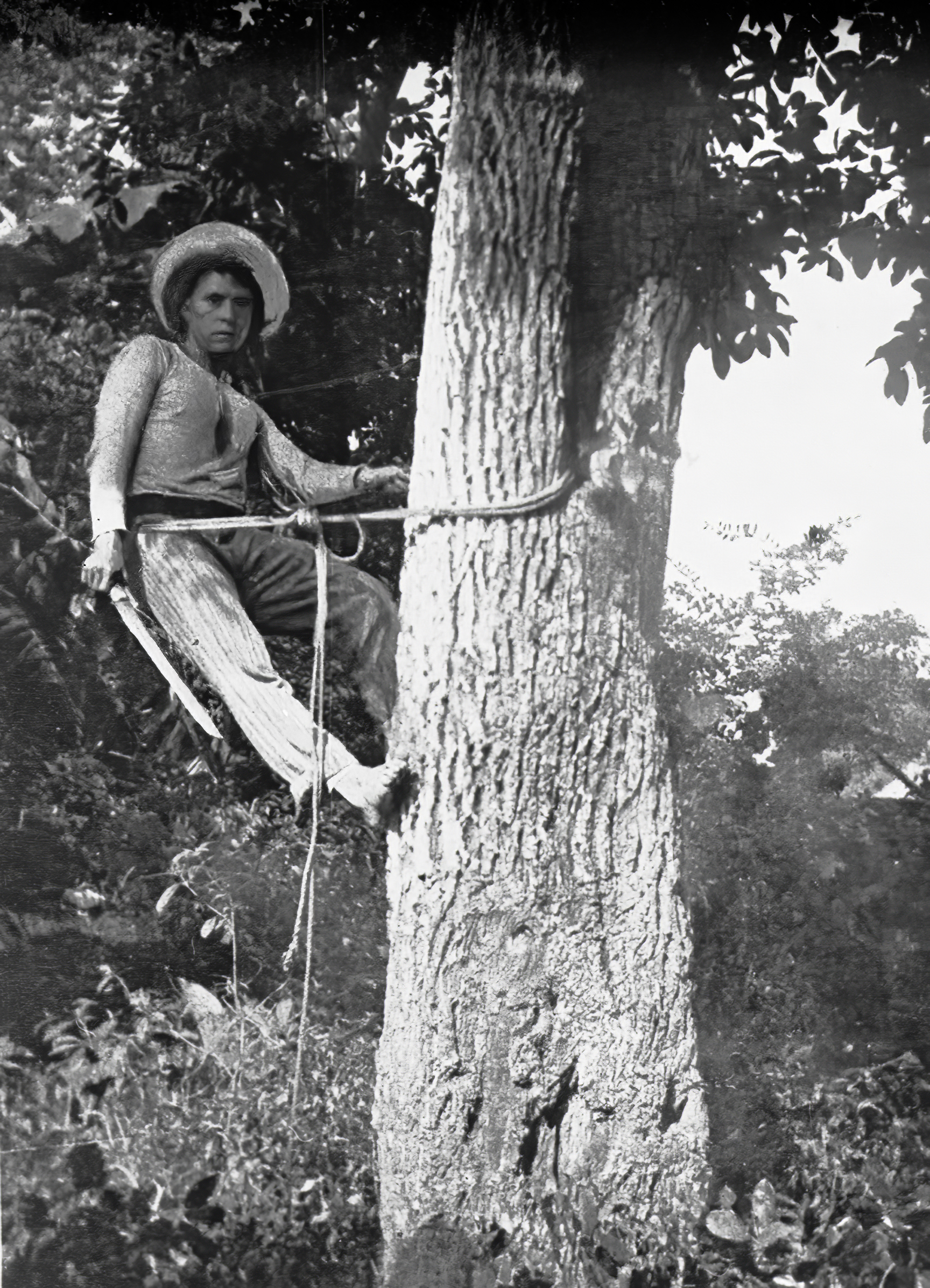
Chiclero bei der Gewinnung von Chicle (um 1915)

Die erhöhte Nachfrage nach Kaugummi bedingte eine erhöhte Nachfrage nach Chicle. Dieses wurde von den Chicleros in den tropischen Wäldern von Yucatán geerntet. Die beste Qualität und die größten Mengen an Chicle wurden aus dieser Region geliefert. Ernte und Verkauf des Chicle kontrollierten die Cruzoob-Maya. Eine besondere Rolle spielte Francisco May, ein Anführer der Cruzoob, der 1919 von Präsidenten Venustiano Carranza zum General befördert wurde, in der Hoffnung, dass May die Maya-Rebellen unter Kontrolle bringen würde. Jedoch wandelte sich May zu einem mächtigen und gnadenlosen Kazike. Obwohl es ihm gelang, die Mehrheit der Maya-Rebellen zu besänftigen, eröffnete der Einstieg der Cruzoob in die Chicle-Produktion neue Verdienstmöglichkeiten, um Waffen zu kaufen und den Kastenkrieg fortzusetzen. Dieser war 1901 für beendet erklärt worden, jedoch kam es bis in die 1930er Jahre immer wieder zu militärischen Auseinandersetzungen zwischen den Cruzoob, die an den Kult des Sprechenden Kreuzes glaubten, und mexikanischen Regierungstruppen.
Auf der Einkaufsseite gründeten Unternehmen wie Adams und Wrigley’s Tochtergesellschaften in Belize und Mexiko, um die Zoll- und Exportkontrollen zu umgehen. Auf diese Weise ersparten sich die Hersteller die Zahlung von Steuern an die mexikanischen Behörden. Die Chicleros in Mexiko, Guatemala und Belize waren in hohem Maße von den nordamerikanischen Unternehmen abhängig, die ihre Produkte aufkauften. Die Volatilität der Preise und Abnahmemengen wirkte sich enorm auf die Produktion und die Forstwirtschaft in Yucatán aus. Da die Bezahlung der Chicleros vom Gewicht des geernteten Chicle abhing, waren sie bestrebt, so viel wie möglich in so kurzer Zeit wie möglich zu ernten. Nachhaltige Erntemethoden fanden keine Beachtung, und zu junge Bäume wurden angezapft oder ältere Bäume, bevor sie sich erholt hatten. Dies machte die Bäume anfällig für Schädlingsbefall, was oft zum Absterben der Bäume führte.
1930 importierten die Vereinigten Staaten 4890 Tonnen Chicle aus Mexiko und 1400 Tonnen aus Guatemala. Bis 1933 sank diese Menge in Folge der Weltwirtschaftskrise auf etwa 300 Tonnen. Dafür wurde Francisco May von den Maya verantwortlich gemacht. Er musste ein Abkommen mit dem Gouverneur von Yucatán unterzeichnen, das unter anderem den freien Warenverkehr in der Region garantierte. Damit endete die Herrschaft Mays und anderer Kaziken. Die Chicleros gründeten Genossenschaften, um sich von Abgaben an die Zwischenhändler zu befreien und direkt an die Kaugummihersteller verkaufen zu können.
Mit der Entwicklung von Polymersyntheseverfahren begann die industrielle und damit kostengünstige Herstellung von synthetischer Kaumasse. Die chemischen Verfahren ermöglichten eine höhere und konstante Verfügbarkeit von Kaumasse, zudem waren die Kaugummihersteller nicht mehr vom Ergebnis der Chicle-Ernte abhängig. Dies sowie die vom mexikanischen Staat erhobenen Exportsteuern und eine stärker werdende Gewerkschaft der Chicleros veranlassten die US-Unternehmen 1949 zum Rückzug aus der Chicle-Produktion im Yucatán. Der Markt für Chicle brach daraufhin zusammen.

### Nachkriegszeit

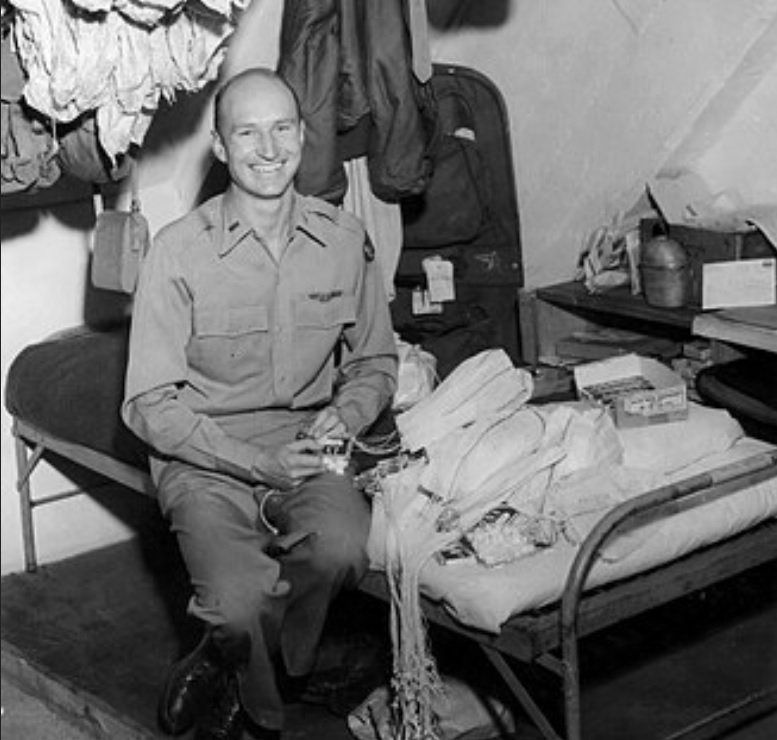
Gail Halvorsen beim Binden von Süßigkeiten an kleine Fallschirme

Kaugummi wurde in der Nachkriegszeit von US-Soldaten in Deutschland populär gemacht, wie beispielsweise von Gail Halvorsen, der als „Candy Bomber“ berühmt wurde. Halvorsen war Pilot der US-Luftwaffe und flog während der Berliner Luftbrücke 1948/49, bei der Rosinenbomber insgesamt 23 Tonnen Kaugummi und andere Süßigkeiten an kleinen Fallschirmen über Berlin abwarfen. Halvorsen, der als Initiator dieser Initiative gilt, wurde 1974 das Große Verdienstkreuz des Verdienstordens der Bundesrepublik Deutschland und der hohe US-amerikanische Militärorden Legion of Merit verliehen. Der Kaugummi wurde zu einem Kultsymbol der Nachkriegsjahre und begleitete Generationen durch ihre Kindheit und Jugend. Wie kaum ein anderes Produkt stand Kaugummi für den „American Way of Life“, gleichzeitig entwickelte sich der Kaugummi zum Symbol der Jugend und der Rebellion.

“It has been used to express attitude, demonstrating coolness and sometimes even dissent to successive generations.”

„Er wurde genutzt, um eine bestimmte Haltung auszudrücken und nachfolgenden Generationen Coolness und manchmal sogar Ablehnung zu demonstrieren.“

In den Vereinigten Staaten kam es 1953 zu einem Rechtsstreit über die Verkaufsförderung von Kaugummi durch die Beigabe von Baseballkarten. In dem Fall „Haelan Laboratories Inc. v. Topps Chewing Gum Inc.“ klagte Haelan gegen Topps Chewing Gum wegen Verletzung von Exklusivverträgen über die Verwendung von Spielerfotos in Verbindung mit Baseballkarten für ihr Kaugummi. Das Gericht entschied, dass Baseballspieler das ausschließliche Recht, ihr Foto auf Baseballkarten zu verwenden, an einen Dritten verkaufen können. Bis zu diesem Zeitpunkt war nicht klar, dass das Recht am eigenen Bild an Dritte verkauft werden kann.
In den späten 1960er Jahren gehörte Kaugummi zur Verpflegung der Apollo-11-Astronauten. Eine Packung Wrigley’s Kaugummi war 1974 der erste Artikel, der per Barcodescanner an das Kassensystem übertragen wurde. Über Jahrzehnte war Kaugummi fester Bestandteil des Angebots im Kassenbereich von Supermärkten, Tankstellen und Kiosken.
In den 1980er Jahren erlebte der Kaugummimarkt eine Blütezeit, insbesondere durch die Einführung neuer Marken und Geschmacksrichtungen. Eine der bekanntesten Marken dieser Zeit war Bazooka, die in Deutschland bis Ende der 1980er Jahre von der Firma August Storck vertrieben wurde. Die 1980er Jahre waren auch geprägt von der Popularität von Kaugummis mit Comic-Strips, wie Bazooka Joe, die in den Verpackungen enthalten waren.
In den 1990er Jahren setzte sich der Trend fort, und Kaugummis wurden zunehmend als Zahnpflegeprodukte vermarktet. Marken wie Wrigley’s führten zuckerfreie Varianten ein, die die Zahnhygiene unterstützen sollten, indem sie die Speichelproduktion anregten und so Karies vorbeugten. Zudem wurden in dieser Zeit neue Geschmacksrichtungen und Formen entwickelt, um die Konsumenten anzusprechen.

### 21. Jahrhundert
Die 2000er Jahre brachten weitere Innovationen im Kaugummibereich. Es wurden Kaugummis mit funktionellen Zusatzstoffen wie Vitaminen und Koffein eingeführt. Auch die Verpackungen wurden moderner und praktischer, beispielsweise in Form von Dosen, die leicht transportiert werden konnten. Gleichzeitig wurde die Umweltverträglichkeit von Kaugummis zunehmend diskutiert, da sie größtenteils aus nicht biologisch abbaubaren Kunststoffen bestehen.
In den 2010er Jahren wurde die Entwicklung von nachhaltigen und umweltfreundlichen Kaugummis vorangetrieben. Forscher arbeiteten an Alternativen aus natürlichen Materialien wie Baumharz und Bienenwachs, um die Umweltbelastung zu reduzieren. Zudem wurden Recycling-Initiativen gestartet, um gebrauchte Kaugummis zu sammeln und wiederzuverwerten, beispielsweise zu Kaffeebechern oder Gummistiefeln.
Die Beliebtheit von Kaugummi hat sich über die Jahrzehnte stetig weiterentwickelt. In den 1980er und 1990er Jahren erlebte der Kaugummikonsum einen Höhepunkt, insbesondere bei Jugendlichen. Ab den 2000er Jahren zeigte sich jedoch ein leichter Rückgang, da gesundheitsbewusste Verbraucher zunehmend auf zuckerfreie Alternativen oder gänzlich andere Snacks umstiegen. In Deutschland gab es im Jahr 2021 fast neun Millionen Menschen ab 14 Jahren, die mehrfach pro Woche Kaugummi kauten, obwohl mit dem Ausbruch der COVID-19-Pandemie die Umsätze sanken. Die Hershey Company etwa, einer der weltweit größten Süßwarenhersteller, meldete im Februar 2021 einen Umsatzrückgang von 20,4 % bei Atemerfrischungsprodukten in den USA und Kanada.
Mars kündigte im März 2023 an, sein gesamtes Sortiment an Kaugummistreifen in Deutschland aus dem Sortiment zu nehmen. Als Grund wurde die rückläufige Nachfrage in Deutschland genannt. Betroffen sind unter anderem der Klassiker Wrigley’s „Spearmint“ und die Streifen-Kaugummis der Marken „Extra“ und „Orbit“.

## Zusammensetzung

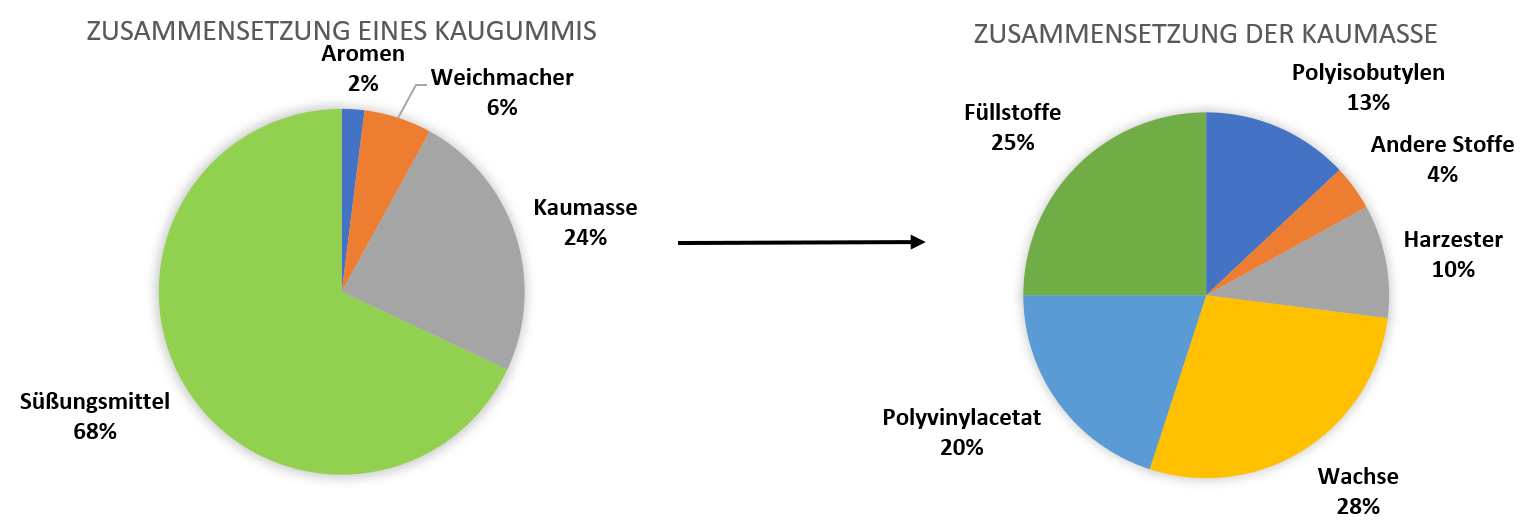
Zusammensetzung eines ausgewählten Kaugummis und der entsprechenden Kaumasse

Kaugummi ist ein komplexes mehrphasiges Produkt, bei dem jeder Inhaltsstoff seine Eigenschaften auf spezifische Weise beeinflusst. Die Art und der Anteil der verschiedenen Inhaltsstoffe hängen von der Art des Kaugummis ab, wobei grob zwischen zuckerhaltigem, zuckerfreiem, dragiertem und medizinischem Kaugummi unterschieden wird. In Europa sind mehr als 80 verschiedene Inhaltsstoffe zugelassen, in den Vereinigten Staaten etwa 50. Ein Kaugummi enthält durchschnittlich etwa 15 bis 20, zum Teil bis zu 30 Zutaten, darunter Kaumasse, Zuckersirup, Kristallzucker und Süßstoffe, Feuchthaltemittel, Emulgatoren, Weichmacher, verschiedene Geschmacks- und Farbstoffe sowie organische Säuren. Inhaltsstoffe wie Feuchthaltemittel weisen gewöhnlich einen Anteil von etwa 0,5 bis 2 % auf, die Konzentration von Antioxidantien liegt bei etwa 0,01 %. Medizinische Kaugummis enthalten noch Wirkstoffe.

### Kaumasse

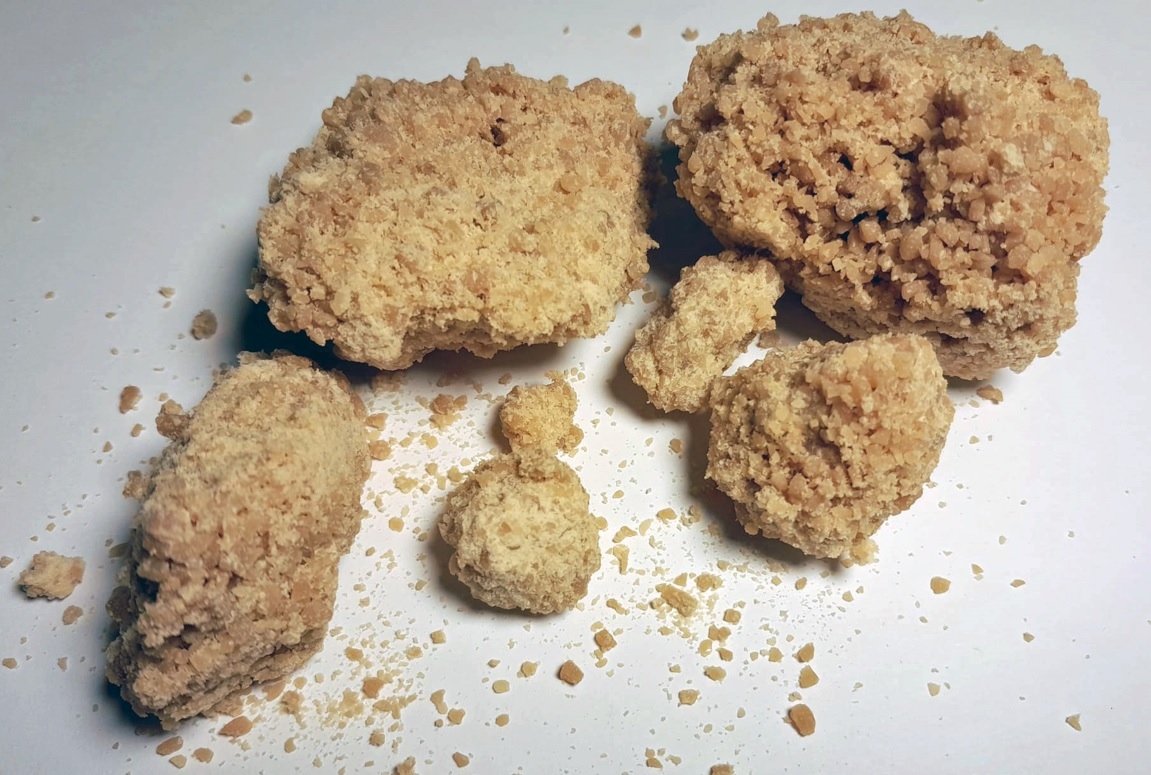
Chiclebrocken

Die Kaumasse gilt als Lebensmittelzutat und nicht als Lebensmittelzusatzstoff gemäß der Verordnung (EG) Nr. 1333/2008 des Europäischen Parlaments und des Rates vom 16. Dezember 2008 über Lebensmittelzusatzstoffe. Daher muss die Zusammensetzung der Kaumasse nicht auf der Zutatenliste benannt werden und gilt als Betriebsgeheimnis.
Natürliche oder synthetische Kaumasse besteht aus einer Reihe verschiedener Komponenten. Die Elastomere sorgen für die Elastizität und können aus Naturlatexen oder synthetischen Kautschuken bestehen. Der synthetischen Polymermatrix werden verschiedene Weichmacher, Füllstoffe und Texturgeber, Öle und Emulgatoren sowie Antioxidantien zugesetzt.
Sowohl natürliche als auch synthetische Kaumassen bestehen aus einer Reihe verschiedener Komponenten. Kautschuk sorgt für die Elastizität und kann aus Naturlatexen oder synthetischen Kautschuken bestehen. Des Weiteren enthält er Harze, die für eine starke Bindung sorgen und Glycerinester von Gummi, Terpenharze oder Polyvinylacetat sind. Wachse dienen als Weichmacher und sind Paraffin oder mikrokristallines Wachs. Fette wirken als Weichmacher und stammen hauptsächlich aus hydrierten Pflanzenölen. Emulgatoren tragen zur Hydratisierung bei; die häufigsten sind Lecithin oder Glycerinmonostearat. Füllstoffe verleihen die Textur und werden am häufigsten in Form von Calciumcarbonat oder Talkum verwendet.
Der Anteil der benötigten Kaumasse richtet sich nach der jeweiligen Zusammensetzung und der Größe des einzelnen Kaugummis. Bei Bubble Gum ist beispielsweise etwa ein Gramm Kaumasse erforderlich, um eine Blase zu pusten. Sinkt die Masse unter 0,7 Gramm pro Stück, entsteht das Gefühl von minderer Qualität. Der Gehalt an Kaumasse beträgt je nach Kaugummiart etwa 15 bis 20 %, für Bubble Gum etwa 25 bis 30 %; in bestimmten Fällen kann er höher sein.

#### Natürliche Kaumassen

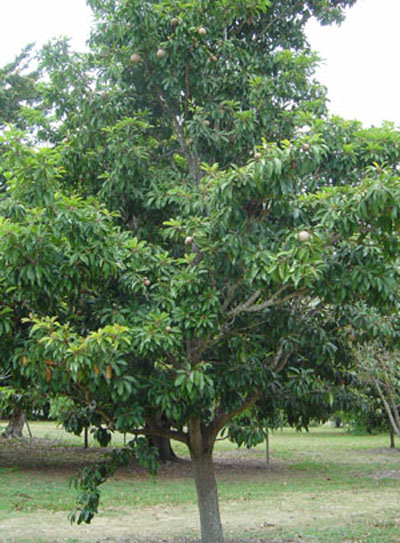
Breiapfelbaum (Manilkara zapota)

Zu den natürlichen Milchsäften, die für die Herstellung von Kaumasse zugelassen sind, gehören die der Sapoten-, Hundsgift-, Maulbeer- und Wolfsmilchgewächse. Zu den Sapotegewächsen gehört der Breiapfelbaum, aus dem Chicle gewonnen wird, und der Balatabaum. Aus dessen Milchsaft, genannt Balata, wird ebenfalls Kaumasse hergestellt. Des Weiteren werden die Milchsäfte von Hundsgiftgewächsen wie das Jelutong des Dyera costulata, oder das Leche caspi des Couma macrocarpa verwendet. Die Milchsäfte der Maulbeergewächse sowie die der Wolfsmilchgewächse dienen gleichfalls als Ausgangsmaterial für Kaumasse. Dazu gehören Chilte, der Milchsaft von Cnidoscolus elasticus oder der Naturkautschuk des Hevea brasiliensis (Kautschukbaum).
Die Kaumasse bestand zu Beginn der industriellen Kaugummiherstellung fast ausschließlich aus Chicle. Roh-Chicle enthält etwa 15 bis 20 % einer cis- und trans-Polyisoprenmischung, wobei die cis- und trans-Isomere in ungefähr gleichen Anteilen vorkommen. Weitere Bestandteile sind eine Harz-Fraktion und eine benzolunlösliche Fraktion, die aus Calciumoxalat-Monohydrat besteht. Die Struktureinheiten von Chicle nehmen unter Spannung keine bevorzugte Ausrichtung an. Chicle unterscheidet sich in dieser Hinsicht von technischem Gummi.
Die Harzfraktion, die etwa 60 % des Roh-Chicle ausmacht, besteht aus Lupeol, α-Amyrin und β-Amyrin und deren Estern. Bei Lupeol und den Amyrinen handelt es sich um Naturstoffe aus der Klasse der pentacyclischen Triterpenalkohole, auch Phytosterine genannt. Die Triterpenalkohole kommen in geringen Mengen frei vor, in Chicle sind sie meist als Acetatester vorhanden. Als Ester der Capronsäure, der Zimtsäure und längerkettiger Fettsäuren kommen in den Milchsäften anderer Pflanzen vor. Lupeol zeigte in Pilotstudien und klinischen Versuchen vielversprechende Wirkungen in verschiedenen Anwendungsgebieten, die abschließende Beurteilung erfordert jedoch weitere umfangreiche klinische Forschung und mechanistische Studien. In der Natur sind Amyrine weit verbreitet und bilden in der pflanzlichen Biosynthese die Vorstufe von Ursolsäure und Oleanolsäure. α- und β-Amyrin zeigten in Tierversuchen schmerzlindernde und entzündungshemmende Eigenschaften.

In der Harzfraktion von Chicle vorkommende Triterpenalkohole
Lupeol
α-Amyrin
β-Amyrin

#### Synthetische Polymere
Da natürliche Produkte wie Chicle schon seit den 1950er Jahren nicht mehr in ausreichender Menge zur Verfügung stehen, werden für moderne Kaumassen synthetische Polymere verwendet. Häufig verwendete Elastomere sind Styrol-Butadien-Kautschuk und Polyisobutylen. Darüber hinaus kommen Isobuten-Isopren-Kautschuk oder Polyethylen zum Einsatz.
Als Teil der Kaumasse verbessert Polyvinylacetat das Kaugefühl, indem es die Bindung der Elastomere mit anderen Inhaltsstoffen erhöht. Sein Zusatz verringert die Klebrigkeit an den Zähnen. Gleichzeitig verbessert sich der Kohäsionsgrad des Kaugummis. Dadurch kann der Kaugummi während des Kauens leichter verformt werden.
Polymere mit höherem Molekulargewicht verleihen die Fähigkeit, eine Blase zu pusten. Für die verschiedenen synthetischen Polymere, die in Kaumassen zugelassen sind, schreibt die amerikanische Food and Drug Administration (FDA) Grenzen für das Molekulargewicht vor. Für Polyethylen ist beispielsweise ein Bereich von 2.000 bis 21.000 vorgeschrieben, Polyisobutylen muss ein Mindestmolekulargewicht von 37.000 und Polyvinylacetat ein Mindestmolekulargewicht von 2.000 aufweisen.

#### Weichmacher und Füllstoffe
Als Weichmacher sind die Glycerin-, Pentaerythritol- und Methylester des Kolophoniums, Lanolin, Reiskleiewachs, Stearinsäure sowie Natrium- und Kaliumstearat zugelassen. Als Füllstoffe werden in Kaugummi oft Talk und Calciumcarbonat verwendet. Talk wird vorwiegend für Kaugummirezepte unter Verwendung von Fruchtsäuren verwendet. Talk ist ein weißes, weiches, weitgehend inertes Tonmineral aus Magnesiumsilikathydrat mit der chemischen Formel Mg3Si4O10(OH)2.

### Zucker und Süßungsmittel

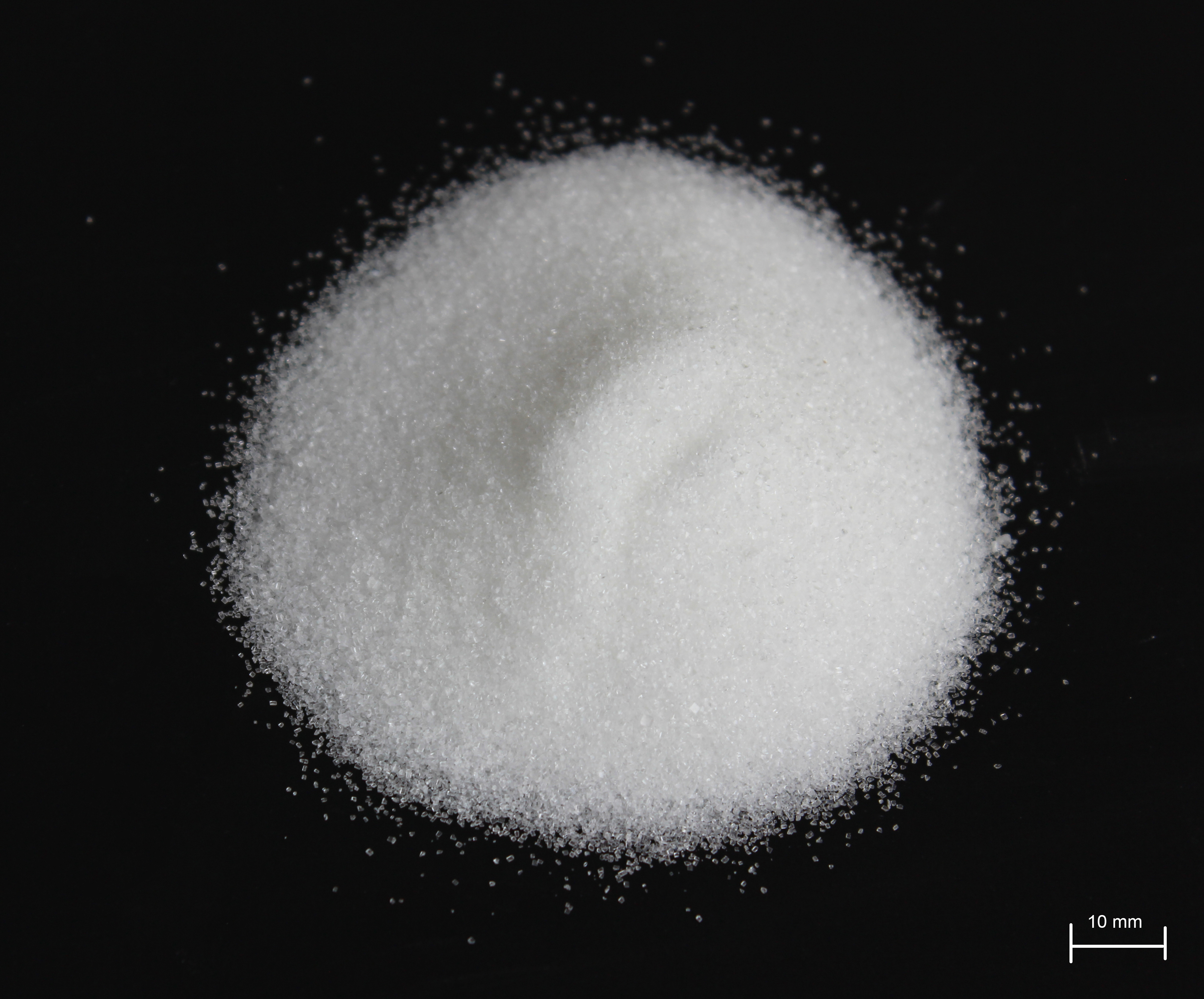
Raffinierter Zucker

Bei der Herstellung von Kaugummi wird eine breite Palette von Zuckern und Süßungsmitteln verwendet. In der Europäischen Union werden seit Dezember 2014 unter dem Begriff „Süßungsmittel“ sowohl Zuckeralkohole, auch Zuckeraustauschstoffe genannt, als auch Süßstoffe zusammengefasst.
Zusammen machen diese Stoffe einen großen Teil der Kaugummimasse aus. Zudem beeinflussen sie die Freisetzungsrate von Aromastoffen. Einige der verwendeten Zuckeralkohole weisen eine positive Lösungsenthalpie auf und bewirken daher einen Kühleffekt beim Kauen, da ihre Auflösung im Speichel der Umgebung Wärme entzieht.

#### Saccharose, Dextrose und Glukosesirup
In zuckerhaltigem Kaugummi wird raffinierte Saccharose, umgangssprachlich als Haushaltszucker, Kristallzucker oder einfach Zucker bezeichnet, eingesetzt. Saccharose ist ein Kohlenhydrat aus der Gruppe der Disaccharide, der aus Glucose und Fructose besteht.

Struktur von Saccharose

Die Partikelgröße spielt eine wichtige Rolle für ein glattes Mundgefühl, daher wird die Saccharose gemahlen und als Puderzucker mit dem Feinheitsgrad 10X eingesetzt, bei dem 98 % der Teilchen kleiner als 74 Mikrometer sind. Der Puderzucker wird zuweilen bis zu 10 % durch die weniger süße D-Glucose, auch Traubenzucker oder Dextrose genannt, ersetzt. Sie wird entweder als wasserfreies oder als Monohydrat-Pulver verwendet. Wasserfreie Glukose vermag dem Kaugummi Feuchtigkeit zu entziehen und macht ihn hart.

Struktur von Glucose

Glucosesirup ist eine konzentrierte Glucose-Lösung, die durch hydrolytische Spaltung aus Stärke gewonnen wird. Er wird als Weichmacher eingesetzt und liefert den Hauptteil des in einem zuckerhaltigen Kaugummi verwendeten Wassers. Entscheidend für dessen Qualität ist das sogenannte Dextrose-Äquivalent (DE), das den prozentualen Massenanteil von Glucose an der Trockensubstanz von Glucosesirup angibt. Für die Herstellung von Kaugummi wird häufig Glucosesirup im DE-Bereich von 38 bis 44 verwendet, wobei ein niedriger DE-Wert einen festeren Kaugummi ergibt. Höhere DE-Werte ergeben klebrigere Kaugummis, die zu weich sein können.
Ein weiteres wichtiges Qualitätsmerkmal ist die Dichte, ausgedrückt in Grad Baumé (°Bé), die indirekt den Wassergehalt von Glucosesirup angibt, wobei ein höherer Grad Baumé mit einem niedrigeren Wassergehalt korrespondiert. Der handelsübliche Glucosesirup weist eine Dichte von 43 ° oder 45 ° Baumé auf, was einem Wassergehalt von etwa 19 % beziehungsweise 16 % entspricht. Ein geringer Wassergehalt im Kaugummi führt zu einer besseren Fülle und Festigkeit beim Kauen und zu einer leichteren Verarbeitung, daher wird bei der Herstellung Glucosesirup mit geringerem Wassergehalt bevorzugt.

#### Zuckeralkohole

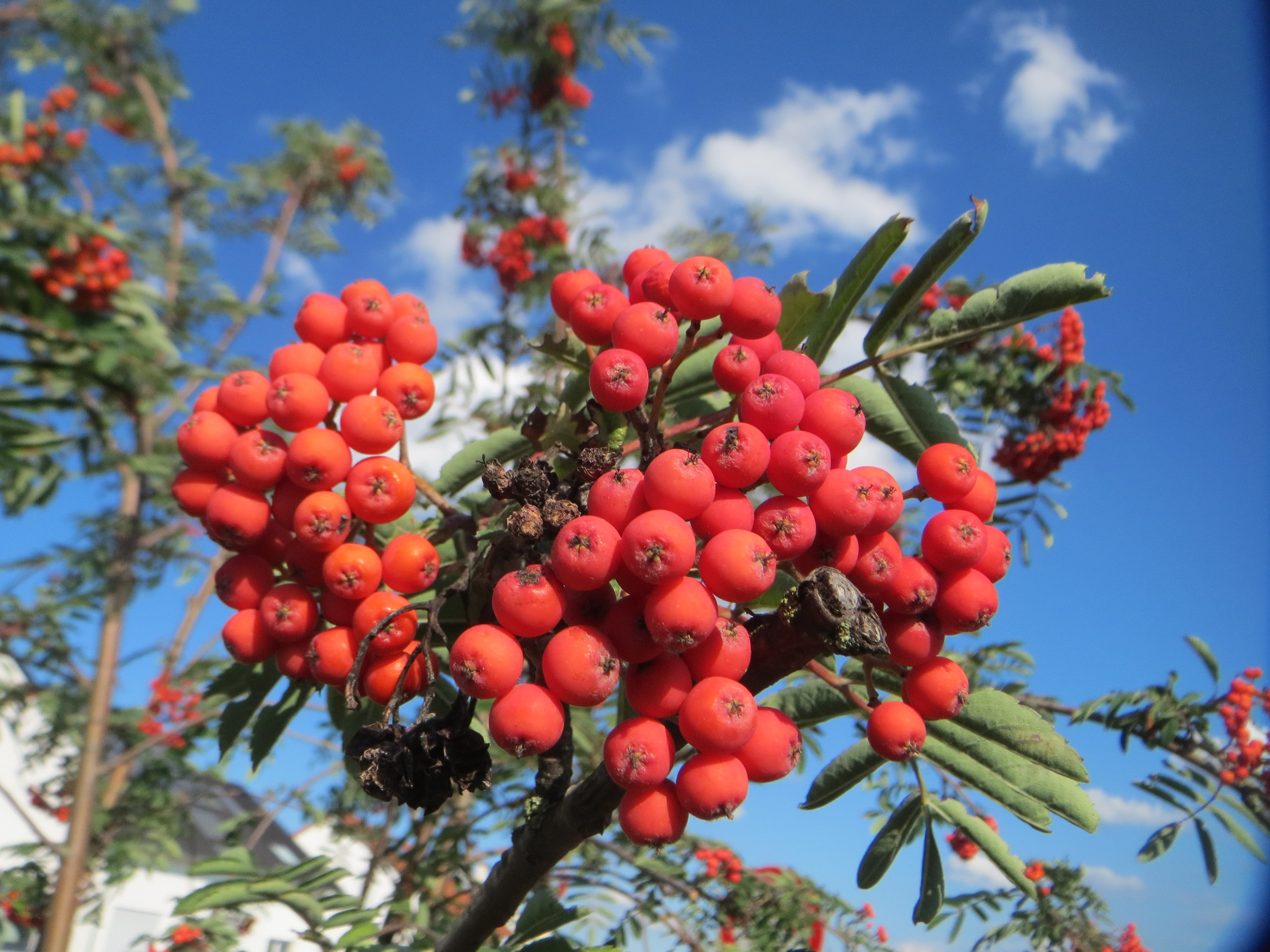
Sorbit-enthaltende Früchte der Vogelbeere (Sorbus aucuparia)

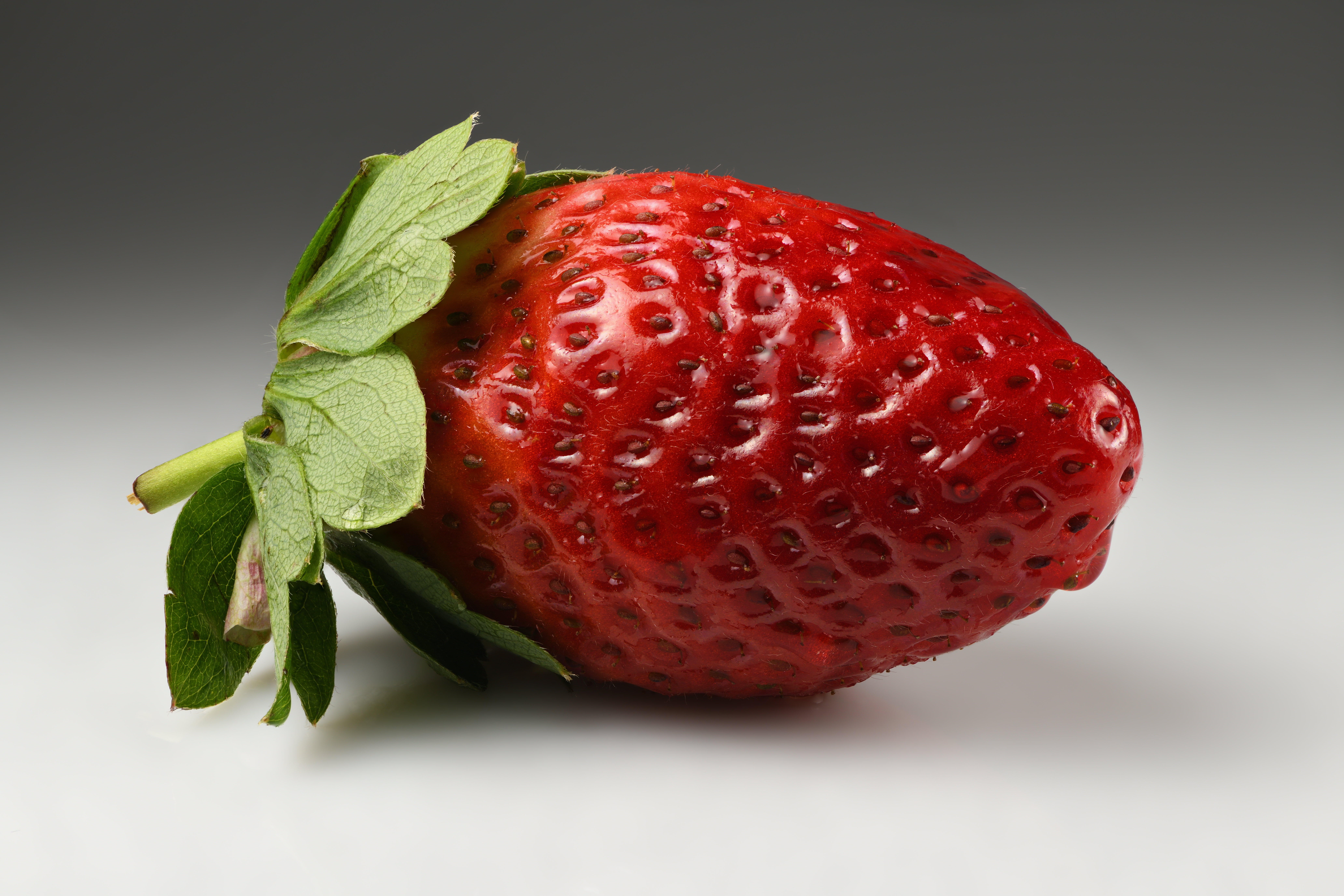
Xylit enthaltende Erdbeere

Zuckerfreie Kaugummis werden mit Zuckeralkoholen, auch Alditole genannt, wie Sorbit, Xylit, Mannit, Maltit oder Isomalt gesüßt. Dies geschieht oft in Kombination mit künstlichen Süßstoffen, um die gegenüber Saccharose verminderte Süßkraft der Zuckeralkohole auszugleichen. Zuckeralkohole sind von Zuckern abgeleitete organische Verbindungen, die an jedem Kohlenstoffatom eine Hydroxygruppe tragen und daher zur Gruppe der Polyole oder Polyalkohole gehören. Es sind weiße, wasserlösliche Feststoffe, deren Partikelgrößenverteilung die Verarbeitbarkeit, das Mundgefühl und die Textur des Kaugummis beeinflusst. Sie kommen in der Natur vor und werden industriell durch die Hydrierung von Zuckern hergestellt. Beispielsweise erfolgt die Herstellung von Sorbit (2) durch die Hydrierung von D-Glucose (1) oder L-Gulose (3).
Niedermolekulare Zuckeralkohole wie Sorbit und Maltit sind hygroskopisch und wirken in Kaugummi als Feuchthaltemittel, die das Austrocknen verzögern. Zuckeralkohole mit höherem Molekulargewicht erhöhen die Viskosität und verringern die Klebrigkeit. Die Zuckeralkohole, früher als Zuckeraustauschstoffe bezeichnet, gelangen zum Teil unverdaut in den Dickdarm und binden dort Wasser. Dies wirkt bei übermäßigem Verzehr gelegentlich abführend. Daher müssen damit gesüßte Kaugummis laut der Verordnung (EG) Nr. 1333/2008 mit einem entsprechenden Warnhinweis gekennzeichnet sein. Sie bieten etwa die Hälfte des Brennwerts von Saccharose und führen nicht zu Zahnkaries.
Xylit wird wegen seiner möglichen karieshemmenden Eigenschaften verwendet. Bei der Verwendung von Xylit zeigte sich in Studien aus den 1980er Jahren ein deutlicher Kariesrückgang. Xylit wird von den Säurebildnern wie Bakterien der Art Streptococcus mutans in der Mundhöhle nicht verstoffwechselt. Es scheint antibakteriell zu wirken und das Anhaften von Plaque zu verhindern. Bei der Verwendung von Xylit kann auf zusätzliche Süßungsmittel verzichtet werden, da die Süßkraft fast der von Saccharose entspricht.
| Zuckeralkohol | Relative Süßkraft | Abführende Wirkung in [g/Tag] | Strukturformel |
| ------------- | ----------------- | ----------------------------- | -------------- |
| Sorbit        | 0,5               | 50                            |                |
| Xylit         | 0,9               | 50                            |                |
| Mannit        | 0,3–0,5           | 20                            |                |
| Maltit        | 0,6–0,9           | 100                           |                |
| Isomalt       | 0,5–0,6           | 50                            |                |

Polyglycitolsirup, auch unter den Begriffen hydriertes Stärkehydrolysat oder hydrierter Glucosesirup bekannt, erfüllt in zuckerfreiem Kaugummi die gleichen Funktionen wie Glucosesirup in zuckerhaltigem Kaugummi.

#### Süßstoffe
Als synthetisch hergestellter Ersatz für Zucker haben Süßstoffe oft eine enorme Süßkraft, sind dafür im Verhältnis kalorienfrei oder zumindest kalorienarm. Einige der typischen Süßstoffe mit hoher Süßkraft, die häufig in Kaugummi verwendet werden, sind Saccharin, Aspartam, Neotam, Acesulfam-K und Cyclamat.
| Süßstoff    | Relative Süßkraft | Strukturformel               |
| ----------- | ----------------- | ---------------------------- |
| Saccharin   | 200 – 700         | Strukturformel von Saccharin |
| Aspartam    | 100 – 200         | Struktur von Aspartam        |
| Acesulfam-K | 80 – 250          | Struktur von Acesulfam-K     |
| Cyclamat    | 20–50             | Struktur von Natriumcyclamat |

Süßstoffgehalte von weniger als 0,5 % im Kaugummi sind üblich. Sie werden häufig durch Verkapselung geschützt, so dass die Süße des Kaugummis während des Kauens in verschiedenen Abständen im Mund freigesetzt wird. Die Verkapselung kann durch Sprühtrocknung oder Extrusion erfolgen. Bei der Freisetzung von Süße und Aromen können synergistische Effekte beobachtet werden, wenn verschiedene Süßstoffe kombiniert werden. Da die Freisetzung von Aromen mit der Freisetzung von Süßstoffen einhergeht, ist die Verlängerung der Zeit, in der Süßstoffe in den Speichel übergehen, eine Methode zur Verlängerung der Geschmacksdauer eines Kaugummis.
Der Körper scheidet Süßstoffe wie Acesulfam-K weitgehend unverändert aus. Selbst in Kläranlagen werden sie nur teilweise abgebaut. Obwohl sie als sichere Lebensmittelzusatzstoffe zugelassen sind, können Süßstoffe wie Saccharin, Aspartam und Acesulfam-K mit der Verbreitung von Antibiotikaresistenzgenen in Verbindung gebracht werden. Diese ähneln den durch Antibiotika verursachten Resistenzen, die die öffentliche Gesundheit weltweit gefährden.

### Aromastoffe

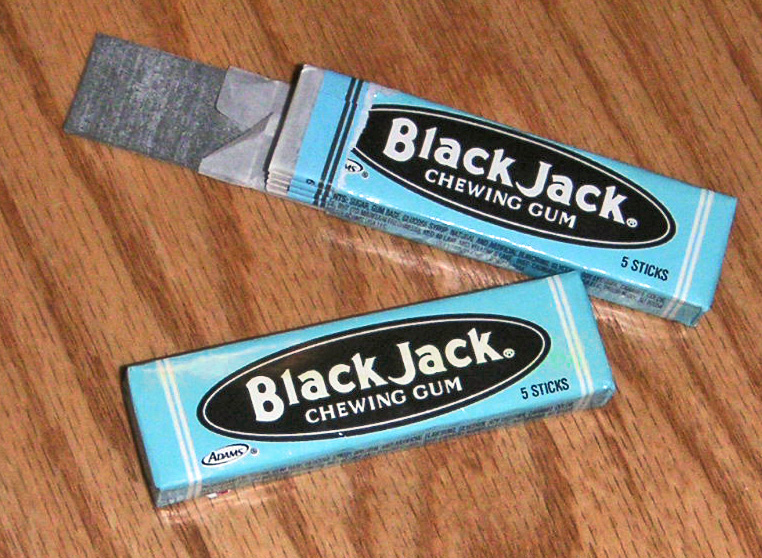
„Black Jack“-Kaugummi

Das Aroma ist ein wichtiger Bestandteil des Kaugummis. In den 1880er Jahren erschien mit „Black Jack“ einer der ersten aromatisierten Kaugummis. Die von Wrigley’s eingeführten Sorten „Juicy Fruit“ mit Frucht- und „Spearmint“ mit Minzgeschmack entwickelten sich im frühen 20. Jahrhundert zu einem Standard für die Kaugummiaromatisierung. Durch Kombinationen verschiedener Frucht-, Minz- und Pfefferminzaromen entstand eine Vielfalt von Geschmacksrichtungen. Ab den 1960er Jahren entwickelten die Firmen neuartige Geschmacksrichtungen wie „Eiscreme-Geschmack“ mit Schokolade-, Vanille- und Erdbeere. Unter dem Namen „Sour Power“ vermarktete die American Chicle Company Geschmacksrichtungen wie „Sour Orange“ oder „Sour Cherry“, die einen unerwartet sauren Geschmack besaßen.
Die Art des Geschmacks ist jedoch nicht der einzige Faktor, sondern auch die Intensität und Dauer der Geschmacksfreigabe gelten als wichtige Qualitätskriterien. Aromastoffe, die gut in der Kaumasse gelöst sind, werden langsamer freigesetzt und das Aroma wird beim Kauen länger wahrgenommen. Um dies zu erreichen, werden die Aromastoffe während der Produktion vor der letzten Charge Zucker zugegeben. Dadurch verbindet sich das zugesetzte Aroma gleichmäßig mit der Kaumasse und den anderen Rohstoffen. Bei Zugabe des Aromas mit oder nach der letzten Zuckercharge würden die Aromastoffe hauptsächlich vom Zucker absorbiert werden. Da Zucker wasserlöslich ist und sich im Mund schnell auflöst, würden die Aromen ebenfalls schnell freigesetzt und die beim Kauen gewünschte Langzeitgeschmackswirkung könnte nicht erzielt werden.
Die vorherrschende Geschmacksrichtung im 21. Jahrhundert ist Kaugummi mit Minzgeschmack, der vor allem von erwachsenen Käufern bevorzugt wird. Die Anbaufläche für die Minze, mit der die US-amerikanischen Kaugummis aromatisiert werden, umfasst rund 150 Quadratkilometer. Daneben wurden viele neue, teils exotische Geschmacksrichtungen entwickelt, von denen die meisten Nischen auf dem Markt besetzen.

#### Ätherische Öle
Die ätherischen Öle enthalten eine Vielzahl von chemischen Komponenten, wobei Verbindungen wie Phenylpropanoide, Ester und Terpene überwiegen. Zu den häufig in Kaugummi verwendeten ätherischen Ölen gehören Zitrusöl, Pfefferminzöl, Minzöl, Krauseminzöl, Anisöl, Korianderöl, Nelkenöl und Wintergrünöl. Pfefferminzöl enthält hauptsächlich Menthol (23–48 %) und das Menthon (11–38 %); daneben noch Menthylacetat (0,5–7,7 %), Neomenthol (0,2–7,4 %) und Isomenthon (2,2–10,6 %). Daneben kann das Öl über 20 % polyphenolische Verbindungen wie Rosmarinsäure und Flavonoide wie Eriocitrin und Hesperidin enthalten. Eine ähnliche Zusammensetzung hat das Minzöl, das zum Teil als preiswertere Alternative zum Pfefferminzöl genutzt wird. Krauseminzöl, auch unter dem englischen Namen „Spearmint“ bekannt, enthält unter anderem Carvon (65,8–71,6 %), Limonen (13,7 –17,3 %) und 3-Octanol (2,1 –2,7 %). Die angegebenen Gehaltsbereiche und können ja nach Anbaugebiet, Alter der Pflanze und anderen Faktoren erheblich schwanken.

Früchte und Gewürzpflanzen für die Gewinnung von ätherischen Ölen
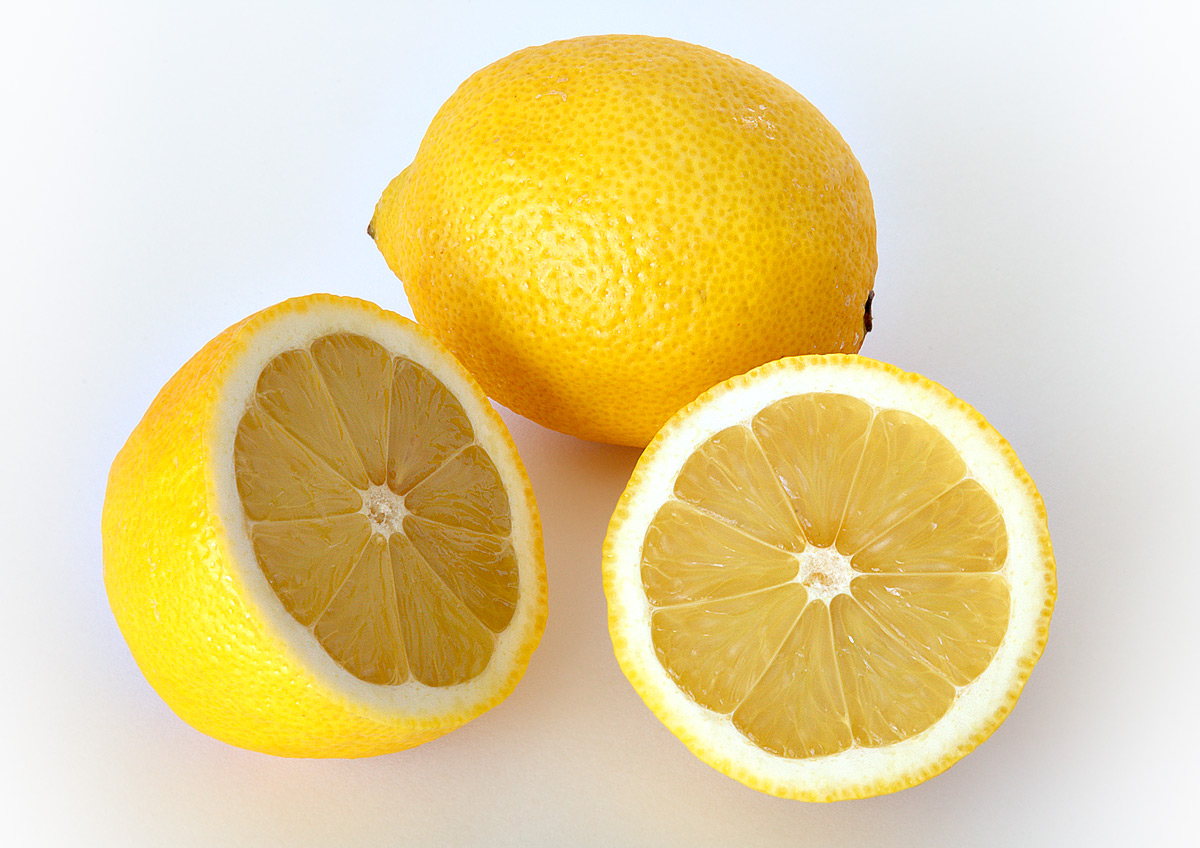
Zitrone (Zitrusöl)
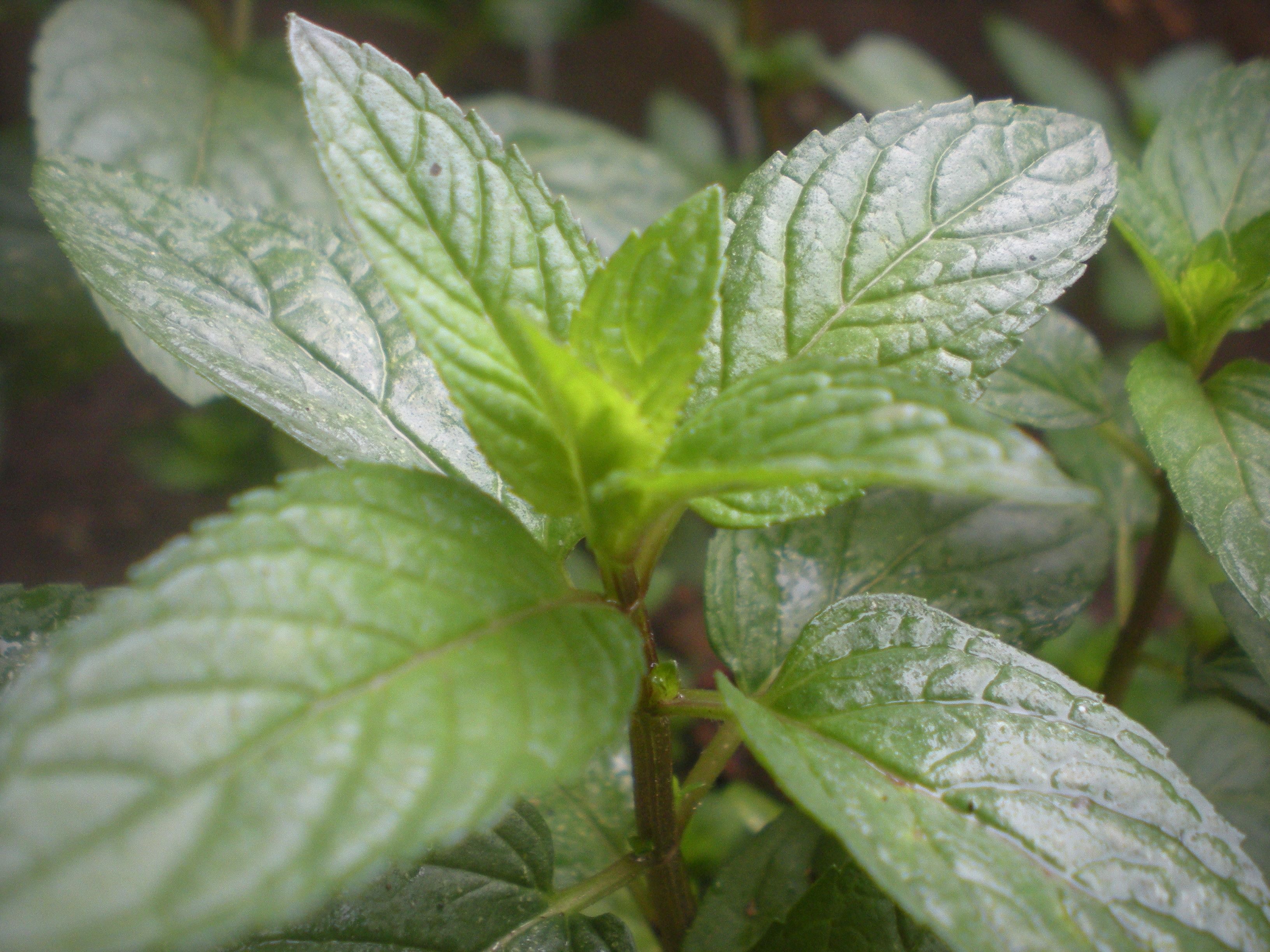
Pfefferminze (Pfefferminzöl)
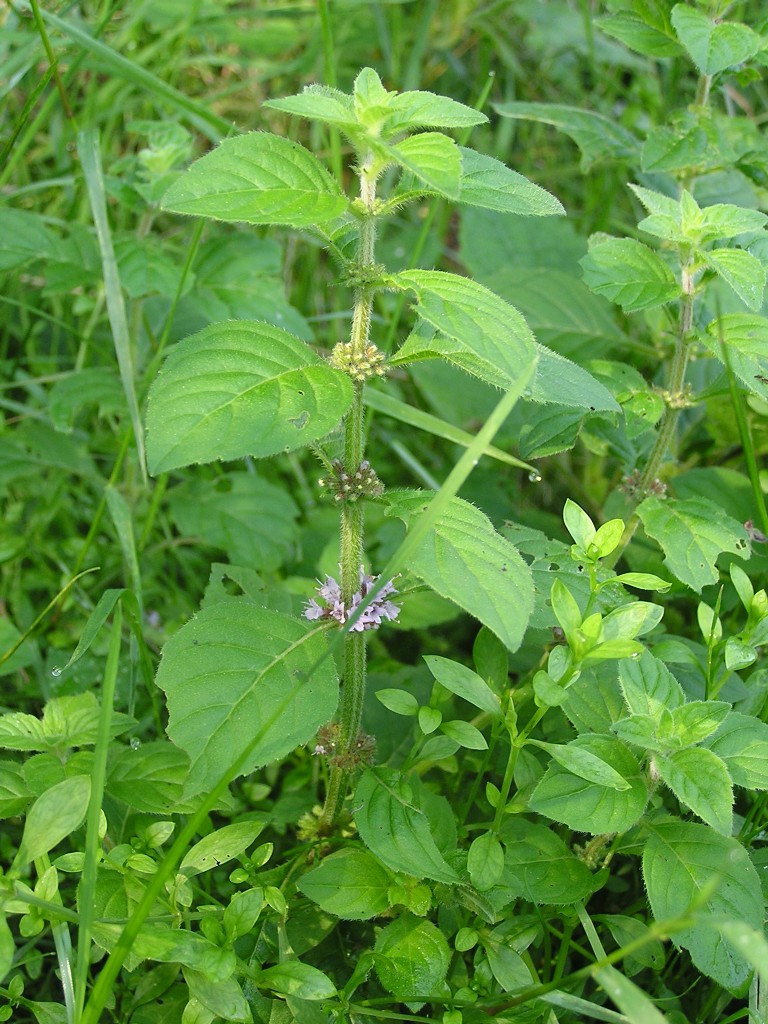
Acker-Minze (Minzöl)
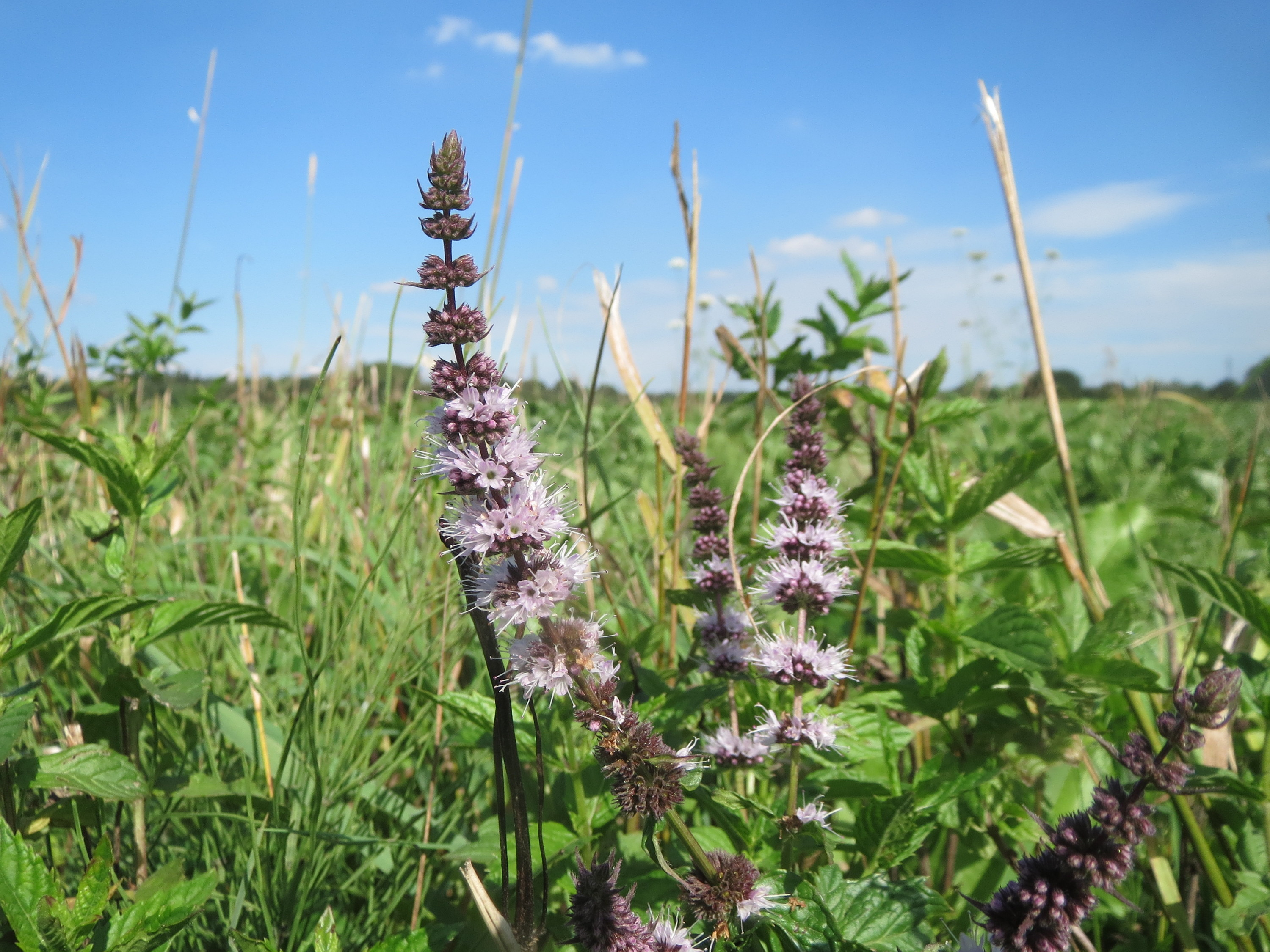
Grüne Minze (Krauseminzöl, „Spearmint“)
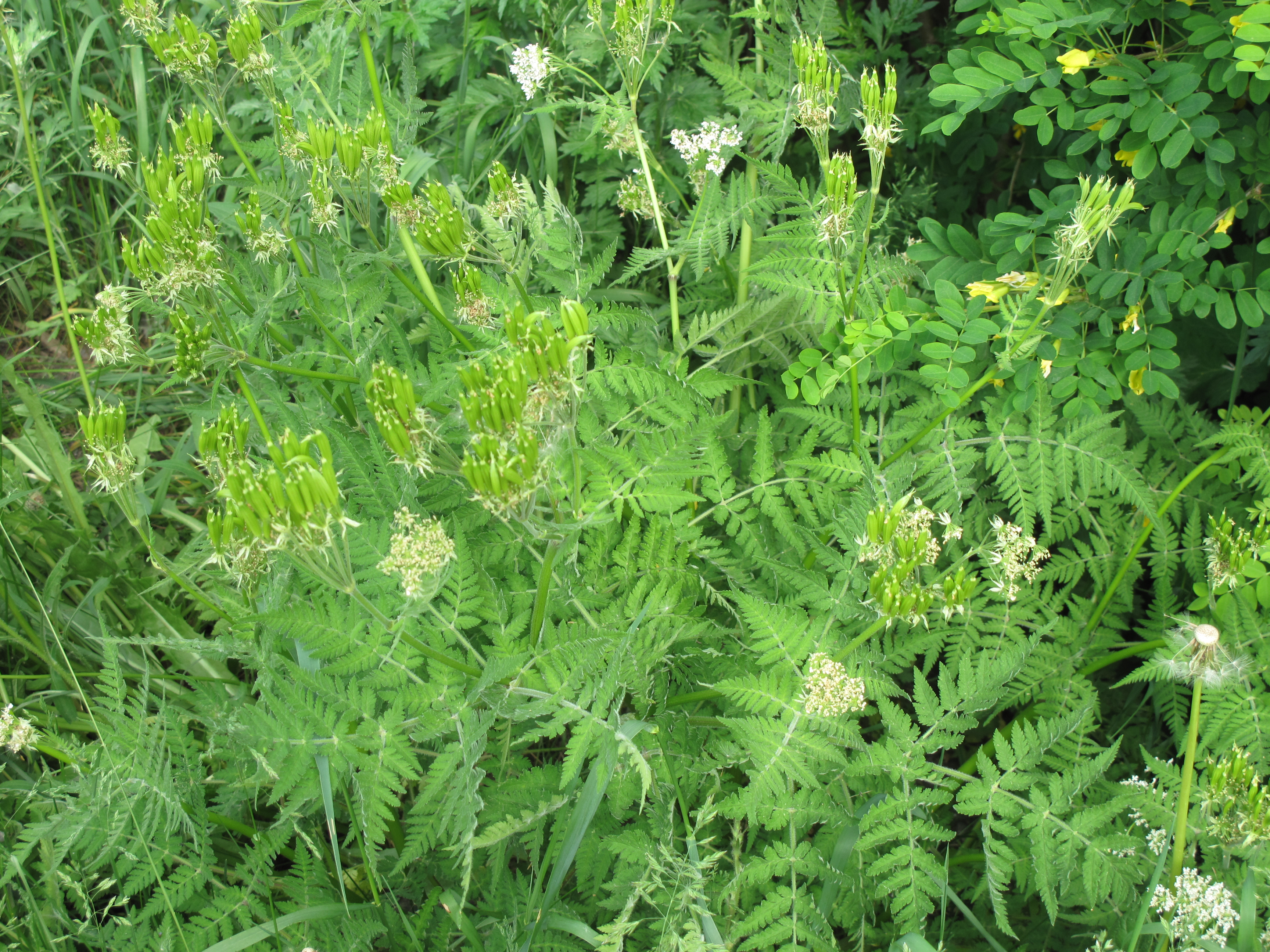
Anis (Anisöl)
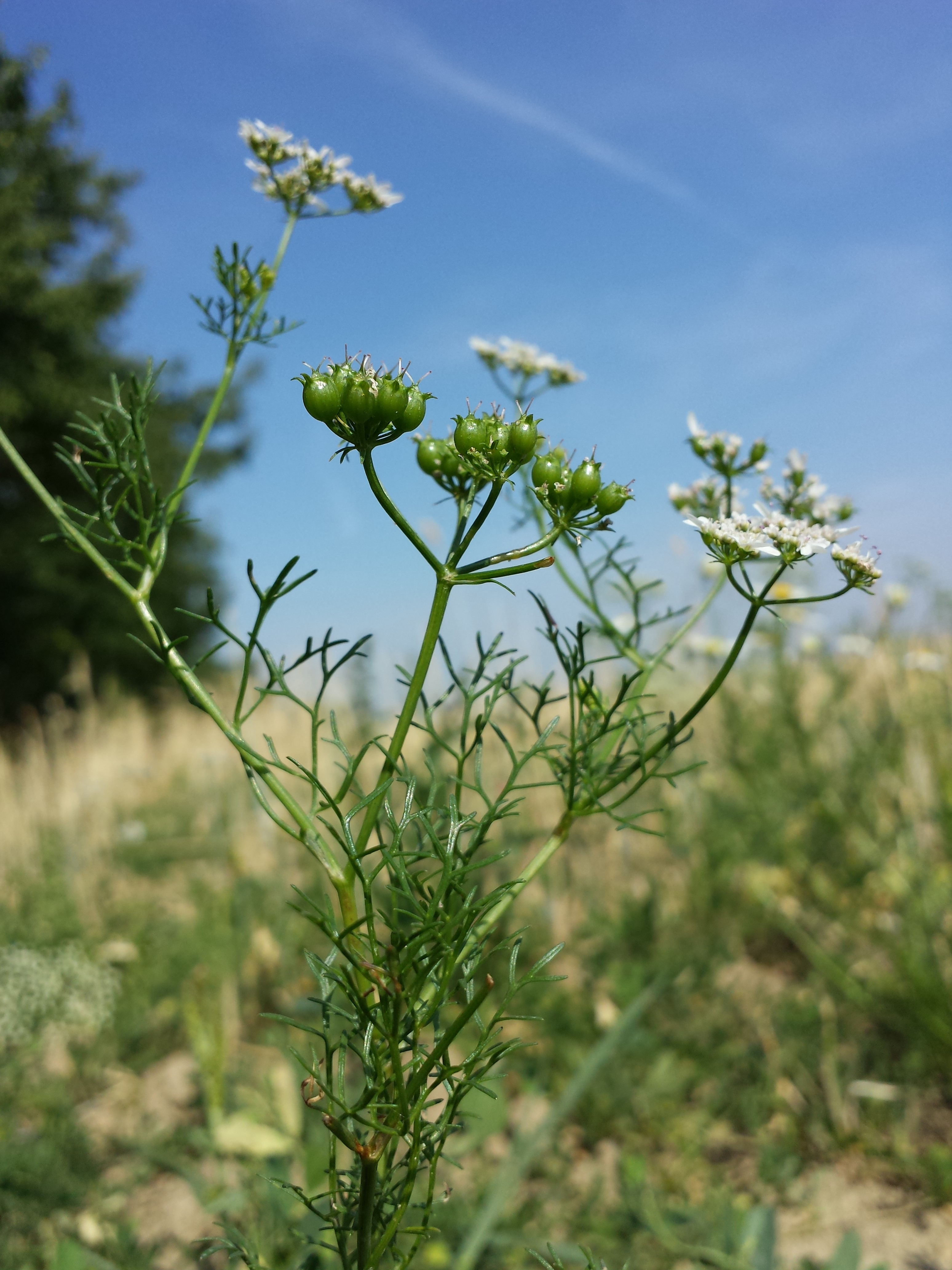
Echter Koriander (Korianderöl)
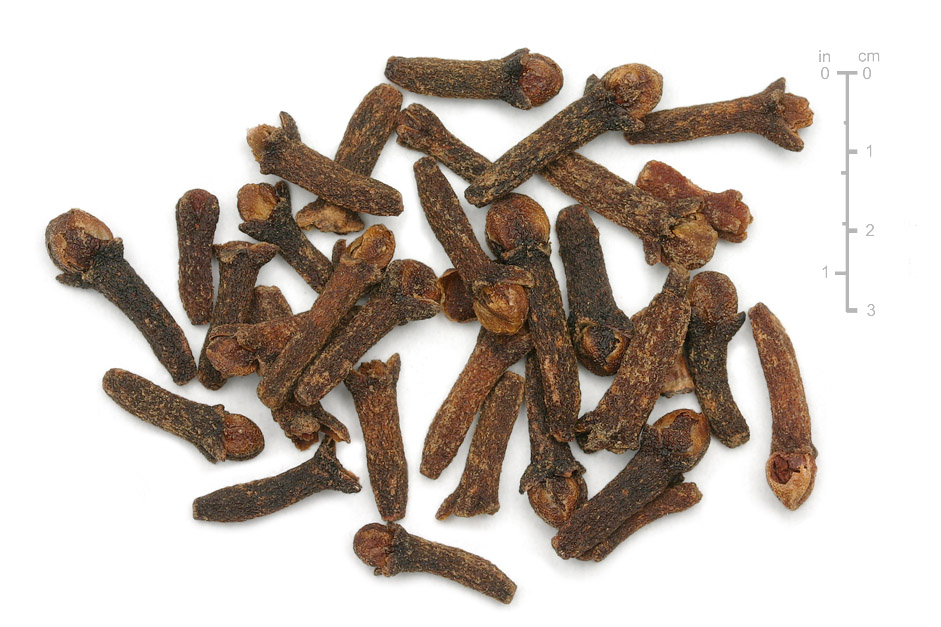
Getrocknete Gewürznelken (Nelkenöl)
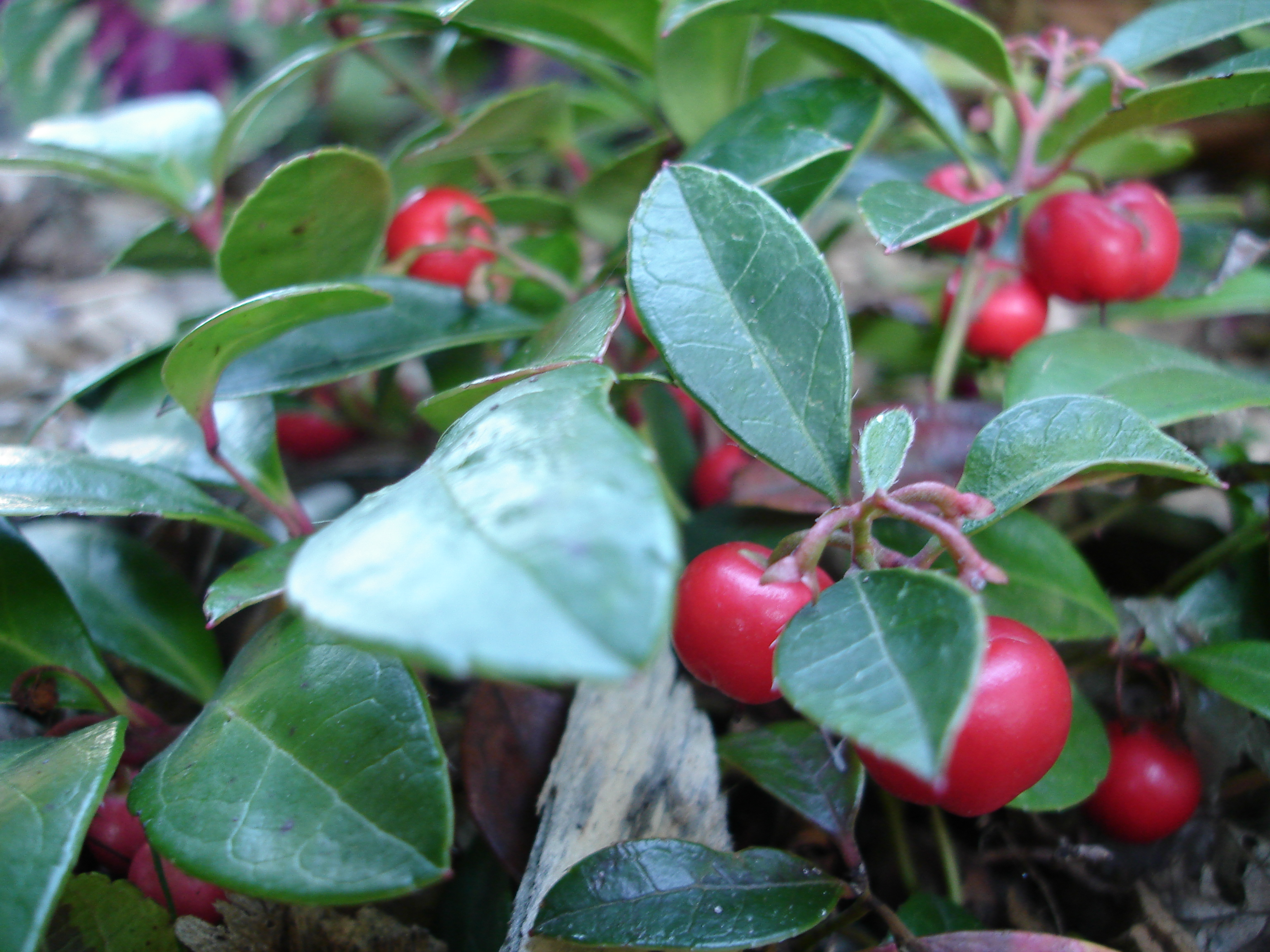
Niedere Scheinbeere (Wintergrünöl)

Korianderöl etwa enthält über 65 % Linalool, ein acyclischer Monoterpenalkohol. Daneben enthält es Campher, ein bicyclisches Monoterpen-Keton sowie γ-Terpinen, ein cyclisches Monoterpen. Diese drei Stoffe bilden mehr als 80 % der chemischen Zusammensetzung. Zitrusöl enthält vor allem Limonen, das etwa 65 bis 70 % ausmacht, und Citral, das ihm seinen typischen Geruch verleiht.

#### Fruchtpulver
Zur Herstellung von Fruchtpulver im Sprühtrocknungsverfahren wird Fruchtsaftkonzentrat oder Fruchtpüree vorzugsweise auf Maltodextrin als Trägerstoff gesprüht. Die geringe Partikelgröße ermöglicht homogene Mischungen mit anderen Komponenten und vereinfacht die Verarbeitung. Weiterhin werden die Fruchtaromen in mikroverkapselter Form verwendet. Dies erlaubt nicht nur den Schutz der Aromen vor Oxidation, sondern auch eine Freisetzung des Aromas zum gewünschten Zeitpunkt. Zum Teil werden verschiedene Verkapselungstechniken eingesetzt, um eine Freisetzung der Aromen zu verschiedenen Zeitpunkten des Kauens zu erreichen.

### Fruchtsäuren
Um den Geschmack zu verbessern, werden bestimmten Kaugummis Fruchtsäuren wie Citronen-, Apfel-, Fumar- oder Weinsäure in Konzentrationen von 0,5 bis 1 % zugesetzt. Dadurch wird ein saures Mundgefühl erzeugt und bestimmte Fruchtaromen werden intensiviert. Der Einsatz von Fruchtsäuren erfordert eine Kaumasse, die stabil gegen Säurezusätze ist. Als Füllstoff muss Talk anstelle von Calciumcarbonat verwendet werden, da dieser nicht mit Säuren reagiert.

### Emulgatoren

Ölsäureglycerid als Beispiel eines Monoglycerids

Zu den gängigen Emulgatoren, die der Kaumasse zugesetzt werden, gehören Monoglyceride und Diglyceride, die durch die Umsetzung von Speisefetten und -ölen mit Glycerin gewonnen werden. Dabei entsteht ein Gemisch aus Mono-, Di- und Triglyceriden sowie freiem Glycerin. Sie werden als Gemisch von Monoglyceriden und Diglyceriden verwendet oder als durch Destillation aufkonzentrierte Monoglyceride. Ebenfalls verwendet wird Acetem, ein Gemisch von Estern mit niedrigem HLB-Wert (für hydrophile-lipophile Balance), das durch Veresterung von Mono- und Diglyceriden mit Essigsäure entsteht. Der Anteil des Emulgators liegt zwischen 2 und 14 % der Kaumasse, was einem Anteil zwischen 0,5 und 4 % am Gesamtgewicht des Kaugummis entspricht.
Emulgatoren stellen eine Gruppe von oberflächenaktiven Verbindungen mit sowohl hydrophilen als auch lipophilen Eigenschaften dar. Sie besitzen die Fähigkeit, Emulsionssysteme zu stabilisieren. Diese Eigenschaft wird durch das Gleichgewicht zwischen hydrophilen und lipophilen Anteilen in ihren Molekülen, dem HLB-Wert quantifiziert. Der HLB-Wert nach W. C. Griffin berechnet sich aus der molaren Masse des lipophilen Anteils eines Moleküls (Ml) und der molaren Masse des gesamten Moleküls (M).
{\displaystyle \mathrm {HLB=20\times \left(1-{\frac {M_{l}}{M}}\right)} }
Der Faktor 20 ist ein von Griffin frei gewählter Skalierungsfaktor, der eine Skala von 0 bis 20 ergibt. Auf dieser Skala entspricht ein HLB-Wert von 1 einer lipophilen Verbindung, während eine Verbindung mit einem HLB-Wert von nahe 20 einen hohen hydrophilen Gehalt aufweist.

### Antioxidantien

Struktur von Butylhydroxytoluol (BHT)

Struktur der Stellungsisomeren von Butylhydroxyanisol (BHA)

Die beiden strukturell verwandten Verbindungen Butylhydroxytoluol (BHT, E 321)
und Butylhydroxyanisol (BHA, E 320), das in zwei stellungsisomeren Formen vorkommt, gehören zu den häufig verwendeten Antioxidantien, die in Kaugummis eingesetzt werden. Der in beiden Chemikalien enthaltene aromatische Ring ist in der Lage, freie peroxidische Radikale zu stabilisieren. Dies verhindert die Oxidation von Inhaltsstoffen, die zu unerwünschten Gerüchen und Geschmacksnoten führen kann.
Die Toxizität dieser Stoffe ist gering, jedoch gibt es Hinweise auf mögliche Störungen des Hormonsystems. Die gesetzlichen Grenzwerte in der Europäischen Union für diese Verbindungen hängen vom jeweiligen Lebensmittel ab, für Kaugummi beträgt er für jede der beiden Verbindungen 400 Milligramm pro Kilogramm.

### Farbstoffe
Lebensmittel können mit löslichen Farbstoffen oder mit unlöslichen Farblacken gefärbt werden. Zur Färbung von Kaugummi mit Farbstoffen werden diese bevorzugt in Glycerin gelöst, damit sie sich gleichmäßig in der Kaumasse verteilen. Farblacke werden häufig in Kaugummi verwendet, da sie stabil sind und während des Kauens in der Kaumasse verbleiben. In der Europäischen Union sind für die Färbung von Kaugummi mehrere Gruppen von Farbmitteln zugelassen. Dazu gehören Lebensmittelfarbstoffe ohne Höchstmengenbeschränkung wie Riboflavin (E 101), Lebensmittelfarbstoffe mit kombinierter Höchstmengenbeschränkung wie Curcumin (E 100) sowie einzelne Farbmittel mit Mengenbeschränkungen wie das gelbe Acid Yellow 3 (E 104; 30 mg/kg), Gelborange S (E 110; 10 mg/kg), scharlachrotes Cochenillerot A (E 124; 10 mg/kg) und das rubinrote Lycopin (E 160d; 300 mg/kg).
Titandioxid (E171) wurde teilweise zum Färben von Kaugummi verwendet. Im Mai 2021 wurde der Zusatzstoff von der Europäische Behörde für Lebensmittelsicherheit (EFSA) aufgrund möglicher genotoxischer Eigenschaften als nicht mehr sicher für die Verwendung in Kaugummi und anderen Lebensmitteln eingestuft und ab dem 7. August 2022 verboten. In der Schweiz trat das Verbot am 15. März 2022 in Kraft, wobei es eine Übergangsfrist von sechs Monaten gab.

### Wirkstoffe
Die Einnahme von Arzneimitteln in Form von Kaugummi vermag einen nachteiligen First-Pass-Effekt zu verringern. Dies setzt jedoch voraus, dass der betreffende Wirkstoff leicht über die Mundschleimhaut aufgenommen werden kann, da er sonst mit dem Speichel verschluckt wird und so seine Konzentration abnimmt, bevor er in den Blutkreislauf gelangt. Die Absorption durch die Mundschleimhaut setzt wiederum ein gewisses Maß an Fettlöslichkeit voraus, was für die Formulierung eines Wirkstoffs in einem Kaugummi jedoch ungünstig ist. Fettlösliche, lipophile Substanzen neigen dazu, in der Kaumasse zu verbleiben, anstatt beim Kauen an den Speichel abgegeben zu werden. Nikotin ist bislang der einzige lipophile Wirkstoff, der erfolgreich im größeren Maßstab in Kaugummi formuliert wurde.
Verschiedene Kaugummis wurden mit Wirkstoffen wie Coffein oder Acetylsalicylsäure entwickelt. Aspirinkaugummis kamen als erste wirkstoffhaltige Kaugummis bereits 1928 in den Vereinigten Staaten in den Handel. Mehr als ein Drittel des Wirkstoffs blieb jedoch nach dem Kauen in der Kaumasse.

## Herstellung
Die wesentlichen Schritte bei der Kaugummiherstellung sind das Schmelzen der Kaumasse, das Mischen der Zutaten, die Formgebung, das Kühlen und das Verpacken. Die dafür eingesetzten Maschinen sind seit den Anfängen der industriellen Produktion prinzipiell dieselben geblieben, wenngleich sie ständig verbessert und automatisiert wurden. Sie variieren je nach Art und Form des hergestellten Kaugummis.

Kaugummiherstellung 1923
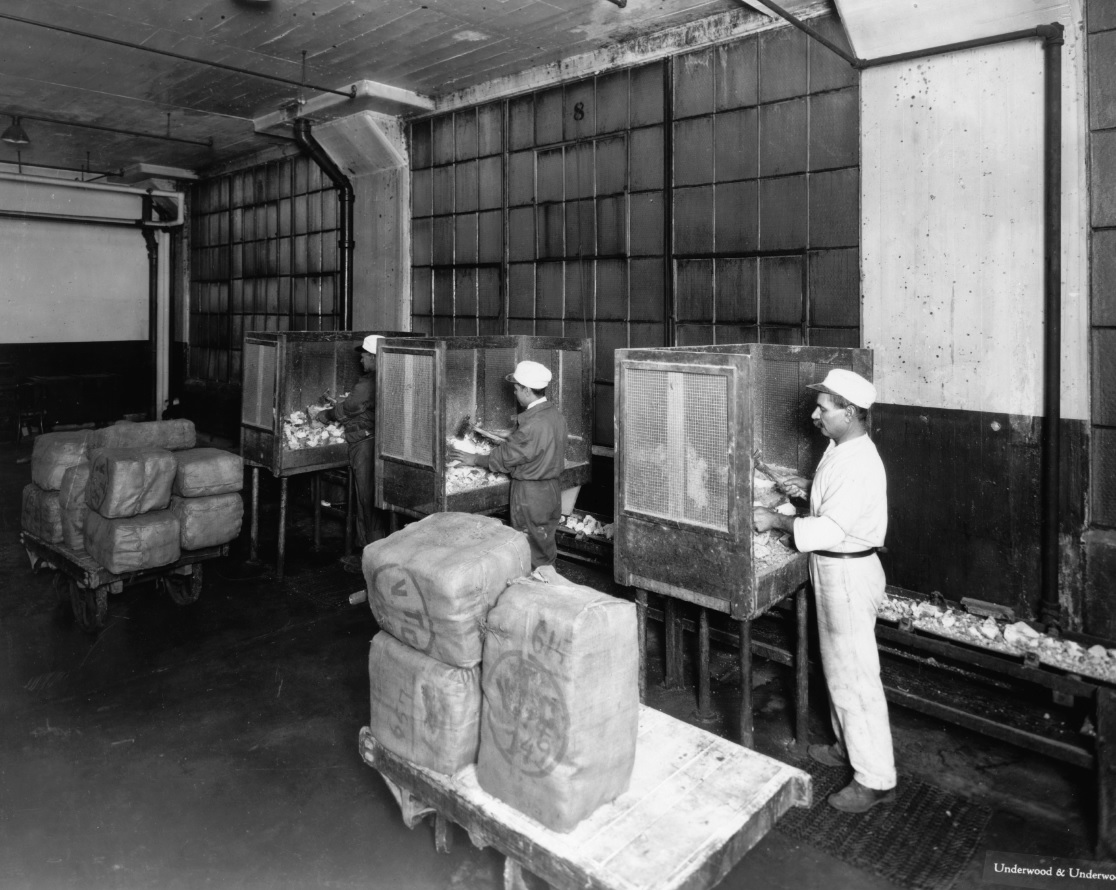
Zerkleinern des Roh-Chicle
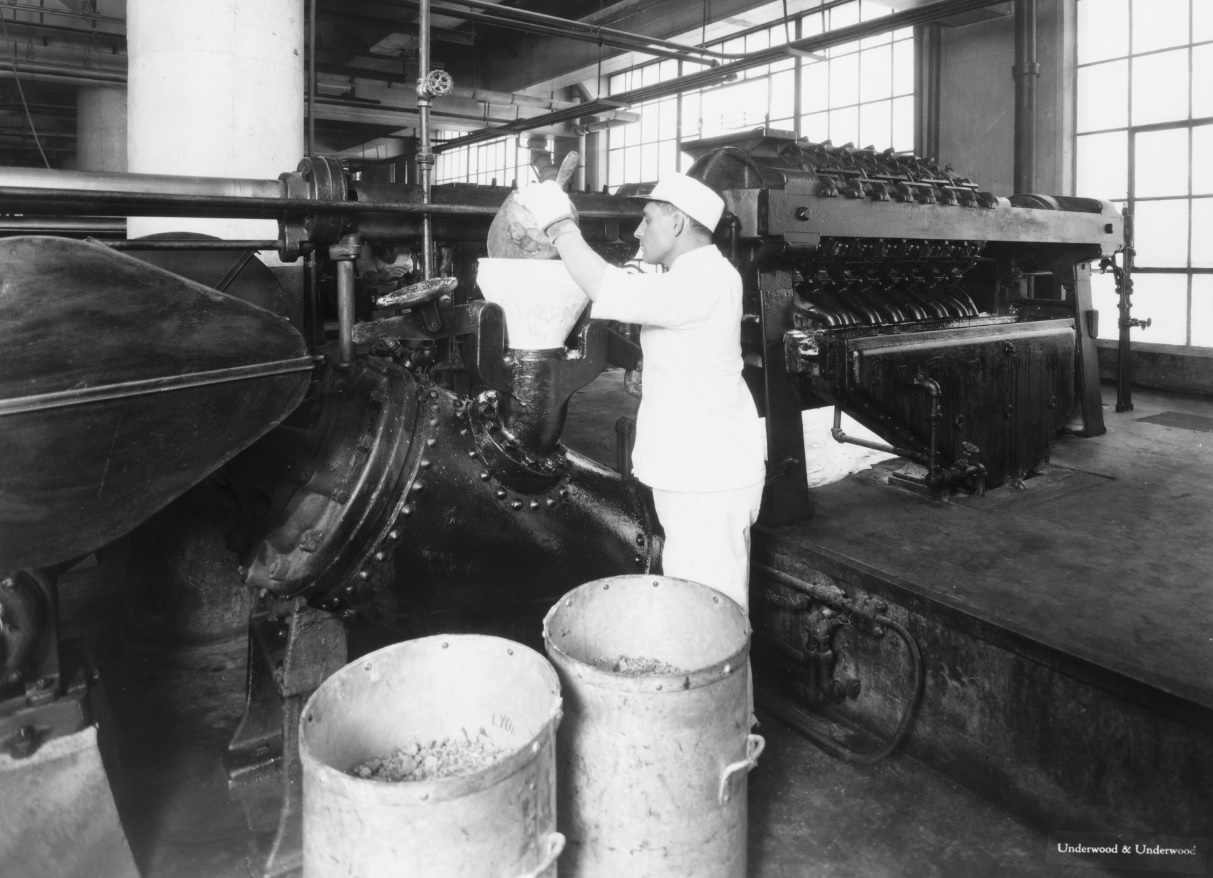
Befüllen des Schmelzkessels
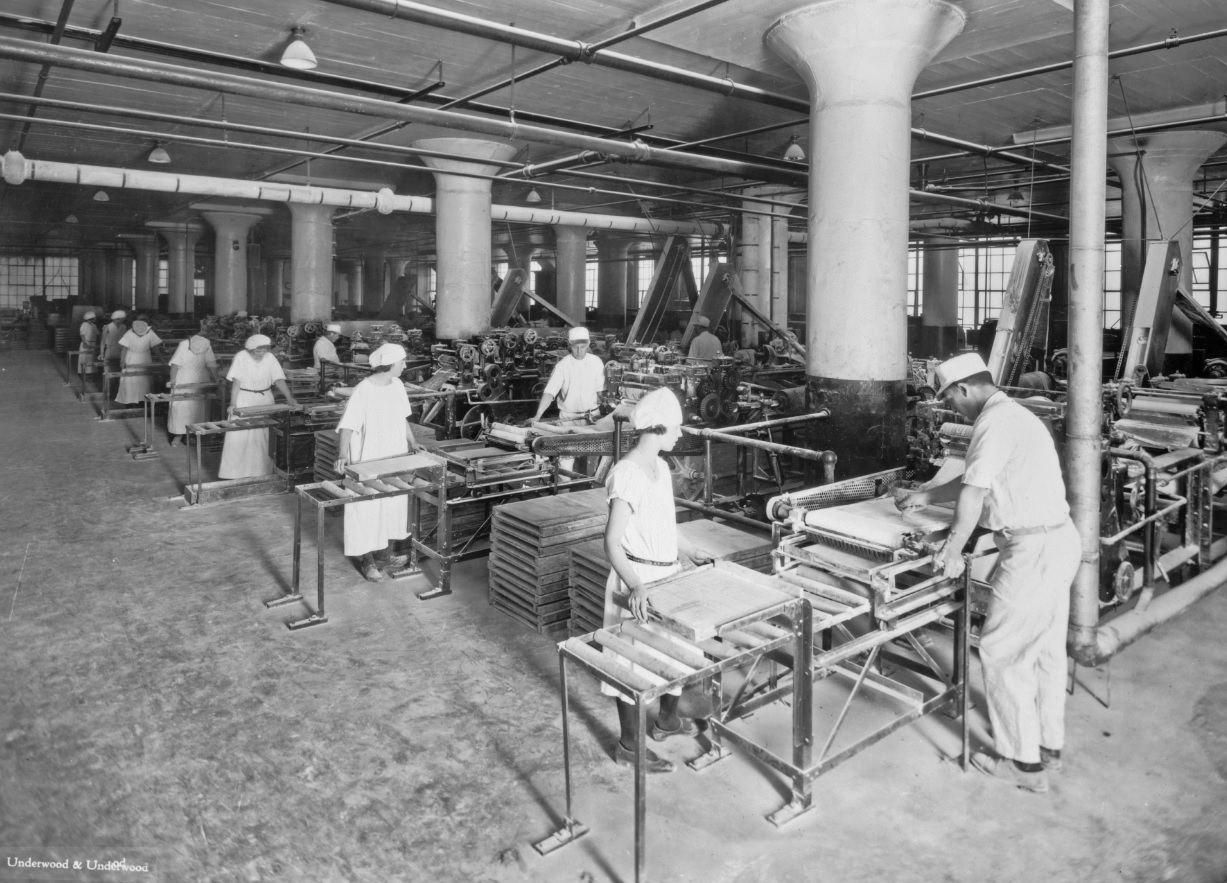
Formgebung des Kaugummis
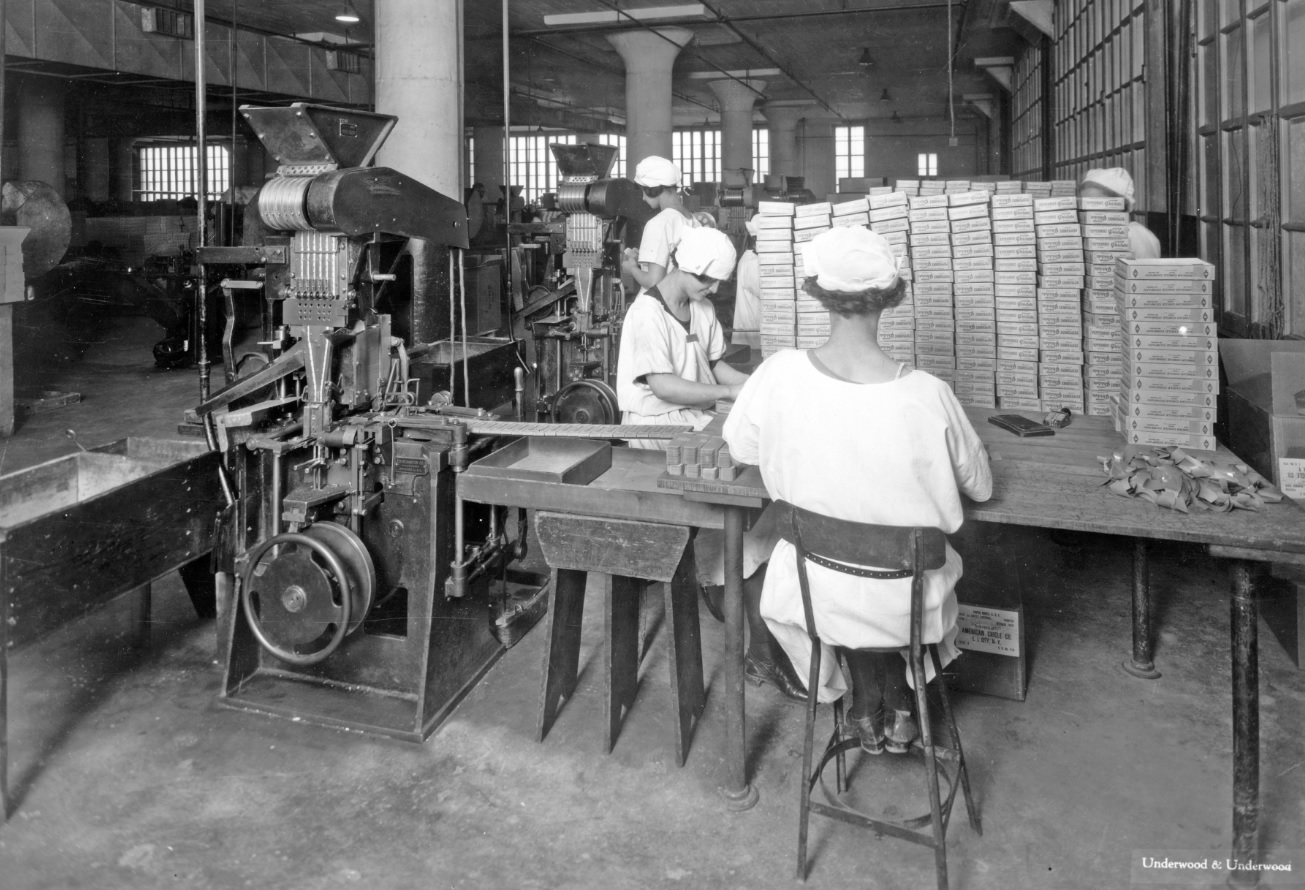
Verpackung des Kaugummis

Zunächst finden vorbereitende Prozesse statt, wie das Mahlen des Kristallzuckers zu Puderzucker. Dickflüssige Stoffe wie Mais- oder Maltitsirup erfordern die Lagerung in temperaturkontrollierten Tanks. Sie werden über Rohrleitungen mit Begleitheizung verpumpt. Die Herstellung erfordert eine angemessene Temperatur- und Feuchtigkeitskontrolle im Produktionsbereich. Zur Vermeidung von Staubexplosionen sind Entstaubungseinrichtungen für brennbare und explosionsfähige Stäube an den Maschinen erforderlich.

### Schmelzen und Mischen

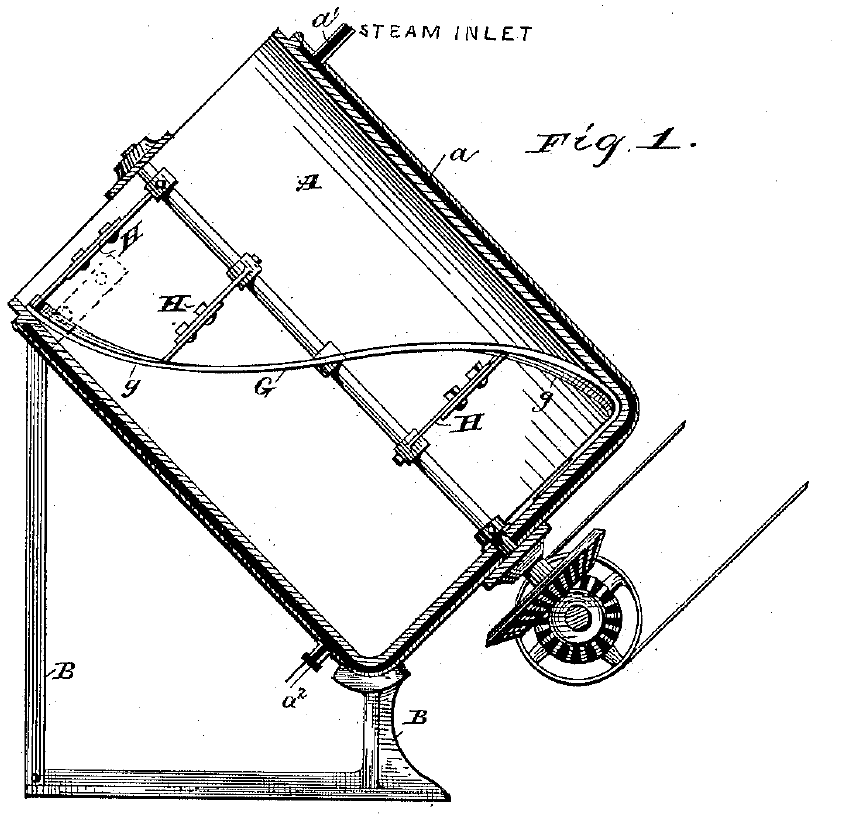
Schmelz- und Mischkessel für Kaumasse 1888 (A: Kessel, a: Doppelmantel, a': Dampfeinlass, a^{2}: Kondensatauslass, G: Messer oder Rührwerk, g: scharfe Schneide, H: Streben, um das Messer zu stützen)

Am Anfang der Produktion, die oft als Chargenprozess durchgeführt wird, steht das Mahlen und Zerkleinern der Kaumasse, meist eine Mischung verschiedener Polymere. Die Kaumasse liegt in fester Form vor und muss in mit Heißwasser oder Dampf beheizten Rührkesseln geschmolzen werden. Dabei bildet sich eine zähflüssige Flüssigkeit um den Erweichungspunkt, bei der die Kaumasse leicht verformbar ist. Zu diesem Zeitpunkt wird die Wärmezufuhr unterbrochen und die Kaumasse mit anderen Zutaten gemischt. Das Mischen geschieht in temperaturgeregelten Chargenmischern oder Knetmaschinen, bei Großproduktionen in kontinuierlich arbeitenden Mischextrudern.
Emulgatoren wie Lecithine oder Glycerinmonostearat, die dazu dienen, die entstehende Mischung zu stabilisieren, werden als erste Zutaten zur Kaumasse gegeben. Es folgt die Zugabe des Zuckeralkohols, anschließend Zucker, Glukose- oder Maissirup, Aromen und schließlich Glycerin. Um ein homogenes Gemisch zu erhalten, müssen die Knetzeit, die Temperatur und andere Parameter überwacht und in engen Grenzen eingehalten werden. Die so erhaltene Mischung wird auf Kühlbänder gegossen und mit Luft gekühlt.

### Formgebung und Kühlung
Nach dem Mischen der Rezepturbestandteile erfolgt die Formgebung und die Kühlung. Kaugummi kann in viele verschiedene Formen gepresst, extrudiert oder anderweitig geformt werden, wie beispielsweise in flache Sticks, Dragees, Würfel oder Kugeln. Wird Kaugummi in speziellen Formen angeboten, kann dies die Vermarktungsfähigkeit des Produkts verbessern. Zur Herstellung von hohlen Kaugummikugeln wird eine ringförmige Düse verwendet, durch die die Kaugummimasse mittels des Extruders gepresst wird. Die Masse wird meist senkrecht nach unten gepresst, so dass ein hohler Strang entsteht, in dessen Mitte Luft eingeblasen wird, damit der Strang nicht in sich zusammenfällt. Die Kaugummimasse tritt in halbflüssigem Zustand aus der Düse aus. Anschließend wird der hohle Strang zu einer Schneidemaschine transportiert, wo er in einen Kugelschneider eingeführt wird, der mit rotierenden Messern ausgestattet ist. Einige Messer schneiden ein Stück ab, während die anderen die Ränder des Stücks verschmieren und eine Kugel formen. Die so entstandenen Kugeln benötigen eine ausreichende Kühlung, um hart genug für eine Beschichtung zu werden. Die Abkühlung erfolgt zum Beispiel über einen Rütteltisch, der das Liegenbleiben und Verformen der Kugeln verhindert.

### Härtung, Beschichtung und Verpackung

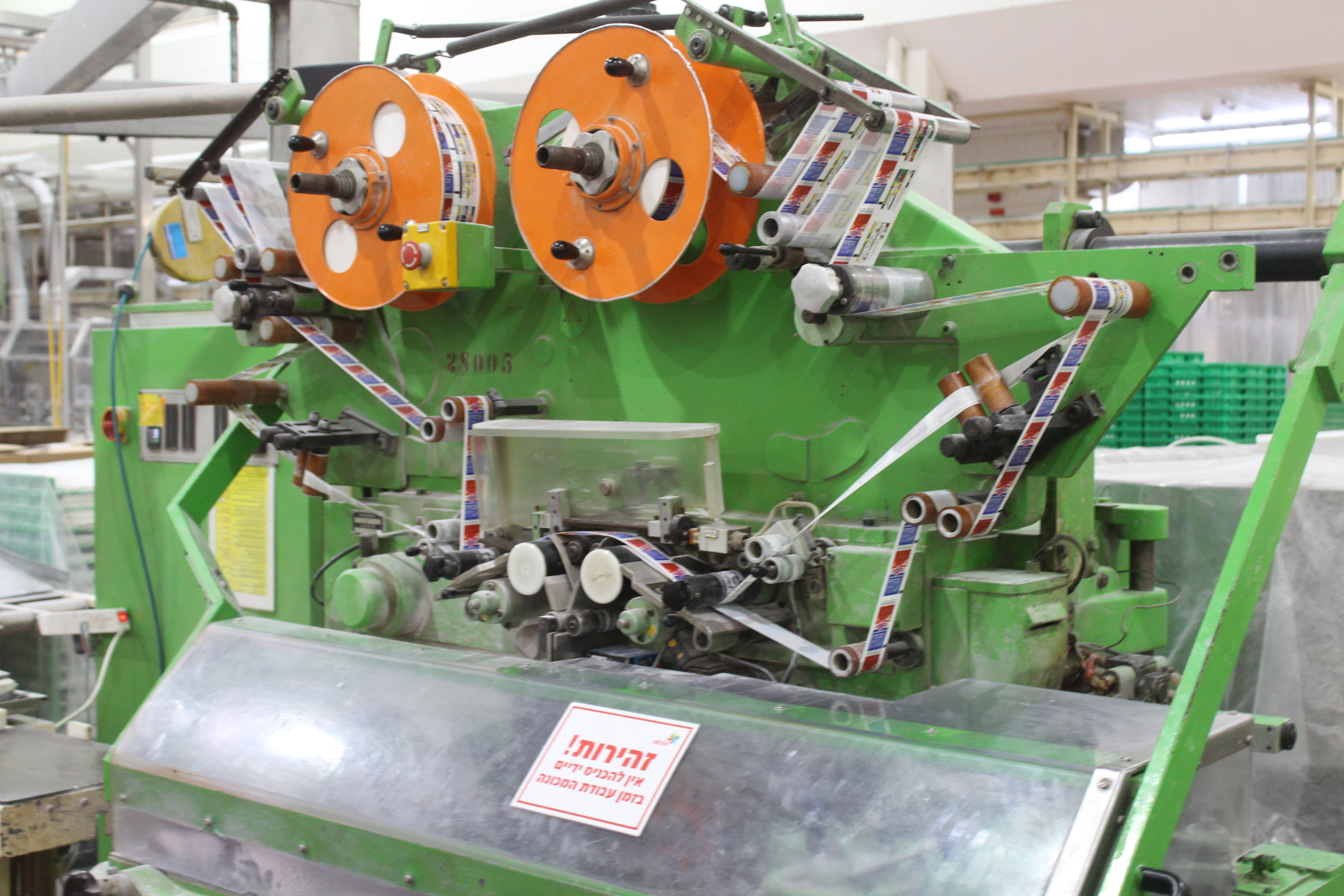
Verpackungsmaschine für Kaugummi

Damit das Kaugummi fest genug wird, um beschichtet und verpackt zu werden, erfolgt eine zusätzliche Kühlung in einem Kühltunnel oder über Nacht in Lagerräumen. Einige Kaugummisorten, wie Dragees und Kugeln, werden abschließend beschichtet. Dazu wird zum Beispiel eine rotierende Beschichtungswanne verwendet. Der Sirup zum Beschichten wird mittels Hochdrucksprühsysteme aufgetragen, eine Temperatur- und Feuchtigkeitskontrolle sorgt für eine schnelle Trocknung und einer glatten Oberfläche der Beschichtung. Zum Schluss wird der Kaugummi in Verpackungsmaschinen verpackt. Die Verpackungsmaschinen sind oft mit anderen Verpackungsanlagen wie Kartoniermaschinen kombiniert.

### Herstellung medizinischer Kaugummis
Eine Möglichkeit zur Herstellung von medizinischem Kaugummi in Tablettenform ist die Mischung als trockenes Kaumassepulver und anderen erforderlichen Zutaten, gefolgt vom Pressen der Pulvermischung zu Tabletten. Die Möglichkeit der trockenen Verarbeitung bei Umgebungstemperatur macht das Kaumassepulver zu einem geeigneten Träger für Wirkstoffe, ohne dass diese bei der Verarbeitung zerstört werden.

### Prozesssicherheit

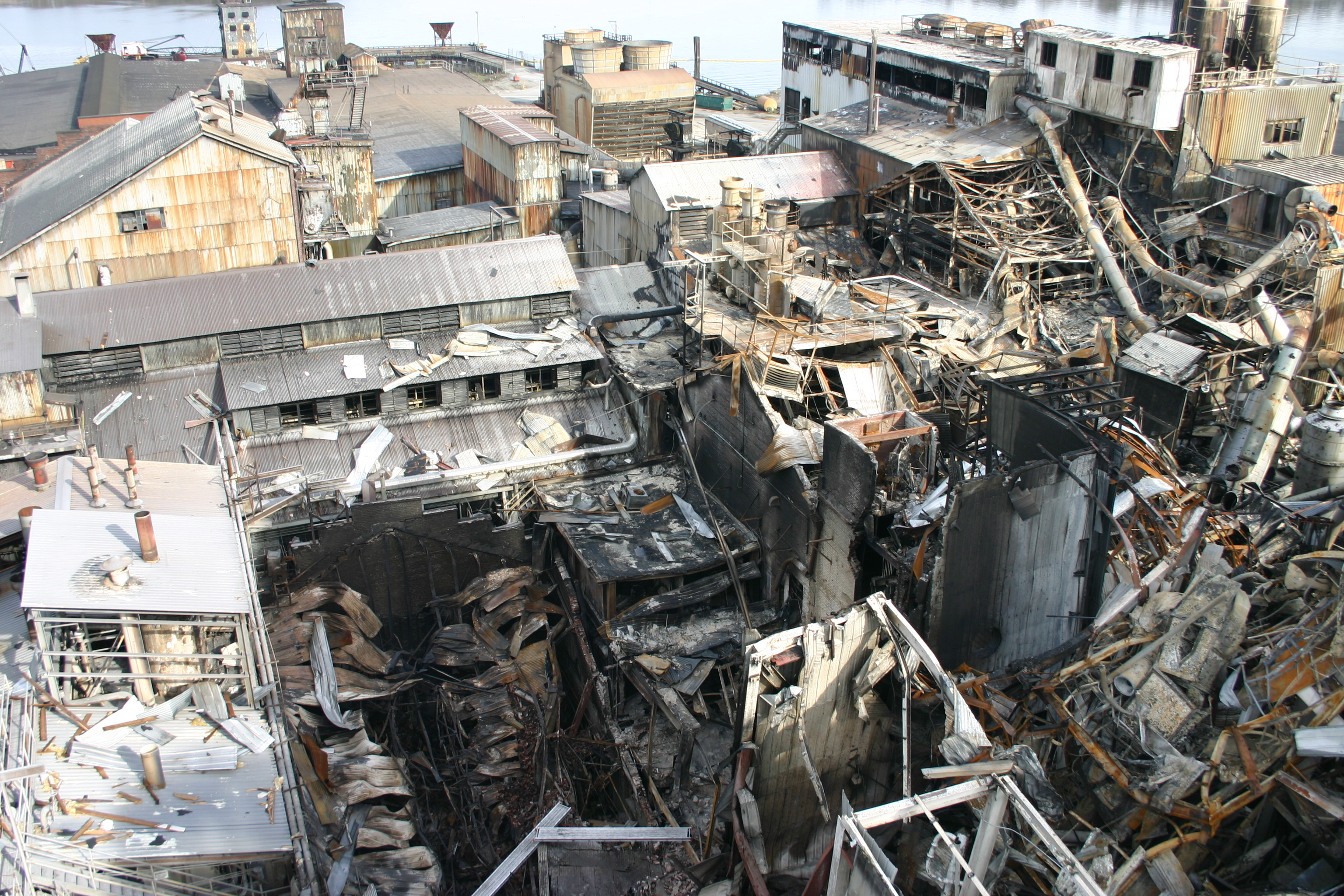
Zerstörungen durch eine Zuckerstaubexplosion

In einer Anlage zur Herstellung von Kaugummi kam es 1976 zu einer sekundären, durch Magnesiumstearat verursachten Staubexplosion, bei der sechs Arbeiter getötet und Dutzende weitere verletzt wurden. Magnesiumstearat wurde als Gleitmittel auf den frisch hergestellten Kaugummi vor dem Schneiden aufgetragen. Aufgrund von Vibrationen und Funken kam es zu einer Explosion in einer Schneidemaschine, deren Druckwelle eine Wolke aus Magnesiumstearat aufwirbelte, das sich im Laufe der Zeit auf den Maschinen abgelagert hatte. Diese Wolke entzündete sich augenblicklich durch die Hitze der ersten Explosion. Um Staubexplosionen zu verhindern, die etwa durch Zuckerstaub verursacht werden, wie bei der Explosion der Imperial-Sugar-Zuckerraffinerie 2008 in Georgia oder der Staubexplosion im Ochsenfurther Südzuckerwerk 2021, müssen in der Anlagen zur Produktion von Kaugummi Geräte zur Staubabscheidung und zum Explosionsschutz installiert werden.

## Gesundheitliche Wirkung

### Zahn- und Mundgesundheit
Die gesundheitlichen Wirkungen von Kaugummi betreffen vor allem die Zahn- und Mundgesundheit. So soll Kaugummikauen Speisereste und Plaque von den Zähnen entfernen, den Speichelfluss anregen und damit den pH-Wert im Mundraum erhöhen, die Demineralisierung der Zähne stoppen und die Remineralisierung fördern.
Die Europäische Behörde für Lebensmittelsicherheit (EFSA) hat eine Reihe von wissenschaftlichen Stellungnahmen zur Überprüfung gesundheitsbezogener Angaben zu zuckerfreiem Kaugummi und Zahn- und Mundgesundheit herausgegeben, in denen die einzelnen Angaben der Hersteller untersucht werden, etwa bezüglich der Demineralisierung. Bakterien wie Streptococcus mutans bauen Zucker zu organischen Säuren wie Milchsäure ab. Diese löst aufgrund ihres niedrigen pKs-Werts das Hydroxylapatit der Zähne auf und verursacht so Karies. Die EFSA stellte unter anderem fest, dass zuckerfreier Kaugummi dazu beiträgt, die Plaquesäuren zu neutralisieren, die Zahnmineralisierung zu erhalten und die Mundtrockenheit zu verringern.
Dabei neutralisieren zuckerfreie Kaugummis mit Harnstoff Plaquesäuren effektiver als zuckerfreie Kaugummis ohne diesen. Kaugummi, der mit 100 % Xylit gesüßt ist, reduziert nachweislich Zahnbelag und mit Fluorid versetzter Kaugummi erhöht die Widerstandsfähigkeit des Zahnschmelzes gegenüber Säureangriffen und die Remineralisierungsrate. Das Schweizer Bundesamt für Gesundheit akzeptiert die Angabe „zahnfreundlich“ für zuckerfreie Lebensmittel, wenn dies durch die Ergebnisse von In-vivo-Plaque-pH-Tests belegt wird, bei denen ein pH-Schwellenwert von 5,7 nicht unterschritten werden darf.

### Andere physiologische Wirkungen
Es gibt Hinweise darauf, dass Kaugummikauen nach einem Kaiserschnitt eine Maßnahme zur schnelleren Wiederherstellung der Darmfunktion darstellt. Kaugummikauen wird auch zur Vorbeugung eines Darmverschlusses empfohlen. Der zusätzliche Nutzen des Kaugummikauens ist möglicherweise gering, da viele postoperative Maßnahmen ebenfalls auf die Vermeidung eines Darmverschlusses abzielen. Anhand der Messung des Kohlenstoffdioxidausstoßes als Indikator für den Energieverbrauch stellte sich heraus, dass das Kauen von geschmack-, geruch- und zuckerlosem Kaugummi unterschiedlicher Härte die Stoffwechselrate um etwa 10 bis 15 % erhöht.
Obwohl Kaugummikauen weit verbreitet ist, gibt es in der medizinischen Literatur nur wenige Hinweise auf mögliche schädliche Wirkungen. Ein verschluckter Kaugummi wird solange er klein genug ist, um den Magen zu verlassen, in den meisten Fällen ohne Probleme ausgeschieden. In seltenen Fällen kann übermäßiger oder unsachgemäßer Kaugummikonsum zu Problemen führen, etwa wenn wirkstoffhaltige Kaugummis von Kindern oder Jugendlichen gekaut oder Kaugummis in großen Mengen verschluckt werden. Darüber hinaus kann übermäßiges Kauen von Kaugummi zu Kopfschmerzen führen.

### Wachsamkeit und Konzentration
Der Einfluss des Kaugummikauens auf die Wachsamkeit, die Konzentration, den Stressabbau und das Erinnerungsvermögen wurde vielfach untersucht. Die Ergebnisse deuten darauf hin, dass Kaugummikauen die Wachsamkeit erhöht und über einen längeren Zeitraum aufrechterhält. Kaugummikauen scheint bei der Bewältigung von chronischem Stress hilfreich zu sein, die Ergebnisse hinsichtlich Wirksamkeit beim Abbau von akutem Stress waren uneinheitlich.
Daten ereigniskorrelierter Potentiale in Elektroenzephalogrammen wiesen auf mögliche Mechanismen für die kognitiven Wirkungen des Kaugummis hin. Es ist jedoch nicht vollständig geklärt, welche Gehirnbereiche durch das Kauen von Kaugummi aktiviert werden. Die stimulierende Wirkung des Kaugummis wird nicht nur durch die Inhaltsstoffe wie Pfefferminze und Zucker hervorgerufen, sondern auch durch die Arbeit der Kaumuskulatur. Dadurch wird die Durchblutung des Kopfes und damit die Blut- und Sauerstoffversorgung des Gehirns verbessert, was mit einer Steigerung der Denkleistung in Verbindung gebracht wird.

## Kaugummisorten
Kaugummis unterscheiden sich in Form, Funktion, Füllung, Art des Überzugs, Zuckergehalt, Geschmack und Komposition der Zutaten. Es gibt sie in verschiedenen Formen, beispielsweise als Kugel, als flaches rechteckiges Plättchen, das Stick genannt wird, als Bandkaugummi, das in einem zylindrischen Behälter aufgerollt ist, als kleines kissenförmiges Dragee, als Paste in einer Tube, oder als Wickelkaugummi. Dragees und Kaugummikugeln werden mit einer harten, zusätzlichen Umhüllung versehen. Diese schützt Wirkstoffe und Kaumasse vor Licht-, Feuchtigkeits- und Sauerstoffeinfluss und gibt Aroma- oder Wirkstoffe ab. Ferner wird zwischen Kaugummi und „Bubble Gum“ unterschieden.
Der funktionelle Kaugummi enthält Vitamine, Mineralstoffe, medizinisch wirksame Substanzen oder ist für die Zahn- und Mundhygiene bestimmt. Es ist auch möglich, dass der Kaugummi gefüllt wird, so zum Beispiel mit Citronensäure als so genannter „Center Shock“-Kaugummi. Eine weitere Unterscheidung wird zwischen zuckerfreien und zuckerhaltigen Kaugummis getroffen. Die Geschmacksrichtungen sind vielfältig, die beliebtesten in den Vereinigten Staaten basieren auf Grüner Minze, Pfefferminze, Salicylsäuremethylester, als Wintergrünöl bekannt, verschiedenen Fruchtsorten sowie Gewürzen wie etwa Zimt.

### Bubble Gum

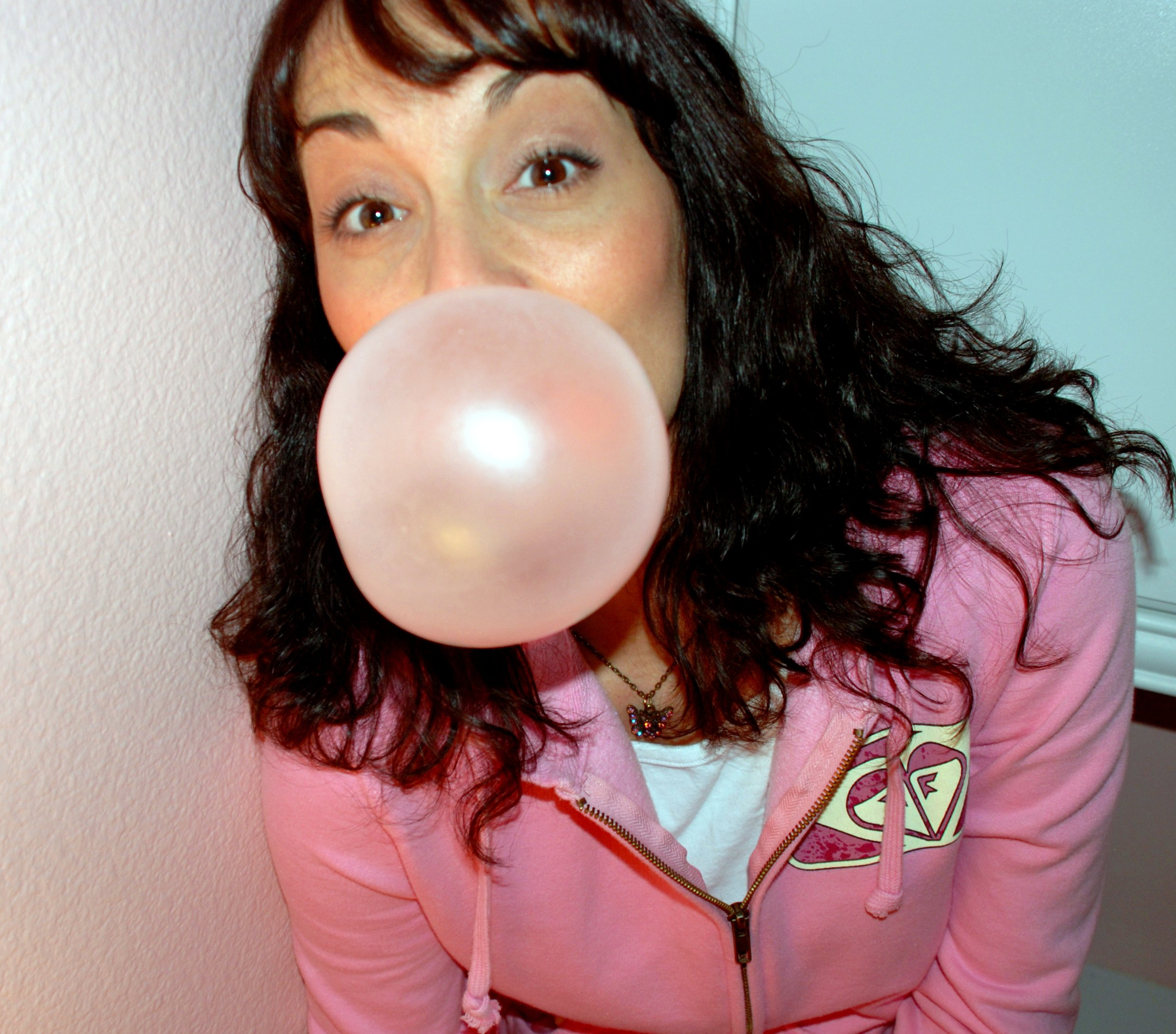
Bubblegum

Die Zusammensetzung einiger Kaugummisorten ist so optimiert, dass sie sich zur Blasenbildung eignen. Diese Kaugummis, Bubble Gum genannt, unterscheiden sich von normalen Kaugummis durch die Art der in der Kaumasse verwendeten Polymere. Ein größerer Anteil an höhermolekularen Styrol-Butadien-Kautschuk und Butylkautschuk sorgt für die zur Blasenbildung erforderlichen elastischen Eigenschaften.
Ein erhöhter Anteil an Weichmachern sowie Emulgatoren wie acetylierte Acylglycerine verbessern zudem die Blasfähigkeit. Sie führen zu einem dünneren Blasenfilm und verringern die Adhäsionskraft der Blase. Laut den Guinness World Records betrug der Durchmesser der bislang größten Bubble-Gum-Blase 50,8 Zentimeter. Der US-Amerikaner Chad Fell blies sie am 24. April 2004.

### Zahnpflegekaugummi
Kaugummis bewirken allgemein einen durch die Kaubewegung erhöhten Speichelfluss, der die für Zähne schädlichen Säuren neutralisiert. Ideal sind sie für unterwegs, wenn keine Möglichkeit zum Zähneputzen besteht. Üblicherweise sind Zahnpflegekaugummis zuckerfrei und enthalten, ähnlich wie Zahnpasta, Spuren von Mineralien, die angeblich die Regeneration der Zähne unterstützen. Die Deutsche Gesellschaft für Zahnerhaltung steht jedoch der Behauptung, dass gewisse Inhaltsstoffe die Zähne remineralisieren, kritisch gegenüber. Das enthaltene Calciumcarbonat etwa ist zur Mineralisation nicht geeignet.

### Wirkstoffhaltige Kaugummis
Das Tabakrauchen gilt weltweit als die Hauptursache für vermeidbare vorzeitige Todesfälle. Da Nikotin jedoch süchtig macht, ist der Verzicht für viele Raucher schwierig. Ein pharmakologischer Ansatz ist die Nikotinersatztherapie mit Präparaten wie Nikotinkaugummi, die es dem Raucher ermöglichen soll, mit dem Rauchen aufzuhören. Durch den Konsum des Nikotins wird das Verlangen danach gestillt, ohne die anderen giftigen und karzinogenen Komponenten des Tabakrauchs wie Benzol zu konsumieren. Es gibt belastbare Daten, die belegen, dass eine Nikotinersatztherapie, etwa mit Nikotinkaugummi, die Wahrscheinlichkeit, mit dem Rauchen aufzuhören, um 50 bis 60 % erhöht.
Die Verabreichung von Silberacetat über Kaugummi ist ein weiterer Ansatz zur Rauchentwöhnung. Das Silberacetat verursacht beim Rauchen einen unangenehmen Geschmack, und dieser unangenehme Reiz soll den Drang zum Rauchen unterdrücken. Die Wirkung erwies sich jedoch als sehr gering im Vergleich zur Verabreichung von Nikotin über Nikotinkaugummis.
Wrigley meldete 2002 ein Patent für einen Kaugummi an, der den Viagra-Wirkstoff Sildenafilcitrat enthält. Durch das Kauen soll der Wirkstoff allmählich aus dem Kaugummi freigesetzt und über die Mundschleimhaut direkt in den Blutkreislauf aufgenommen werden. Die langsame Freisetzung von Sildenafilcitrat soll die Bioverfügbarkeit des Medikaments verlängern und das mit der Einnahme des Medikaments verbundene Sodbrennen verhindern. Klinische Studien zur Wirksamkeit lagen 2022 noch nicht vor.
Mittel, die gegen Reisekrankheit wirken, sogenannte Antiemetika wie Dimenhydrinat, eignen sich für Flug- oder Schiffsreisen. Da sie jedoch die Wachsamkeit einschränken, sind sie für Autofahrer meist nicht geeignet. Mehrere Hersteller bieten medizinische Kaugummis mit diesen Wirkstoffen an. Die Kaugummis setzen im Vergleich zu Tabletten den Wirkstoff langsamer frei. Dadurch ist die sedierende Wirkung geringer. Da die Druckverhältnisse in Flugzeugen häufig wechseln, entsteht dadurch ein leichter Druck auf den Ohren. Als Gegenmaßnahme empfiehlt es sich, Kaugummi zu kauen und damit die Ohrtrompete zu bewegen. Auf diese Weise lässt sich der Druck ausgleichen.
An der Julius-Maximilians-Universität Würzburg wurde ein Kaugummi entwickelt, der eine bakterielle Infektion des Mund- und Rachenraums per Geschmacksumschlag ins Bittere anzeigt. Das Medizinprodukt soll vom Biotech-Unternehmen 3a-Diagnostics zur Marktreife gebracht werden.

## Kaugummimarkt

### Verkauf

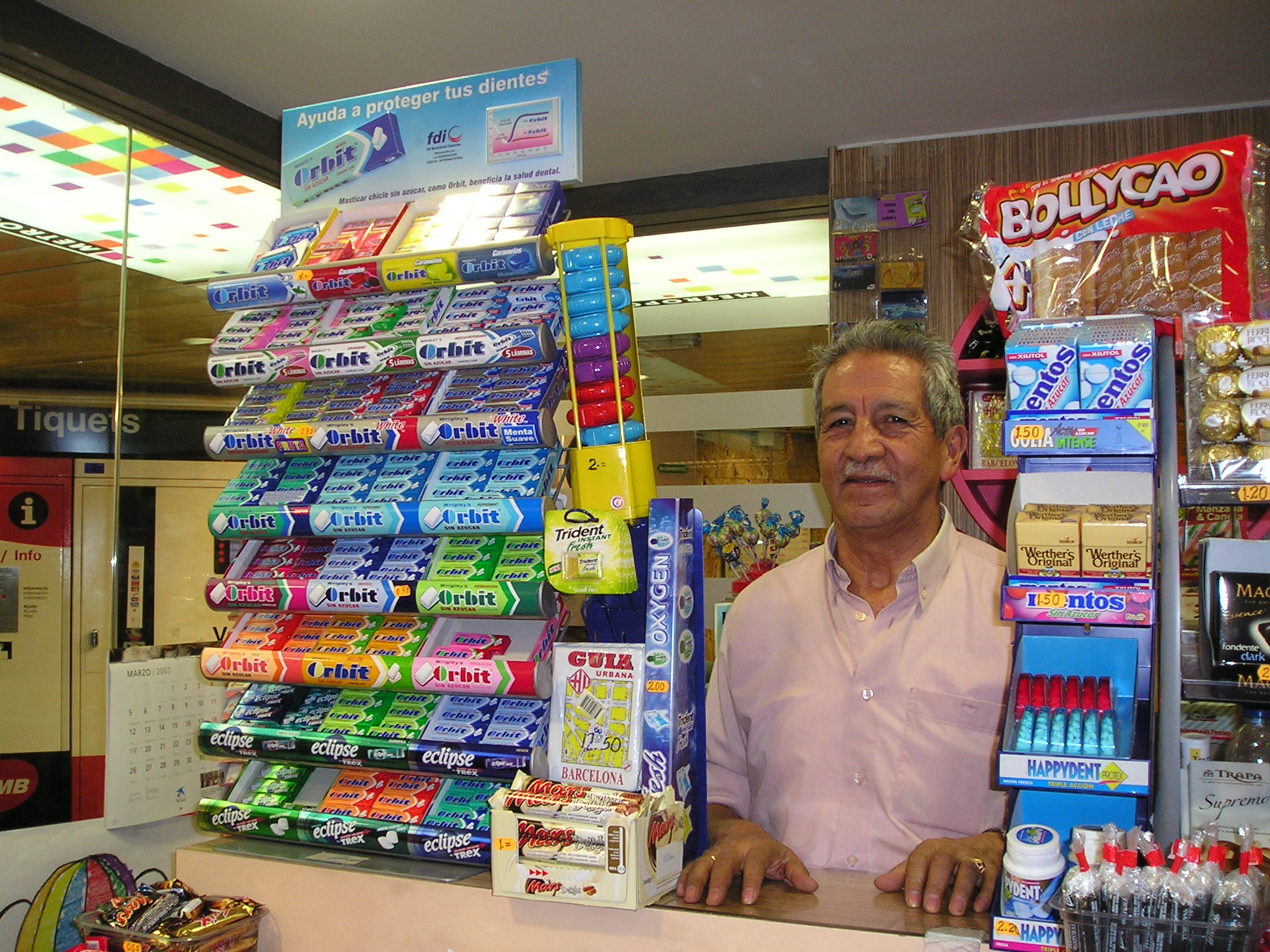
Kaugummi als Impulsware im Kassenbereich

Der Kauf von Süßwaren wie Kaugummi erfolgt meist ungeplant als sogenannter Impulskauf. Dabei spielt die Platzierung in der Nähe der Kasse eine wesentliche Rolle. Etwa jeder zweite Kunde, der Süßwaren dort wahrnimmt, kauft diese auch. Bedingt durch die COVID-19-Pandemie wurden ab dem Frühjahr 2020 im Kassenbereich andere Artikel wie medizinische Masken, FFP2-Masken und Antiseptika platziert. Darüber hinaus führte die Pandemie zu einem Anstieg der Bestellungen bei Online-Supermärkten, bei denen Impulskäufe eine untergeordnete Rolle spielen. Daher ging 2020 in der gesamten Welt der Kaugummiumsatz um rund 18 % gegenüber dem Vorjahr zurück. In Deutschland erfolgt der Verkauf zudem über etwa 500.000 bis 800.000 Kaugummiautomaten. Der globale Kaugummiverbrauch lag 2021 bei etwa 500.000 Tonnen. Der Umsatz des weltweiten Kaugummimarktes betrug im Jahr 2019 etwa 32,63 Milliarden US-Dollar.

### Segmentierung
Rund 83,2 % der 2019 in Deutschland verkauften Kaugummis waren zuckerfrei. Weitere wichtige Faktoren für die Segmentierung von Kaugummi liegen in der Darreichungsform und in der Art des Geschmacks. Bei den Verpackungsformen dominieren die Dose mit 53 % und die Folienverpackung mit 31,5 %. Aromastoffe werden in großem Umfang eingesetzt, um den Verbraucher anzuziehen und an das Produkt zu binden. Dabei ist nicht nur die Art des Aromas entscheidend, sondern auch die Intensität und Dauer der Aromafreisetzung.

### Hersteller

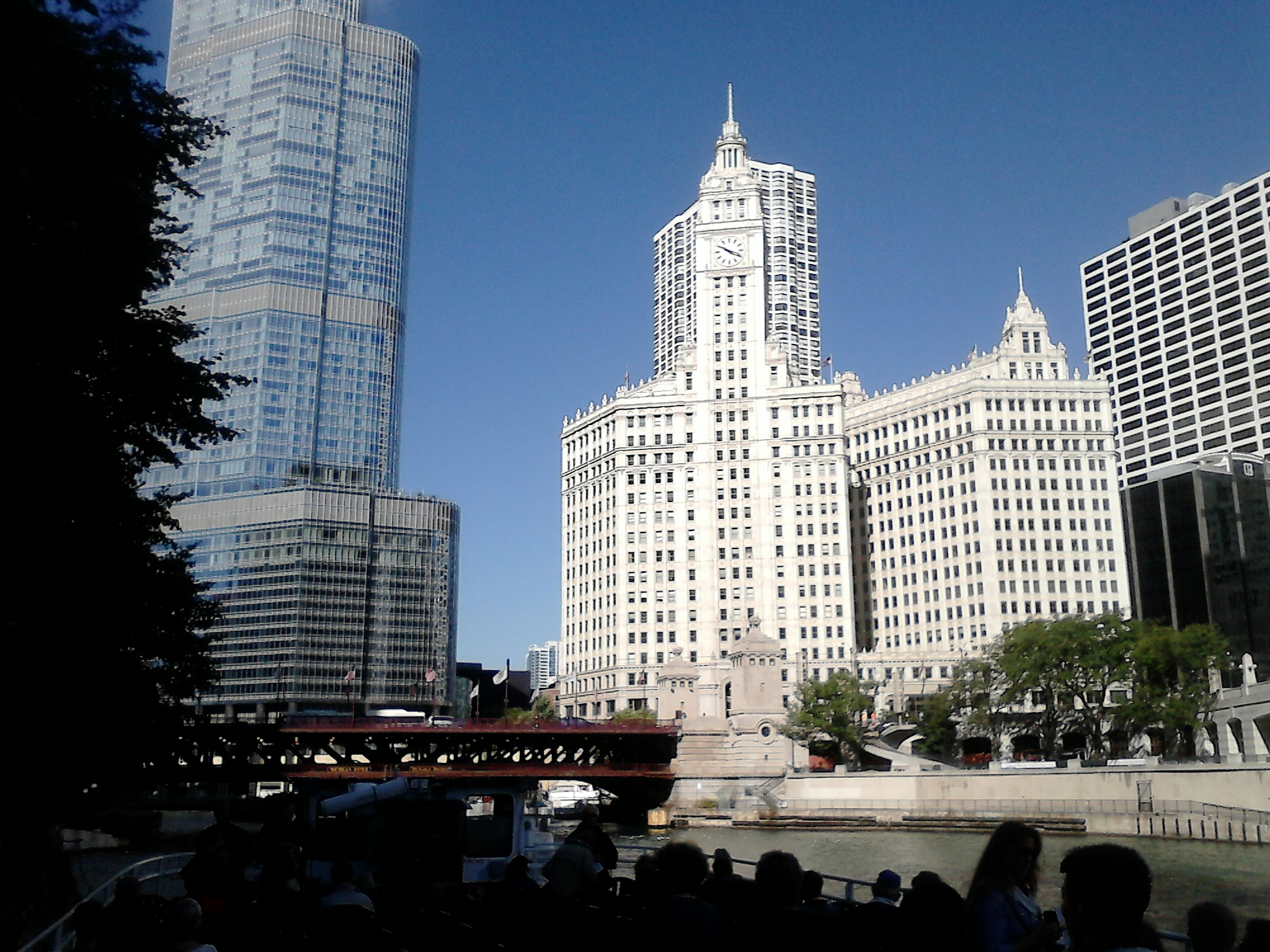
Firmenzentrale im Wrigley Building in Chicago

Mehr als 500 Unternehmen in 93 Ländern stellten 2004 Kaugummi her, wobei ein Trend zu Übernahmen zu beobachten ist. Im Oktober 2008 etwa erwarb ein Konsortium aus dem US-amerikanischen Unternehmen Mars Incorporated und Berkshire Hathaway unter der Führung von Warren Buffett Wrigleys für 23 Milliarden Dollar. Das Unternehmen erwirtschaftete 2006 einen weltweiten Umsatz von über 4,6 Milliarden US-Dollar. Mars Wrigley war 2022 das größte Kaugummiunternehmen der Welt, auf das 35 % des globalen Kaugummimarktes entfiel. Mars Wrigley vertreibt seine Produkte in über 180 Ländern und beschäftigte im Jahr 2021 rund 16.000 Mitarbeiter in der Tochtergesellschaft Wrigley. Der italienisch-niederländische Konzern Perfetti Van Melle gab im Dezember 2022 bekannt, dass er die Kaugummisparte von Mondelēz mit den Marken Trident, Dentyne, Chiclets und Stride für 1,35 Milliarden US-Dollar übernehmen wird. Der Abschluss des Geschäfts wurde im vierten Quartal 2023 bekannt gegeben.
In der Fachsparte „Kaugummi“ des Bundesverbands der Deutschen Süßwarenindustrie waren 2022 12 Mitgliedsunternehmen organisiert. Die einzige Schweizer Kaugummiherstellerin war 2023 die Delica AG.

## Kunst und Kultur
Ein riesiger Kaugummi zierte eine Zeit lang den Platz vor dem Theater „Nová scéna“ in Prag. Der Prager Künstler Pavel Karous überzog dafür im Rahmen der Aktion „Art meets the (P.R.A.H.A) streets“ die Bronzeskulptur „Znovuzrození“ (Wiedergeburt) von Josef Malejovský aus dem Jahr 1983 mit Kaugummi. Er nannte sein Werk „Žvýkačka“, nach dem tschechischen Wort für Kaugummi. Die Statue wurde nicht nur durch Kaugummi verfremdet, sondern war auch ein beliebtes Objekt für weitere künstlerische Aktionen: Sie wurde in ein Carmen-Kostüm gekleidet oder in eine Nachbildung des Gemäldes Goldene Adele, von Gustav Klimt verwandelt.

Bronzeskulptur „Znovuzrození“ als Objekt künstlerischer Aktionen
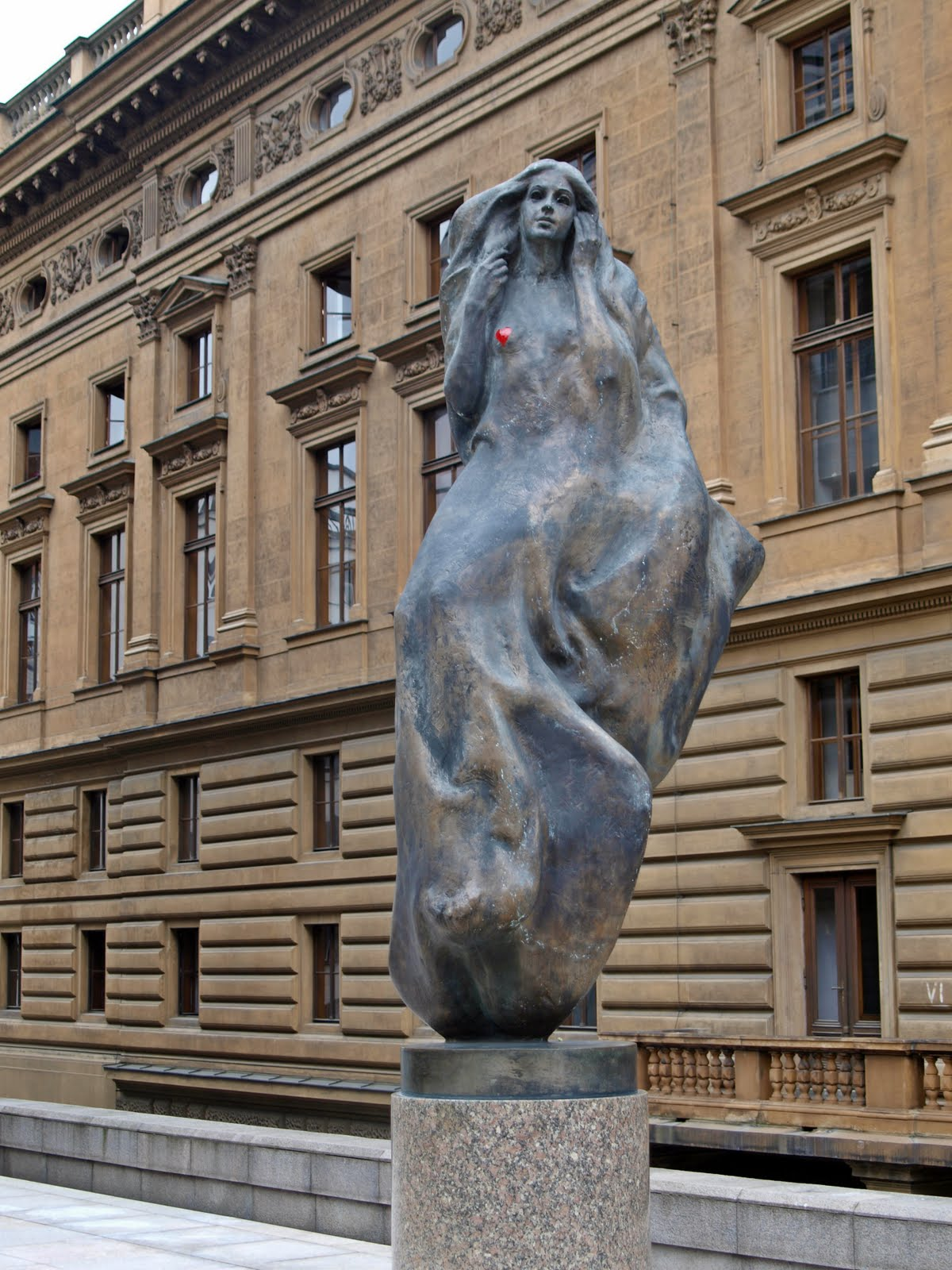
Originalstatue
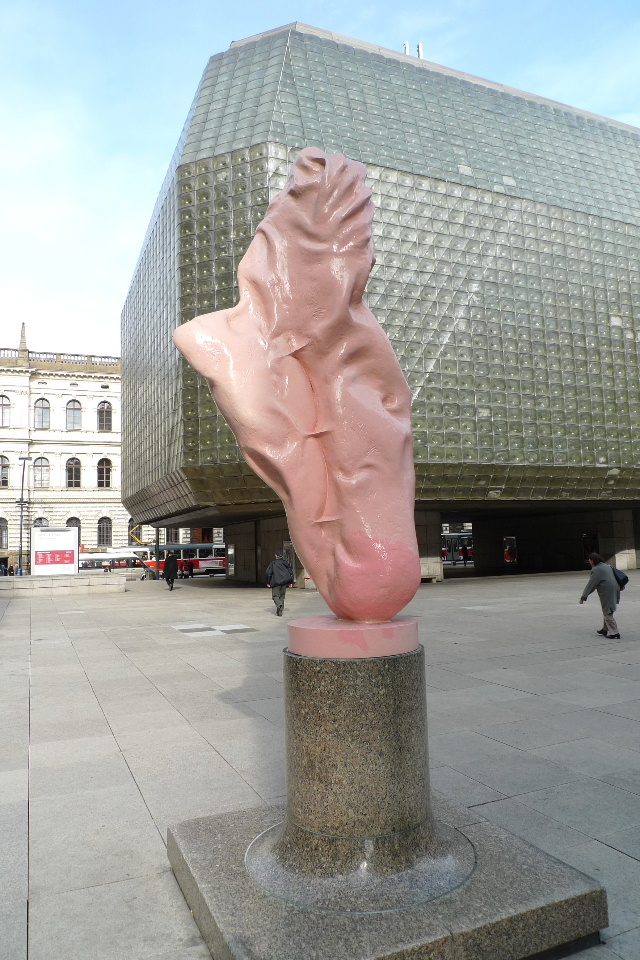
Kaugummiversion („Žvýkačka“)
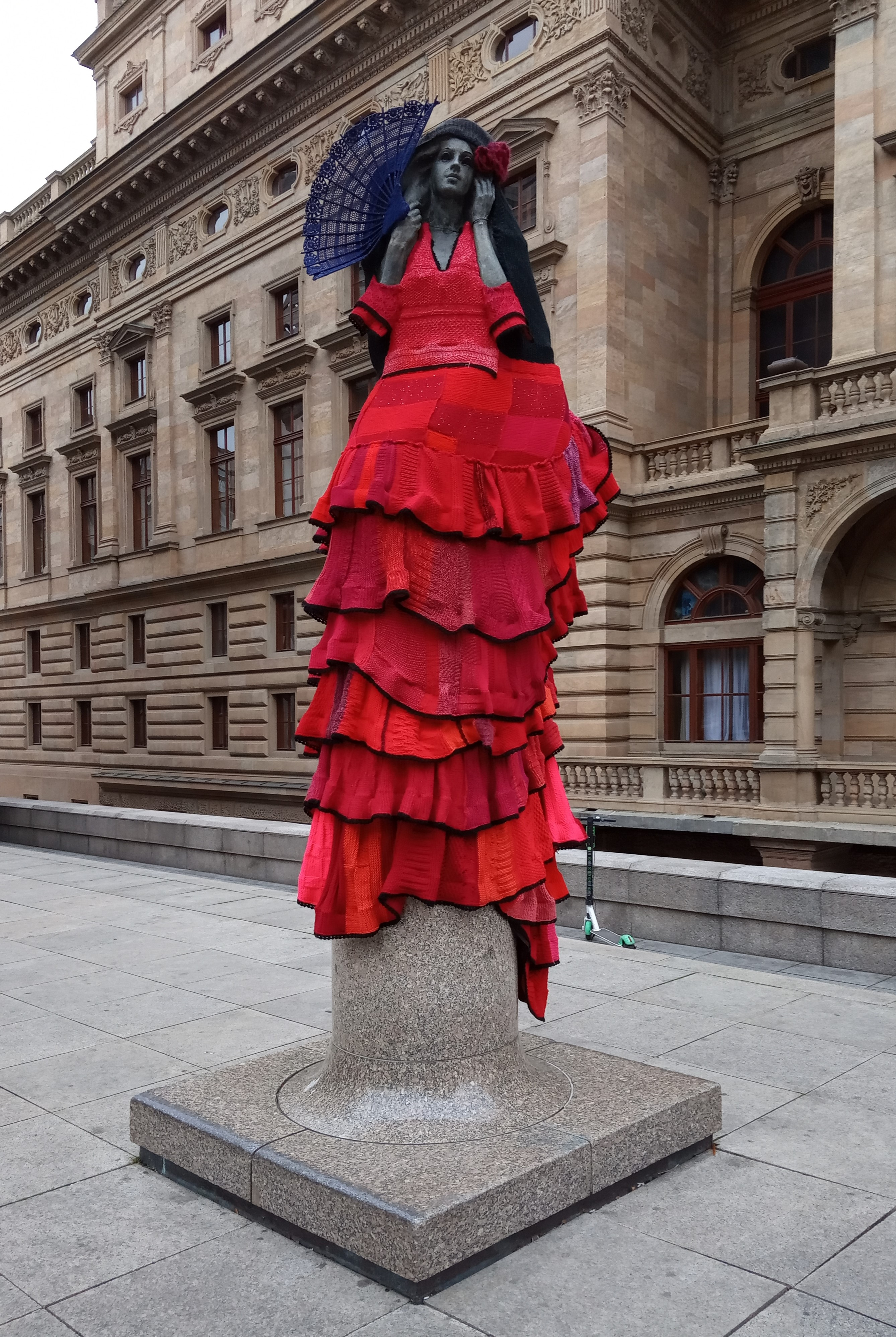
Carmen-Version
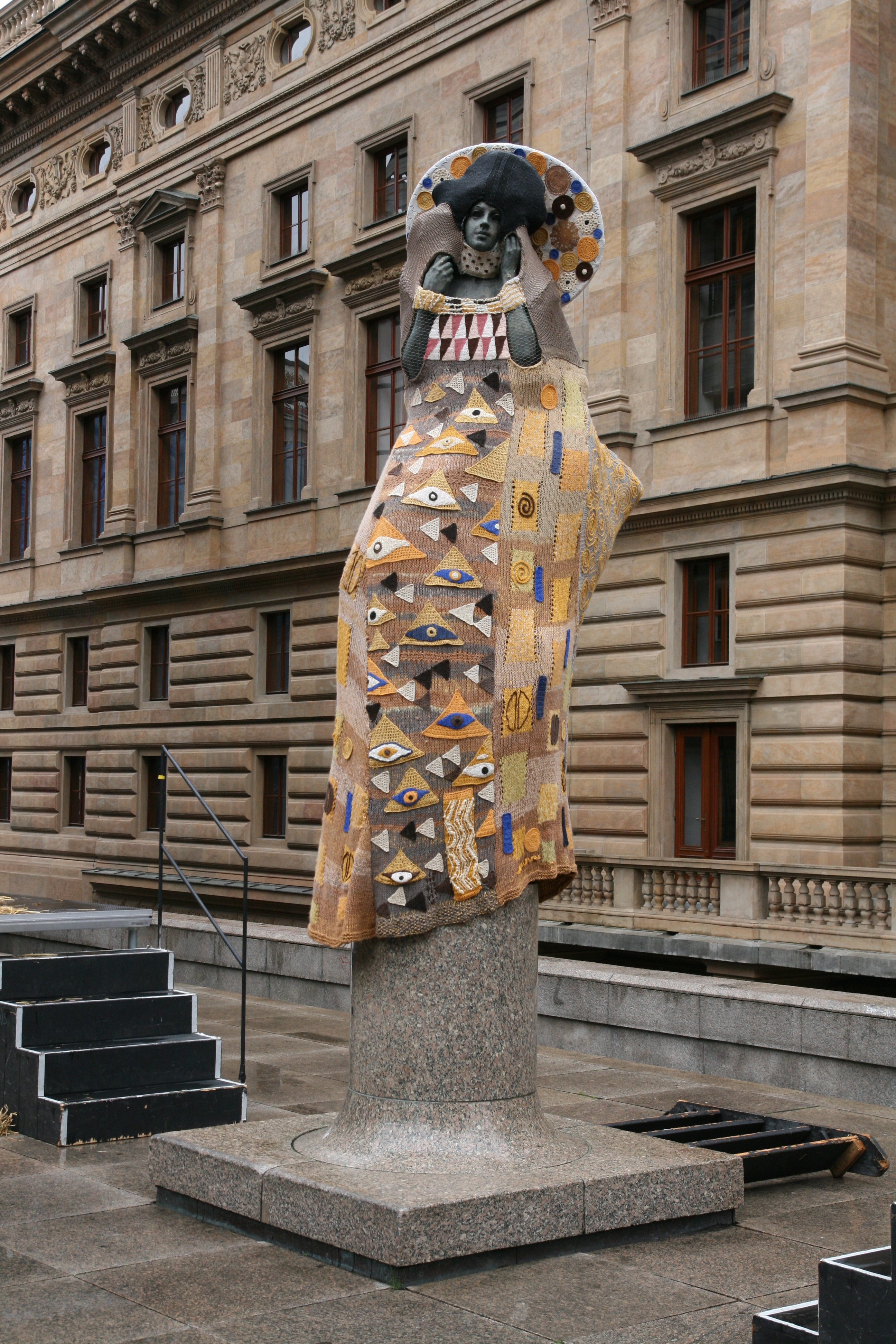
Adele-Bloch-Bauer-Version

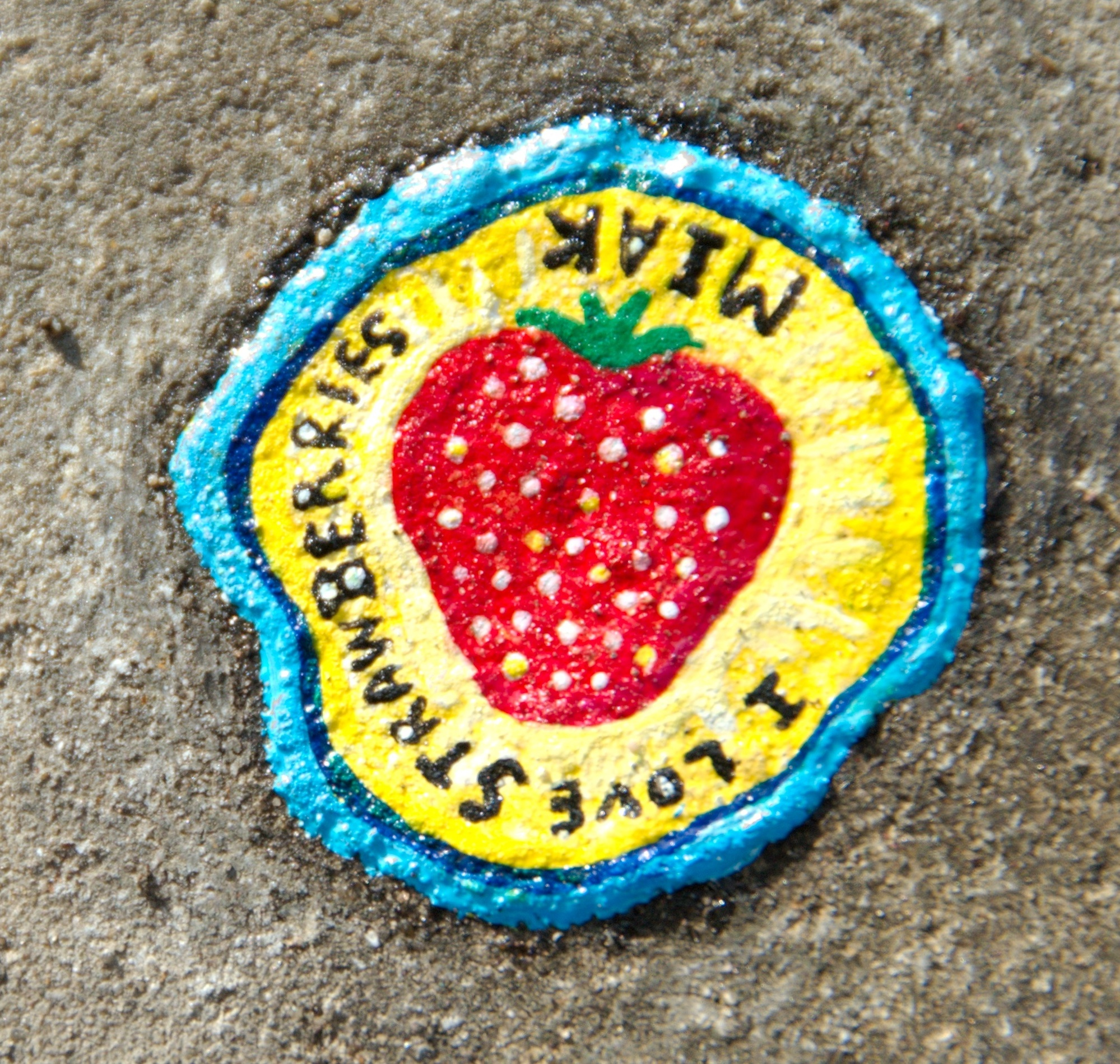
Miniaturmalerei von Ben Wilson

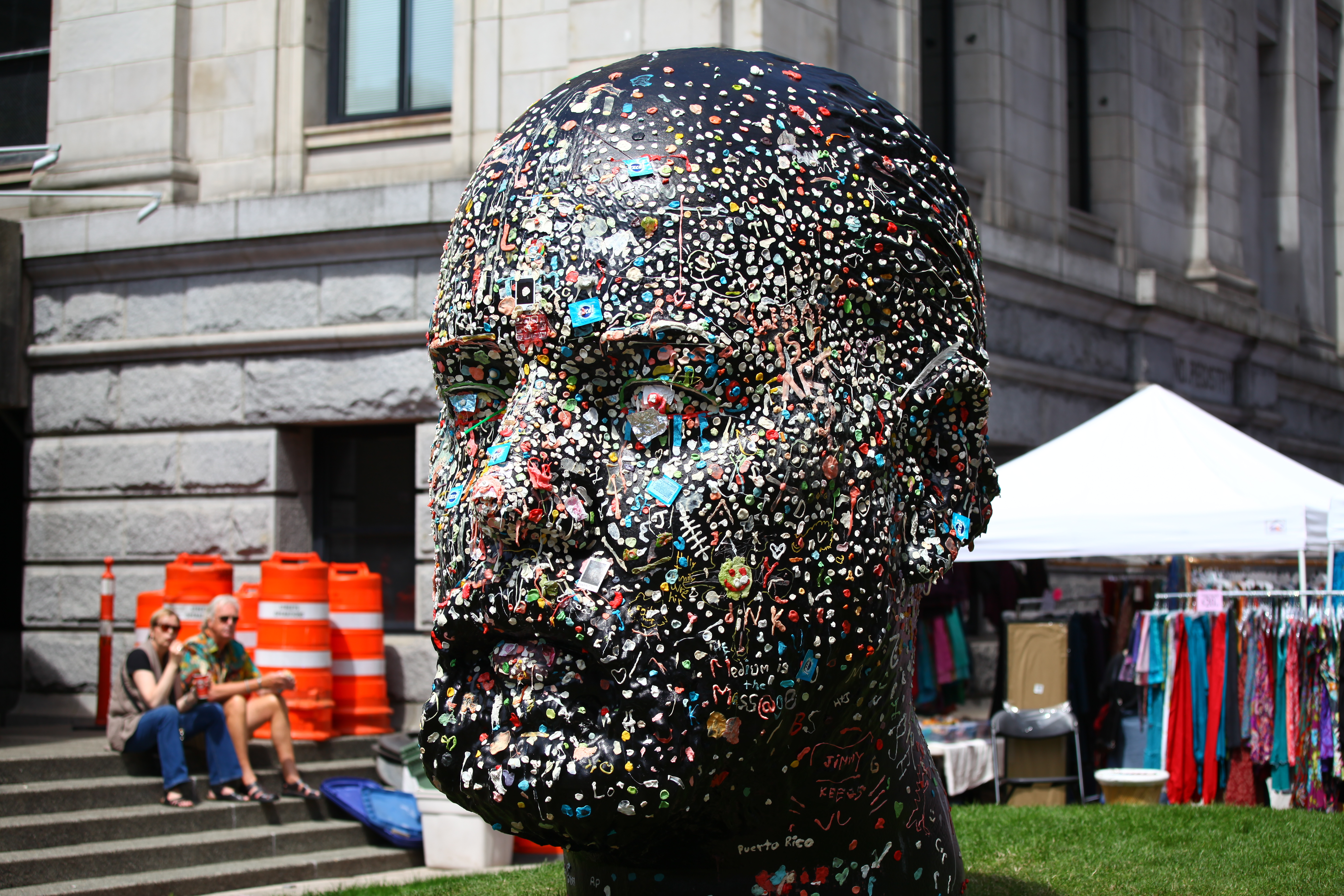
Douglas Couplands „Gumhead“

Der in London lebende Künstler Ben Wilson, bekannt als „Chewing Gum Man“, malt Miniaturen auf ausgespuckten und auf dem Bürgersteig festgetretenen Kaugummis. Der Künstler verwendet dafür Acrylfarbe und benötigt bis zu zehn Stunden für ein Bild, inklusive Vor- und Nachbehandlung. Daneben bemalt Wilson weggeworfene Zigarettenstummel und Getränkedosen. Der italienische Künstler Maurizio Savini verarbeitet Kaugummi mit Messern oder gießt ihn in Gipsformen, um daraus Skulpturen zu schaffen. Seine Werke fixiert und konserviert er mit einer Mischung aus Formaldehyd und Antibiotika. Der deutsche Fotokünstler Wilfred Neuse fotografierte in Düsseldorf und europäischen Großstädten wie Paris und Barcelona auf Straßen festgetretene Kaugummis. Die Fotografien hat er digital bearbeitet und verfremdet. Die Fotos wurden in Düsseldorf in einer Ausstellung gezeigt, zu der auch ein Katalog erschienen ist. Zwei gekaute Kaugummis wurden von den Künstlern Stefan Sous und Heinke Haberland in Form von etwa 8 Tonnen schweren Blöcken aus Carrara-Marmor verewigt. Sie stehen auf einer Grünfläche des Universitätsklinikums Freiburg neben der Zahn-, Mund- und Kieferklinik. Bei den Werken „Mords-les!“ (deutsch: Beiß Sie!) aus dem Jahr 1971 des französischen Künstlers François Morellet handelt es sich um schwarze Ölbilder, auf denen Kaugummis aufgeklebt sind, von denen jeweils einer gekaut oder angebissen ist. Mit der Künstlerin Karin Karrenberg kam es 2010 zu einem Rechtsstreit um die Urheberschaft dieser Kaugummibilder, da diese behauptete, zwar im Auftrag von Morellet gearbeitet zu haben, die Kaugummis jedoch nach eigenen Vorstellungen angebissen und angeklebt zu haben.
Die Bubblegum Alley in San Luis Obispo, Kalifornien, ist eine Gasse, die durchgehend mit Kaugummi beklebt ist und somit ein einzigartiges Kunstwerk darstellt. Zudem ist die Gasse eine beliebte Touristenattraktion und wird oft als Fotomotiv verwendet. Eine weitere Gum Wall, die sich ähnlicher Beliebtheit erfreut, befindet sich in Seattle. Im November 2015 fand aus bautechnischen Gründen eine Reinigung der Wand statt, bei der über 900 Kilogramm Kaugummi entfernt wurden. Der kanadische Künstler Douglas Coupland schuf 2014 ein etwa zwei Meter hohes Selbstporträt names „Gumhead“, das mehrere Monate vor der Vancouver Art Gallery ausgestellt war. Passanten waren aufgefordert, ihre Kaugummis auf die Skulptur zu kleben und damit im Laufe der Zeit das Gesicht des Künstlers zu verdecken.
Bubblegum Pop oder kurz Bubblegum bezeichnet ein Pop-Subgenre, das in den späten 1960er und frühen 1970er Jahren populär war. Der Hit „Sugar, Sugar“ von The Archies oder „Yummy, Yummy, Yummy“ von Ohio Express gelten als repräsentative Beispiele. In Filmen wurde das Kaugummikauen gerne als Symbol für Jugendkultur und Sexappeal eingesetzt. So kauten die „Pink Ladies“ in der Musicalverfilmung Grease, bei der die Darsteller über 100.000 Kaugummis verbraucht haben sollen, oder Susan George in dem Thriller Wer Gewalt sät sowie die High-School-Schüler in The Breakfast Club fortwährend Kaugummi.

## Auswirkungen auf die Umwelt

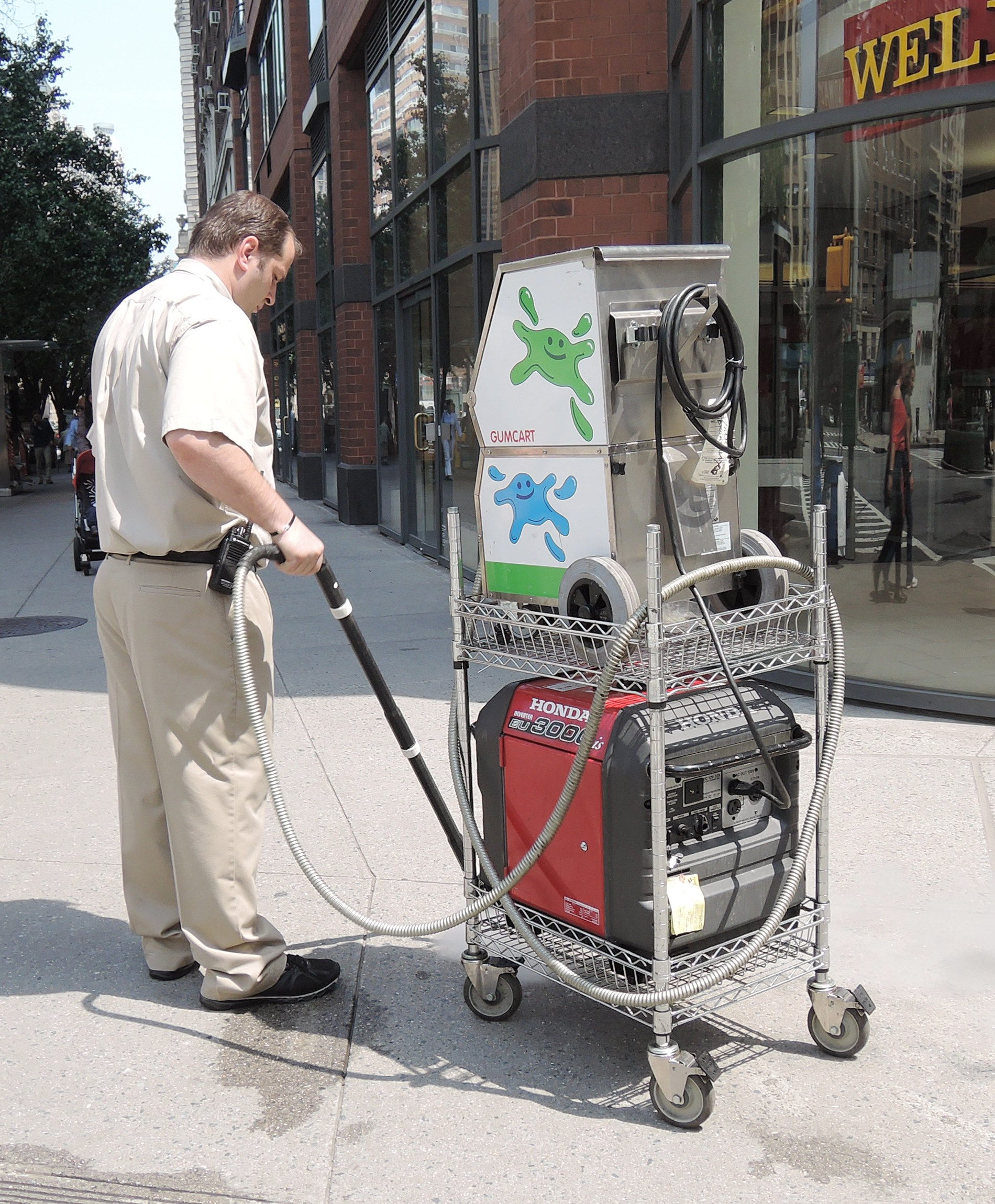
Kaugummientfernung in einer Fußgängerzone

Kaugummi ist nicht wasserlöslich und wird im Gegensatz zu anderen Süßwaren nicht vollständig verzehrt. Aufgrund der in der Kaumasse enthaltenen Polymere sind handelsübliche Kaugummis nicht oder nur schlecht biologisch abbaubar. Bei dem Versuch, ein klebendes Stück Kaugummi von einem Material zu entfernen, wirkt die meiste Kraft auf die Dehnung der polymeren Bindung und nicht auf den Bruch der Bindung zwischen der Oberfläche und dem Kaugummi. Daher haftet der Kaugummi fest auf Beton und anderen Oberflächen. Da die verwendeten Polymere nicht wasserlöslich sind, lässt sich der Kaugummi zudem mit keiner herkömmlichen Reinigungslösung entfernen. Reinigungsmethoden mit Hitze oder Hochdruckreinigern sind sehr aufwändig, eignen sich nicht für die Reinigung großer Flächen und hinterlassen sichtbare Flecken.

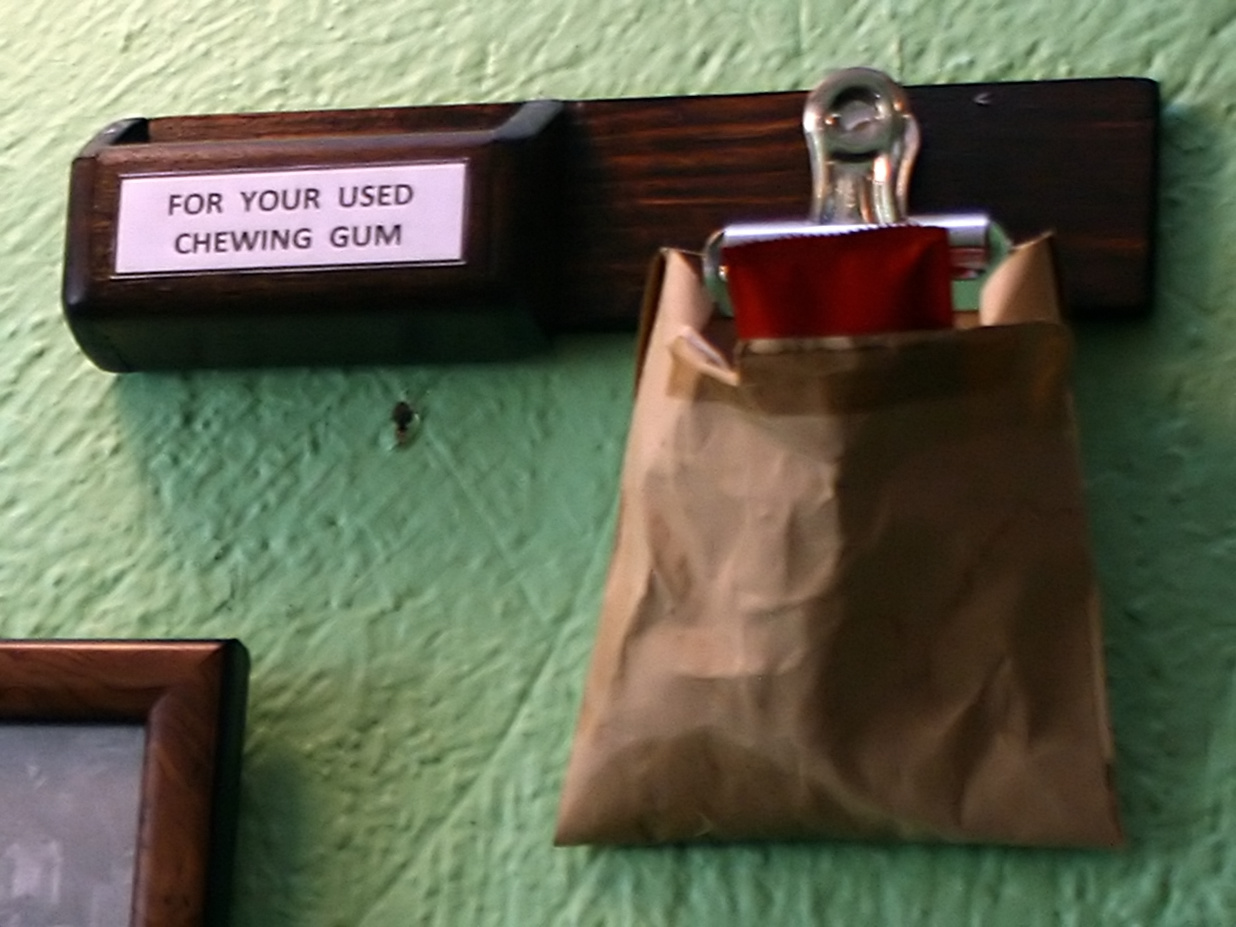
Angebot zum Umgang mit gebrauchtem Kaugummi in einem Pub in Dublin

Viele deutsche Städte führten 2019 Bußgelder bis zu 250 Euro für ausgespuckte Kaugummis in Kombination mit mehr Kontrollen und größeren Mülleimern ein. Als zusätzlicher Lösungsversuch werden seit 2018 Sammelkästen für ausgekaute Kaugummis, sogenannte Gum Walls, in Städten wie Frankfurt am Main eingesetzt. Die jährlichen Kosten der Kaugummientfernung betrugen allein in Frankfurt 2019 etwa 100.000 Euro. In der Schweiz beträgt das Bußgeld für das Wegwerfen von Kaugummis bis zu 300 Schweizer Franken.
Das gelegentliche Wegwerfen von Kaugummis ist in den meisten Städten mit hohem Fußgängeraufkommen weit verbreitet. So ergab eine Untersuchung im Jahr 2000 in der Oxford Street, einer der belebtesten Einkaufsstraßen Londons, dass dort etwa eine Viertelmillion Kaugummis auf dem Bürgersteig klebten. Im August 2021 verpflichteten sich mehrere britische Kaugummihersteller, in den nächsten fünf Jahren jährlich bis zu 2 Millionen Pfund Sterling in die Reduzierung von Kaugummiabfällen zu investieren. Die jährlichen Kosten für durch Kaugummi verursachte Verschmutzung im Vereinigten Königreich wurden 2021 auf 7 Millionen Pfund Sterling geschätzt. Im Vereinigten Königreich gilt Vermüllung, wozu das Wegwerfen von Kaugummi gehört, als Straftat und kann mit einem Bußgeld von bis zu 150 Pfund Sterling bestraft werden, das bei einer Verurteilung vor Gericht auf bis zu 2500 Pfund Sterling ansteigen kann.
Die Regierung von Singapur verbot 1992 den Verkauf von Kaugummi, nachdem dieses auf die Türsensoren der MassRapid-Transit-Züge geklebt worden war. Die dadurch verursachten Störungen des Zugverkehrs waren zwar selten, jedoch kostspielig, und die Schuldigen waren schwer zu fassen. Im Jahr 2004 erlaubte die Regierung den Verkauf von zuckerfreiem Kaugummi in Apotheken aufgrund des Freihandelsabkommens zwischen Singapur und den Vereinigten Staaten, wenn ein Arzt oder Zahnarzt ihn verschrieben hatte. Wahrscheinlich als Folge des Verbots sind die Bürgersteige in Singapur, vielleicht einmalig unter den modernen Städten, frei von Kaugummi.
Verschiedene Forscherteams haben Kaugummis entwickelt, die weniger klebrig sind und sich innerhalb weniger Tage oder Wochen abbauen. Ein Beispiel, Rev7 Gum, war von 2010 bis 2012 im Handel erhältlich.
Es gibt biologisch abbaubaren Kaugummi namens Chicza. Die Kaumasse dieses Kaugummis wird in Mexiko aus dem Latex des Breiapfelbaums hergestellt. Hauptzutat des Bio Maya Regenwald Kaugummi ist Zuckerrohrsirup, der jedoch die Entwicklung von Zahnkaries begünstigt. Unter dem Namen Xyli-Vita und Chicle X werden zuckerfreie Kombinationen von Kaumasse mit natürlichem Chicle vom Breiapfelbaum mit Xylit angeboten. Tester berichteten, dass die Produkte schnell an Geschmack verlieren. Laut Herstellern ist ein gewisser Kunststoffanteil notwendig, weil die Masse sonst zu breiig wäre.